# Liste d'élèves de l'École spéciale militaire de Saint-Cyr
Cet article est une liste de saint-cyriens notoires, qui disposent d'un article Wikipédia, classée par promotion (année d'entrée à l'école), et par ordre alphabétique à l'intérieur de chacune d’elles.

## De 1800 à 1899
L'école est créée par la loi en 1802 mais la promotion no 1 est la promotion 1818-1820.

### Élèves à l'École spéciale militaire de Fontainebleau
L'École spéciale militaire est créée par la loi du 11 floréal an X (1er mai 1802) et installée dans une aile du palais de Fontainebleau (arrêté du 8 pluviôse an XI (28 janvier 1803). L'École spéciale impériale militaire déménage en 1808 à Saint-Cyr-l'École (Seine-et-Oise), lieu dont elle conservera le nom.

#### 1803

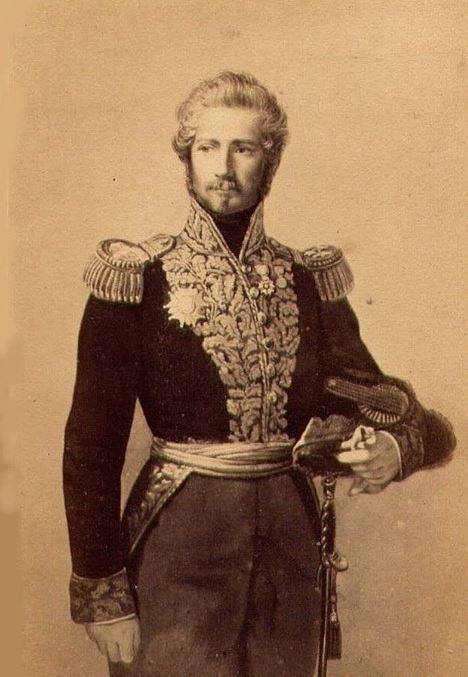
Le comte Ordener, promotion 1803

- Eugène d'Astorg (1787-1852), incorporé le 11 fructidor an XI (29 août 1803), matricule 108), sorti le 16 pluviôse an XIII (5 février 1805)[1], lieutenant-général (1843), membre de la Chambre des pairs (1834)
- Constantin Denis Bourbaki (1787-1827), diplômé de l'École en 1804, lieutenant-colonel, il eut la tête coupée par les Turcs le 17 janvier 1827 (émeute à Athènes)
- Armand de Bricqueville (1785-1844), colonel, député de la Manche
- Charles Marie Denys de Damrémont (1783 - tué le 12 octobre 1837 à Constantine, mort au champ d'honneur), numéro matricule 3, lieutenant-général (1830), pair de France (1835), gouverneur général de l'Algérie (1837-1837)
- Général Léonard de Galz de Malvirade (1786-1847)
- Auguste Charles Joseph Hatry (1788-1822), admis le 8 juin 1803, général de division (1848)
- Eugène Alexandre Husson (1786-1868), maréchal de camp (1845), sénateur du Second Empire
- Général Félix-Louis de Narp (1786-1844)
- Général Michel Ordener (1787-1862)

#### 1804

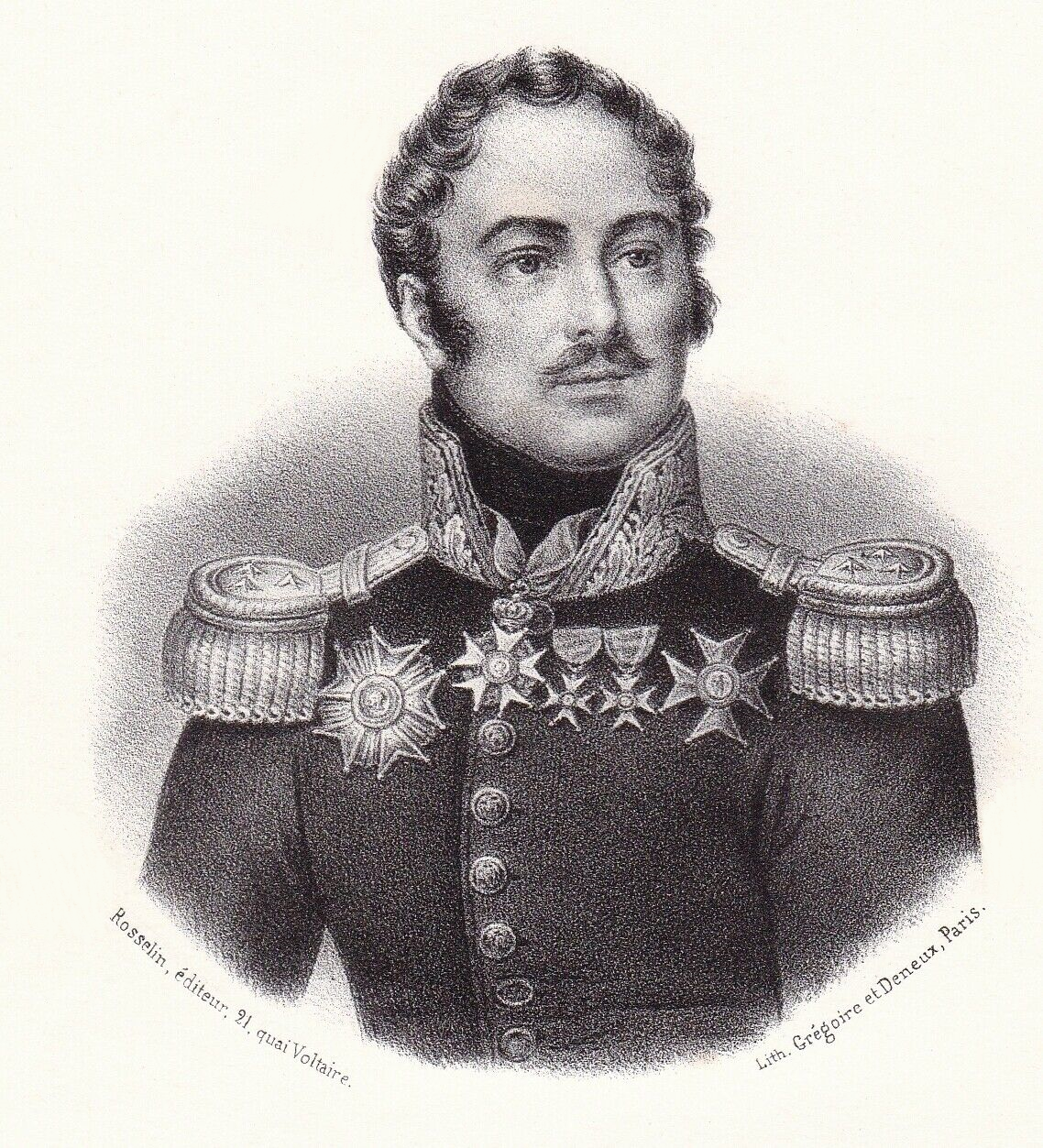
Le ministre Despans-Cubières, promo 1804

239 élèves nommés officiers dont 107 morts au champ d'honneur (45 %)
- Général César Budan de Russé (1787-1853)
- Amédée Louis Despans-Cubières (1786-1853), lieutenant-général (1837), ministre de la Guerre (1839 puis 1840)
- Général de division Marie Joseph Gazan (1785-1849)
- Général de division Jean-François Jacqueminot, comte de Ham (1787-1865)
- Général Grégoire Benoist de Lostende (1786-1849)
- Alexandre Moline de Saint-Yon (1786-1870), sort de l'École en 1805, militaire, écrivain et homme politique français

#### 1805

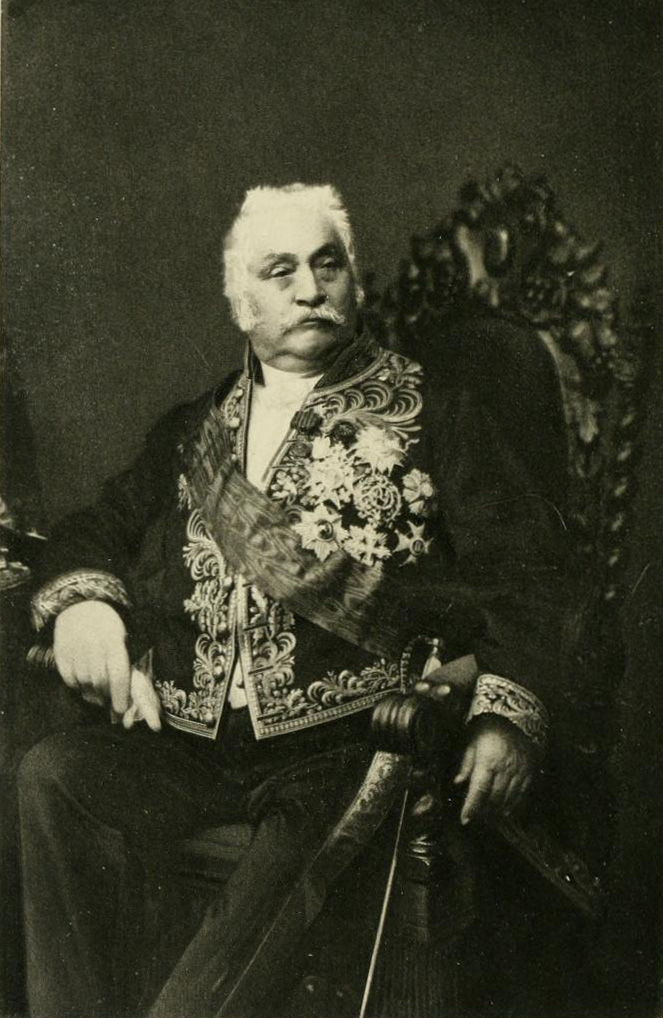
Le comte d'Hautpoul, promo 1805

398 élèves nommés officiers dont 98 morts au champ d'honneur (25 %)
- Général François Anthoine de Saint-Joseph (1787-1866)
- Joseph Marie Bienvenu Clary (8 février 1788 - Madrid, 8 août 1811), colonel des fusiliers de la garde du roi d'Espagne Joseph Bonaparte
- Général de division René Eleuthère Fontaine (1789-1853), marquis de Cramayel, sénateur du Second Empire ;
- Général Amédée de Failly (1789-1852)
- Sous-lieutenant Joseph-Homberg Gaignault (1787 à Issoudun - 1807, mort en Pologne)
- Général Marie Théodore de Gueulluy de Rumigny (1789-1860)
- Général de division Alphonse Henri d'Hautpoul (1789-1865)
- Général Auguste-Frédéric de Talhouët-Bonamour (1788-1842)
- Adolphe de Tarlé (1788-1868)

#### 1806

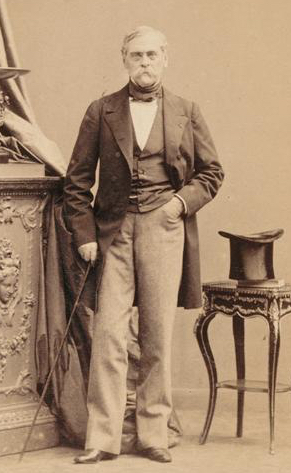
Le comte Grouchy, promo 1806

441 élèves nommés officiers dont 105 morts au champ d'honneur (24 %)
- Général de division Armand Barthélemy Dominique Jacques de Castelbajac (1787-1864)
- Général de division Alphonse de Grouchy (1789-1864)
- Général de brigade Étienne Martin de Beurnonville (1789-1876)
- Général de corps d'armée Hector, comte « Perrone di San Martino » (1789-1849, mort au champ d'honneur à la bataille de Novare)
- Général de division Tiburce Sébastiani (1786-1871)

#### 1807
601 élèves nommés officiers dont 147 morts au champ d'honneur (24 %)
- Alexis d'Adhémar (1790-1864), capitaine d'état-major en retraite (1834) ;

### Élèves à l'École spéciale de Saint-Cyr-l'École

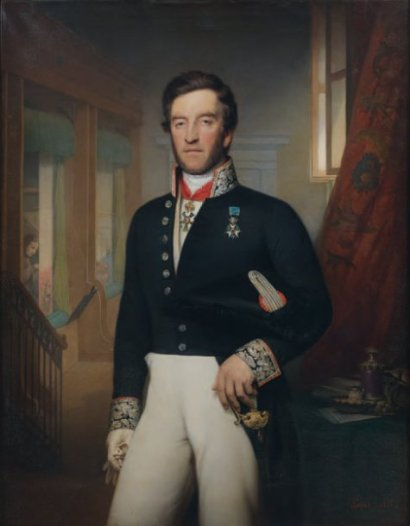
Gaspard Lavocat, promotion 1813

#### 1808
213 élèves nommés officiers dont 58 morts au champ d'honneur (27 %)
- Général de division Jacques Aupick (1789-1857), beau-père de Charles Baudelaire ;
- Général Louis, comte de Rostolan (1791-1862)

#### 1809
482 élèves nommés officiers dont 143 morts pour la France (30 %)
- Allouveau de Montréal, Simon François
- Boissonnet, Etienne 1791-1814
- Bruno (de), Laurent 1790-1861
- Certain de Canrobert, Antoine 1792-1815, mort au champ d'honneur
- Crousnilhon (de), Alphonse 1792-1862
- Daniels Joseph
- Deblaye, Sébastien, 1791-1848
- Gislain de Bontin (de), Alexandre 1791-1813, mort au champ d'honneur
- Pélissier, Louis 1792-1833
- Tournier, Michel 1793-1863
- Général Prosper Allouveau de Montréal (1792-1873)
- Lieutenant Madour de Baudry d'Asson †1812, mort au champ d'honneur à Krasnoïe au cours de la campagne de Russie
- Lieutenant Jacques de Baupte (1790-†)
- Philippe Beauchet 1789-1838, lieutenant démissionnaire
- Général Joseph Alexandre Berthier (1792-1849)
- Capitaine aide-major Paul-Charles de Bourgoing (1791-1864)
- Lieutenant Alphonse de Crousnilhon (1792-1862)
- Sous-lieutenant Guillaume Daniels (1792-1810), mort au champ d'honneur en Pologne
- Armand Gaultier de La Guistière (1791-1856)
- Sous-lieutenant Alexandre de Gislain de Bontin (1791-1813), mort au champ d'honneur à la bataille de Leipzig
- Capitaine Charles Jacquinot de Presle (1790-1851)
- Sous-lieutenant Alphonse de Moreton de Chabrillan (1790-1812), mort au champ d'honneur à la bataille de Mohilew en Russie
- Lieutenant André Panon du Hazier 1792-1851
- Stanislas Poisson de Grandprey †1812, mort au champ d'honneur en Russie

#### 1810
251 élèves nommés officiers dont 46 morts pour la France (18 %)
- Joseph Dortet de Tessan, 1792-1814
- Capitaine Pierre-François Bousson (1792-1841)
- Anatole de Guillebon 1797-1867, lieutenant démissionnaire
- Lieutenant Aurèle de Houdetot 1793-1813 mort au champ d'honneur à Leipzig
- Chef d'escadron Antoine de Ligniville 1792-1856

#### 1811
298 élèves nommés officiers dont 49 morts pour la France (16 %)
- Philippe Gabriel Eugène Beauchet, 1789-1839
- Antoine Joseph Laborie, 1794-1849
- Francis Lavelaine de Maubeuge, 1794-1874
- Jules de La Berrurière de Saint-Laon, 1793-1869
- Gabriel Ride, 1795-1843
- Joseph Maurice Decous du Monteil 1795-1893
- Sous-lieutenant Fortuné de Guillebon 1794-1813 disparu à la bataille de Leipzig en 1813
- Lieutenant-colonel Adrien de Mailly 1792-1878
- Chef de bataillon Gaspard de Soultrait 1793-1858

#### 1812
454 élèves nommés officiers dont 75 morts pour la France (17 %)
- Hippolyte de Barrau, 1794-1863.

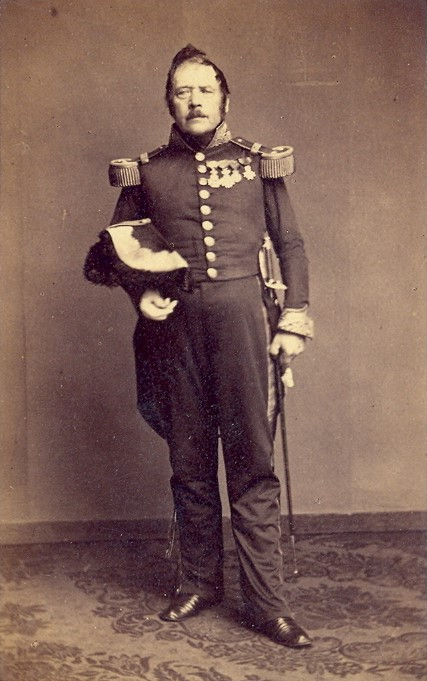
Général-major Maximilien Ruzette, promotion 1812

- Émile de Cointet de Fillain, 1792-1843.
- Charles Ambroise de Gouvenain, 1793-1884.
- Ernest de Guillebon, 1792-1880.
- Achille Melchior Pasquet de Salaignac, 1795-1870
- Général-major Maximilien Ruzette (nl), 1793-1875
- Sous-lieutenant Louis de Calouin de Tréville (1794-1813), mort au champ d'honneur à Dresde
- Général Charles de Gouvenain (1793-1884)
- Capitaine César de Ligniville (1793-1855)
- Achille Pasquet de Salaignac 1795-1870, capitaine de cavalerie démissionnaire--

#### 1813
462 élèves nommés officiers dont 77 morts au champ d'honneur (17 %)
- Général Changarnier (1793-1877), gouverneur général de l'Algérie
- Gaspard Lavocat (1794-1860)

#### 1814

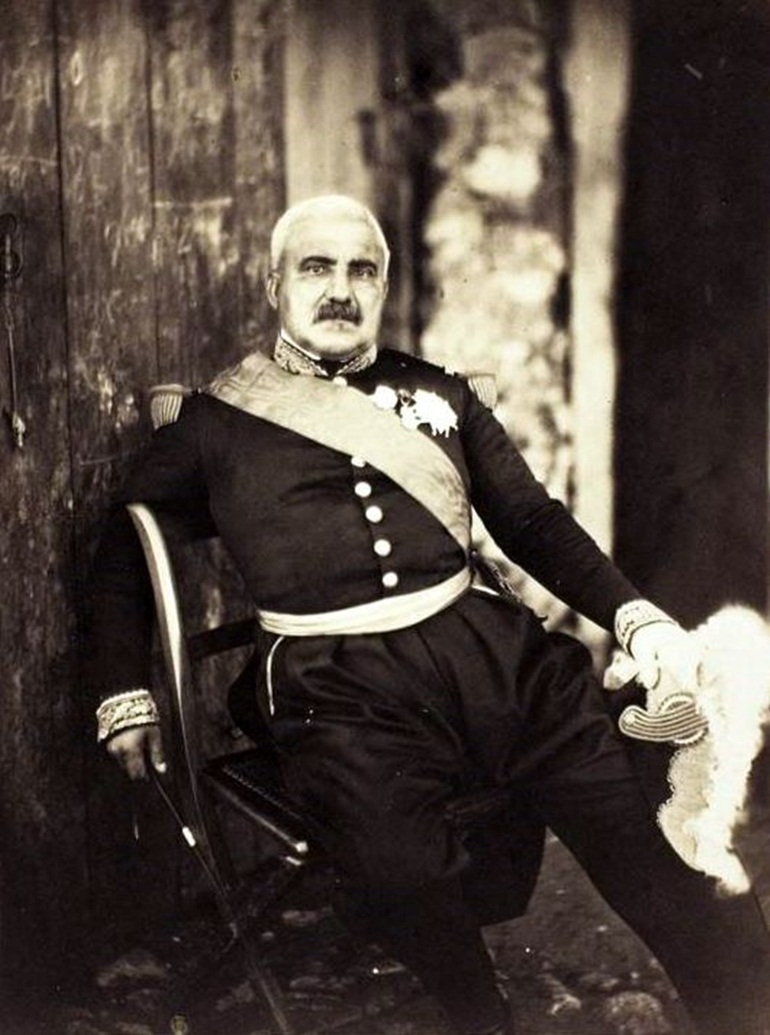
Le duc de Malakoff, promotion 1814

205 élèves nommés officiers dont 10 morts au champ d'honneur (5 %) ;  554 élèves ayant quitté Saint-Cyr ou ayant été promus en 1814
- Aimable Pélissier (1794-1864)

#### 1815
99 élèves nommés officiers dont 0 mort au champ d'honneur (0 %)
- Antoine-Henri-Philippe-Léon d'Aure (1799-1863)[3]

#### 1816 & 1817
Pas de promotions.

### 1818 - 1820

#### 1818-1820 (1repromotion)
- Prudent de Chasseloup-Laubat (1802-1863), général de division et député de Seine-Inférieure
- Jean-Jacques Uhrich (1802-1886), général de division et gouverneur militaire de la ville de Strasbourg (1870)
- Armand Carrel (1800-1836) journaliste, historien et essayiste français, tué en duel[4]

#### 1819-1821 (2epromotion)

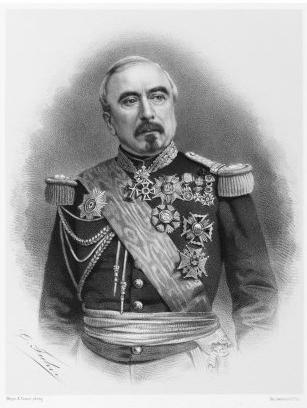
Le comte de Goyon, 2e promotion

184 élèves nommés officiers dont 10 morts pour la France (5 %)
- Marie Bon Ezéchiel de Barolet de Puligny, général de division (infanterie), grand officier de la Légion d'honneur.
- Charles Frédéric Chassériau (1802-1896), architecte en chef des villes de Marseille, Constantine et Alger.
- Charles-Marie-Augustin, comte de Goyon (1803-1870), général de division (cavalerie), grand-croix de la Légion d'honneur, médaillé militaire, sénateur du Second Empire.
- Lucien de Montagnac (1803-1845), lieutenant-colonel, mort au champ d'honneur (Conquête de l'Algérie).
- Joseph Édouard de La Motte-Rouge (1804-1883), général de division (commandant de corps d'armée : infanterie), grand-croix de la Légion d'honneur.
- Alphonse Le Touzé de Longuemar (1803-1881), général de brigade auxiliaire.
- le lieutenant de cavalerie Étienne Jules Adolphe Desmier de Saint-Simon, vicomte d'Archiac, membre de l’Institut de France,
- le capitaine de cavalerie Alphonse Le Touzé de Longuemar
- Joachim Charles Napoléon Clary (1802-1856), sénateur du Second Empire, neveu du comte Nicolas Clary, pair des Cent-Jours, et des reines d'Espagne et de Suède, épouses du roi Joseph et de Bernadotte.

### 1820-1829

#### 1820-1822 (3epromotion)

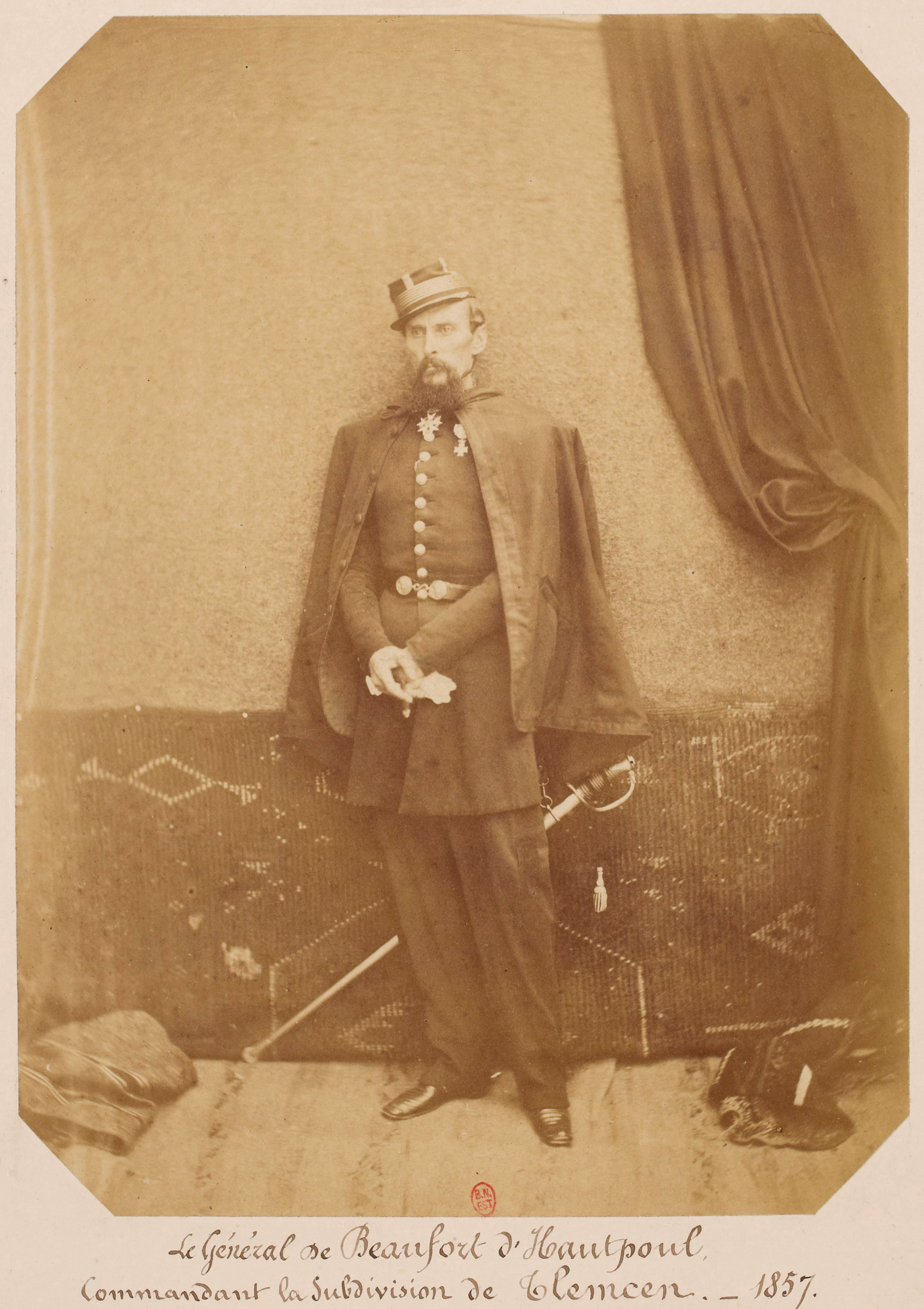
Le marquis de Beaufort d'Hautpoul, 3e promotion

- Alphonse Bedeau (1804-1863), GDI (État-major, puis Infanterie), grand officier de la Légion d'honneur
- Charles Marie Napoléon de Beaufort d'Hautpoul (1804-1890), GDI (État-Major), grand officier de la Légion d'honneur
- Armand de Noüe (1803-1869), vicomte, GDI (Cavalerie), grand officier de la Légion d'honneur
- Prosper Eugène Dubern (1802-1870), GDI (Cavalerie), grand officier de la Légion d'honneur
- Jean Louis Marie Ladislas Walsin-Esterhazy (1804-1871), GDI (Infanterie), grand officier de la Légion d'honneur[6].

#### 1821-1823 (4epromotion)

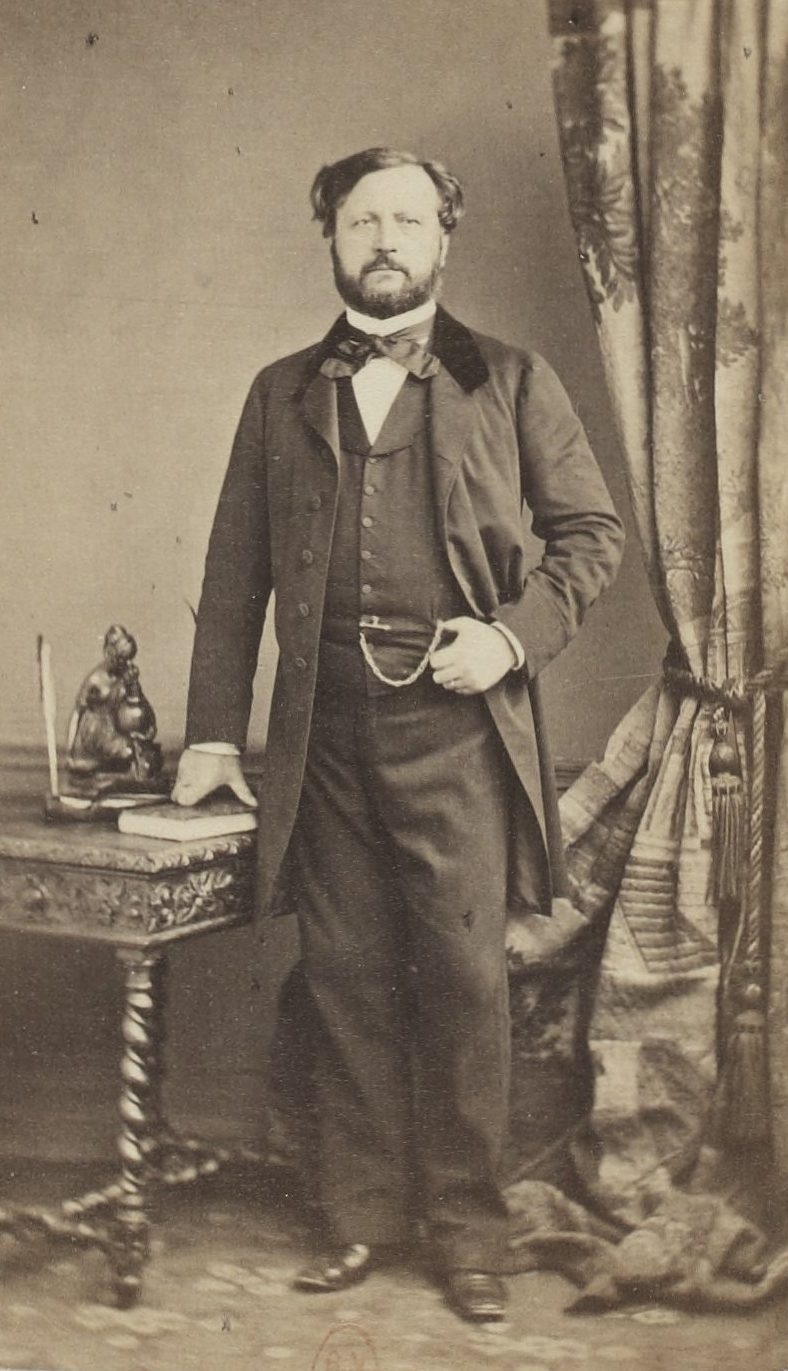
Le marquis de Colbert-Chabanais, 4e promotion

192 élèves nommés officiers dont 6 morts pour la France (3 %)
- Général de division Charles François Xavier d'Autemarre d'Erville (1805-1891) ;
- Général Georges Beuret (1803-1859), mort au champ d'honneur en Italie ;
- Napoléon-Joseph de Colbert-Chabanais (1805-1883) ;
- Henri du Vergier de La Rochejaquelein (1805-1867) ;
- Général de division Charles Philippe Édouard de Liniers (1805-1881) ;
- Général-baron Charles Louis François Marion (1803-1866) ;
- Anne Victurnien René de Rochechouart de Mortemart (1804-1893), 11e duc de Mortemart, député du Rhône (1852-1863) ;
- Louis-Armand-Alexandre Cœuret de Nesle (1803-1879), capitaine de cavalerie, député.

#### 1841-1843 (d'Orient)

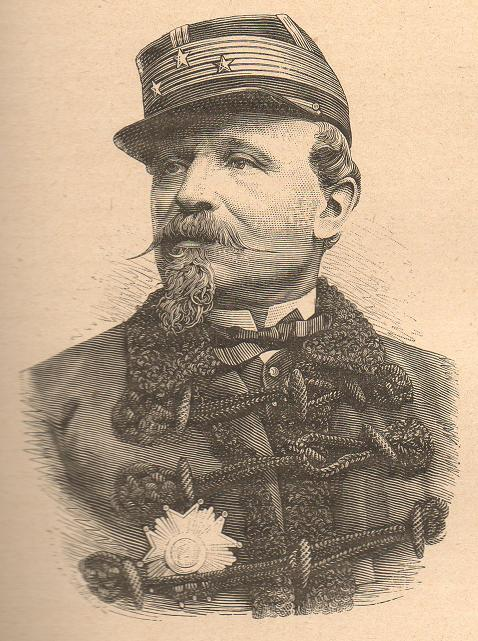
Le sénateur Chanzy, promo d'Orient

#### 1822-1824 (5epromotion)
- comte Adolphe de Monet (1804-1874), général de division commandant de corps d'armée (Garde du corps du Roi puis Infanterie), grand-croix de la Légion d’honneur
- Alfred d'Aubignosc (1804-1858), lieutenant-colonel. 25e régiment d'infanterie de ligne.
- Louis d'Aurelle de Paladines (1804-1877), général de division; député en 1871; sénateur inamovible de la République en 1875
- Anne Joseph Théodore Peyssard (1804-1861), général de division, directeur du personnel au ministère de la Guerre
- baron Joachim Ambert (1804-1890), général de brigade (Infanterie).
- René-Léon Borel de Brétizel (1805-1866), général de brigade (État-major).
- Élie-Frédéric Forey (1804-1872), militaire français nommé sénateur de l'Empire et maréchal de France en 1863[8]

#### 1823-1825 (6epromotion)
- Antoine-Achille d'Exéa-Doumerc (1807-1902), général de division commandant de corps d'armée (Infanterie), grand-croix de la Légion d’honneur
- Adolphe Le Flô (1804-1887), général de division (Infanterie), grand officier de la Légion d’honneur
- Paul Victor Jamin (1807-1868), général de division (État-major), grand officier de la Légion d’honneur
- Gaston Mattat (1805-1879), général de division (État-major), commandeur de la Légion d'honneur
- René-Léon Borel de Brétizel (1805-1866), général de brigade (État-major, commandeur de la Légion d'honneur
- Eugène Frotier de La Messelière (1805-1883).
- Adolphe d'Hastrel (1805-1874), capitaine d'artillerie de marine, peintre, aquarelliste et un lithographe français
- Gaston Mattat (1805-1879), général de division (État-major).
- Raphaël Vienot (1804-1855), colonel d’Infanterie, officier de la Légion d’honneur, mort pour la France en commandant le 1er régiment étranger à Sébastopol[9]

#### 1824-1826 (7epromotion)

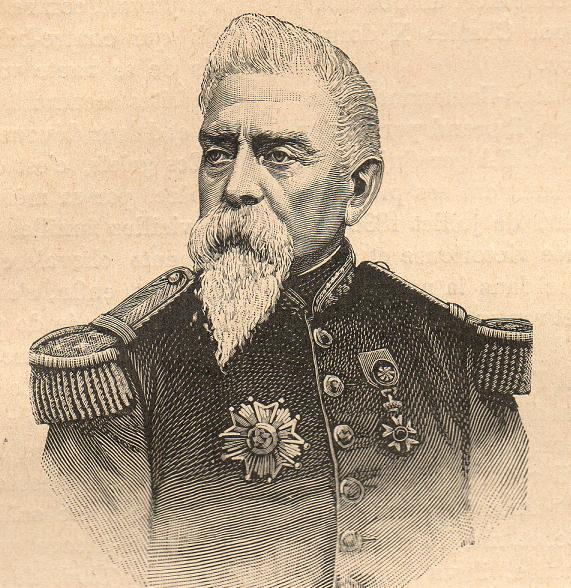
Le général de Laveaucoupet, 7e promotion

- Jules de Laveaucoupet (1806-1892), général de division, grand-croix de la Légion d’honneur
- Alexandre des Rotours (1806-1868), maire et conseiller général[10].

#### 1825-1827 (8epromotion)

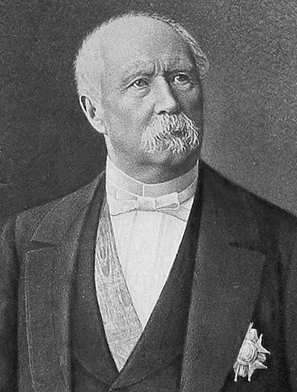
Le président Mac-Mahon, 8e promotion

- Roger Aimery (1809-1864), comte de Fezensac
- Patrice de Mac Mahon (1808-1893), maréchal de France, président de la République française
- Georges Eugène Blanchard (1805-1876), général de division cdt de corps d'armée (État-major), grand officier de la Légion d'honneur
- Jean Gérard Louis Béchon de Caussade (1809-1870), général de division, commandeur de la Légion d'honneur
- Armand Alexandre de Castagny (1807-1900), général de division, grand officier de la Légion d'honneur
- Joseph Guyot de Lespart (1808-1870), général de division, commandeur de la Légion d'honneur, mort pour la France
- Édouard Damesme (1807-1848), général de brigade, mort pour la France
- Napoléon Paul de Barral (1806-1850), général de brigade, mort pour la France en Algérie
- Jules de Ladreit de La Charrière (1806-1870), général de brigade, mort pour la France
- Achille Adrien Joseph Marie de Penfentenyo de Cheffontaines (1806-1874), général de brigade
- baron Pierre Hippolyte Publius Renault (1807-1870), général de division, commandant de corps d'armée
- Marie Louis Henry de Granet-Lacroix de Chabrières (1807-1859), colonel d'infanterie, mort pour la France à la Bataille de Magenta
- Claude-Joseph-Brandelys Green de Saint-Marsault (1807-1866), grand officier de la Légion d’honneur, homme politique[11]

#### 1826-1828 (9epromotion)
- François de Canrobert, maréchal de France, campagnes de Crimée en 1854 et d'Italie en 1859
- Paul de Ladmirault, général de division, guerre de Crimée (1854), campagne d'Italie (1859), Guerre franco-prussienne de 1870, commune de Paris (1871)
- Jérôme de Bailliencourt, Jérôme Benoit Philogène, comte de Bailliencourt, dit Courcol, général de division, campagne d'Italie (1851), campagne d'Italie (1859)[12].

#### 1827-1829 (10epromotion)

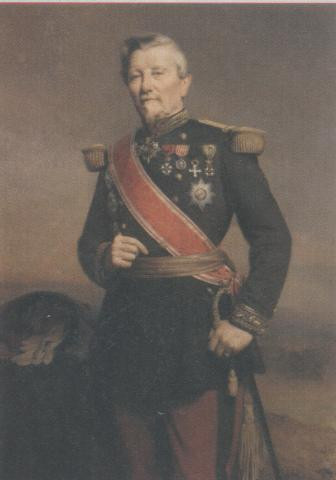
Le baron Ameil, 10e promotion

179 élèves nommés officiers dont 8 morts au champ d'honneur (4 %)
- Général Alfred Frédéric Philippe Auguste Napoléon Ameil (1810-1886) ;
- Charles Théodore Ernest de Hédouville (1809-1890) ;
- Napoléon de Montesquiou-Fézensac (1810-1872) ;
- Joseph-Léonode de Sabran-Pontevès (1811-1883) ;
- Général Jules de Saint-Pol (1810-1855, mort au champ d'honneur au siège de Sébastopol) ;
- Général Élie de Vassoigne (1811-1898)[14].

#### 1828-1830 (11epromotion)
- Guillaume de Bremond d'Ars (1810-1894), général de division, grand officier de la Légion d'honneur; homme politique
- Frédéric Henri Le Normand de Lourmel (1811-1854), général de brigade, mort pour la France
- Charles François Henri Simon de La Mortière (1809-1891), général de brigade[15]

#### 1829-1831 (12epromotion)

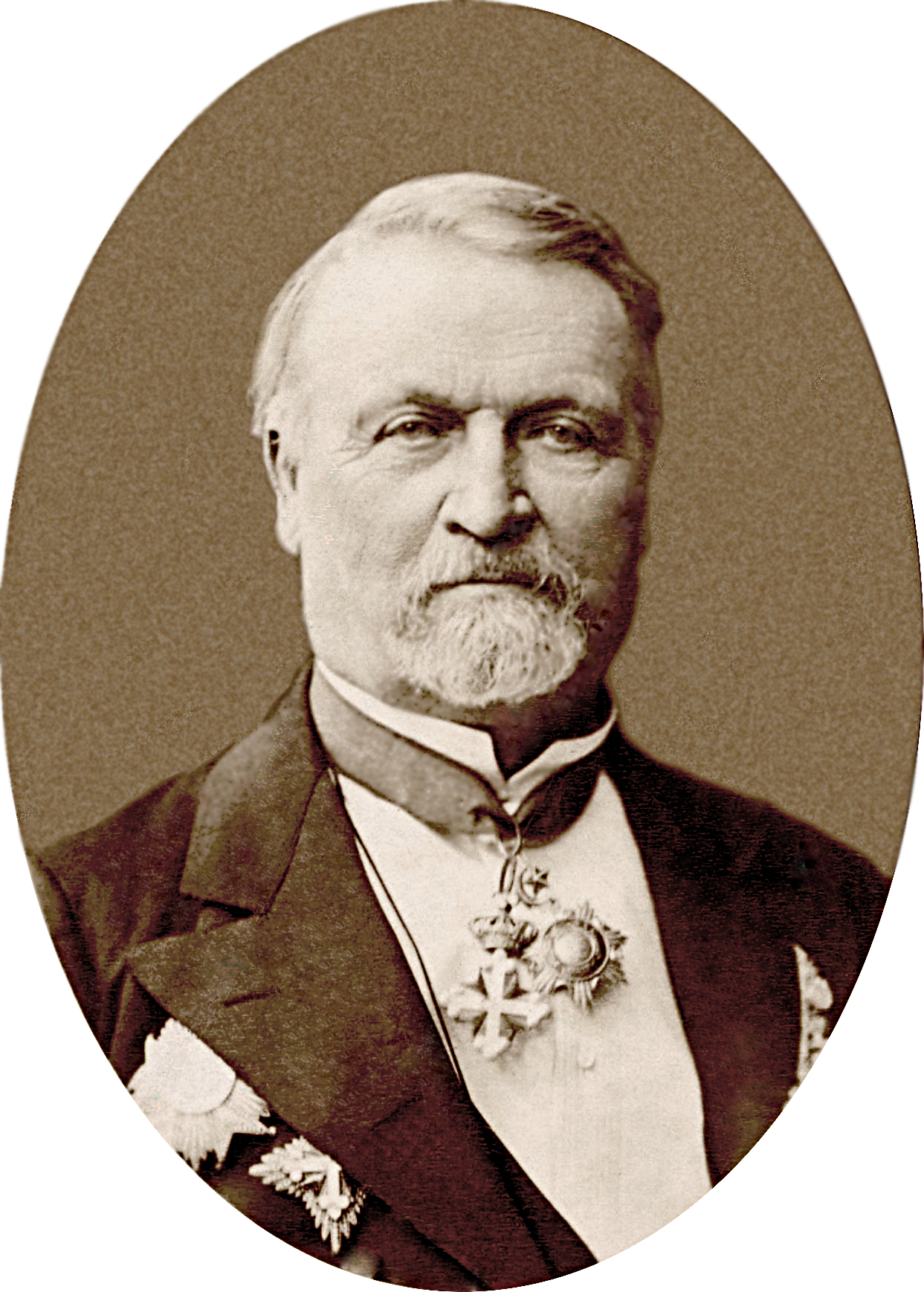
Le baron Wimpffen, 12e promotion

- Barthélémy Louis Joseph Lebrun (1809-1889), général de division commandant de corps d'armée, grand-croix de la Légion d'honneur
- François Napoléon Berger (1812-1876), général de brigade, commandeur de la Légion d'honneur
- Paul, vicomte Daru (° 30 décembre 1810 - Paris † 15 avril 1877 - Paris), capitaine des hussards, attaché d'ambassade, député de Seine-et-Oise (1842-1848), président de la société d'encouragement des courses de chevaux.
- Louis Joseph Napoléon, comte Lepic (1810-1875), général de brigade et homme politique.
- le baron Georges Charles de Heeckeren d'Anthès (1812-1895), sénateur sous le Second Empire.
- le baron Emmanuel Félix de Wimpffen (1811-1884), général de division commandant de corps d'armée[16]

### 1830-1839

#### 1830-1832 (13epromotiondu Firmament[17])

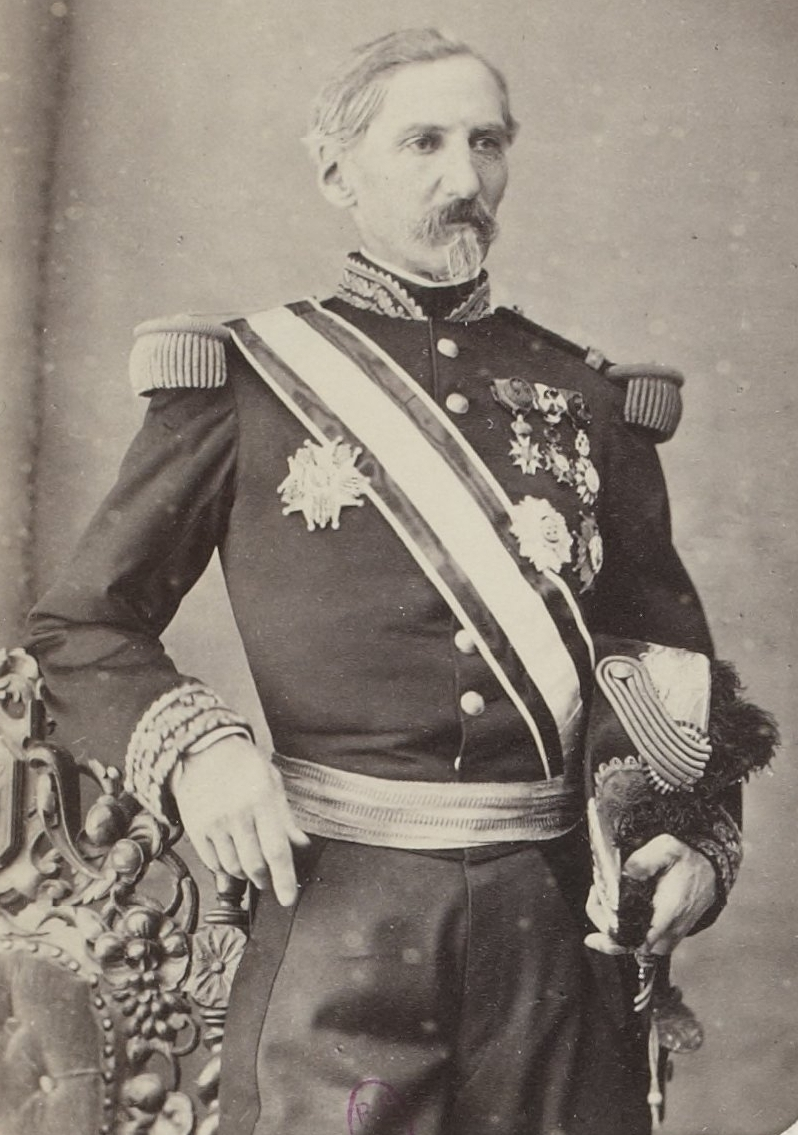
Le baron Durrieu, promotion du Firmament

- comte Charles de Lorencez (1814-1892), général de division commandant en chef de l'État-major, grand officier de la Légion d’honneur
- Emmanuel Félix de Wimpffen (1811-1884), général de division commandant d'armée, grand officier de la Légion d’honneur
- Ernest Courtot de Cissey (1810-1882), général de division commandant de corps d'armée, grand-croix de la Légion d’honneur
- baron Balthazar de Bonnet (1813-1904), général de division commandant de corps d'armée (Infanterie), commandeur de la Légion d'honneur
- baron François Louis Alfred Durrieu (1812-1877), général de division commandant de corps d'armée, grand officier de la Légion d’honneur
- comte Henri Espivent de La Villesboisnet (1813-1908), général de division commandant de corps d'armée, grand-croix de la Légion d’honneur
- marquis Joseph Pourcet (1813-1886), général de division commandant de corps d'armée (Cavalerie), grand-croix de la Légion d’honneur
- vicomte Charles-Frédéric de Bonnemains (1814-1885), général de division (État-major/Cavalerie), grand-croix de la Légion d’honneur
- Étienne Hugues Rose (1812-1899), général de division (Infanterie), grand officier de la Légion d’honneur
- Louis Côme Agard de Rouméjoux (1809-1898), général de brigade (État-major)
- Martin Daudel (1812-1896), général de brigade (Infanterie), grand officier de la Légion d’honneur
- Julius Richardson de Marguenat (1812-1870), général de brigade (Infanterie), commandeur de la Légion d’honneur, mort pour la France
- Jacques Félix Auguste Lepic (it) (1812-1868), général de brigade (Cavalerie)
- François Charles Octave Martenot de Cordoue (1813-1868), général de brigade
- Arthur de Rochechouart de Mortemart (1812-1840), prince de Tonnay-Charente, « retiré de l'ESM par sa famille » le 17 avril 1831, maréchal des logis à l'école de cavalerie de Saumur (10 mai 1831)[18]

#### 1831-1833 (14epromotion)
- Joseph Alexandre Picard (1813-1902), général de division commandant de corps d'armée (État-major), grand-croix de la Légion d’honneur
- Charles Letellier-Valazé (1812-1876), général de division (État-major), grand officier de la Légion d’honneur
- Théobald Dalmas de Lapérouse (1814-1899), général de brigade (État-major), grand officier de la Légion d’honneur
- Raymond Leforestier de Vendeuvre (1813-1887), général de brigade et homme politique[19]

#### 1832-1834 (15epromotion)
- Joseph de Brauer, général.
- Jean Joseph Gustave Cler, général, mort à la Bataille de Magenta.
- Édouard Jean Étienne Deligny, général.
- Aristide de Gondrecourt, général et écrivain.
- Henri de Treveneuc.
- Eugène Jacques Charles Paulze d'Ivoy, colonel commandant le 1er régiment de zouaves, chevalier (1843) puis officier de la Légion d'honneur (1875)[21]. Mort pour la France.

#### 1833-1835 (16epromotion)

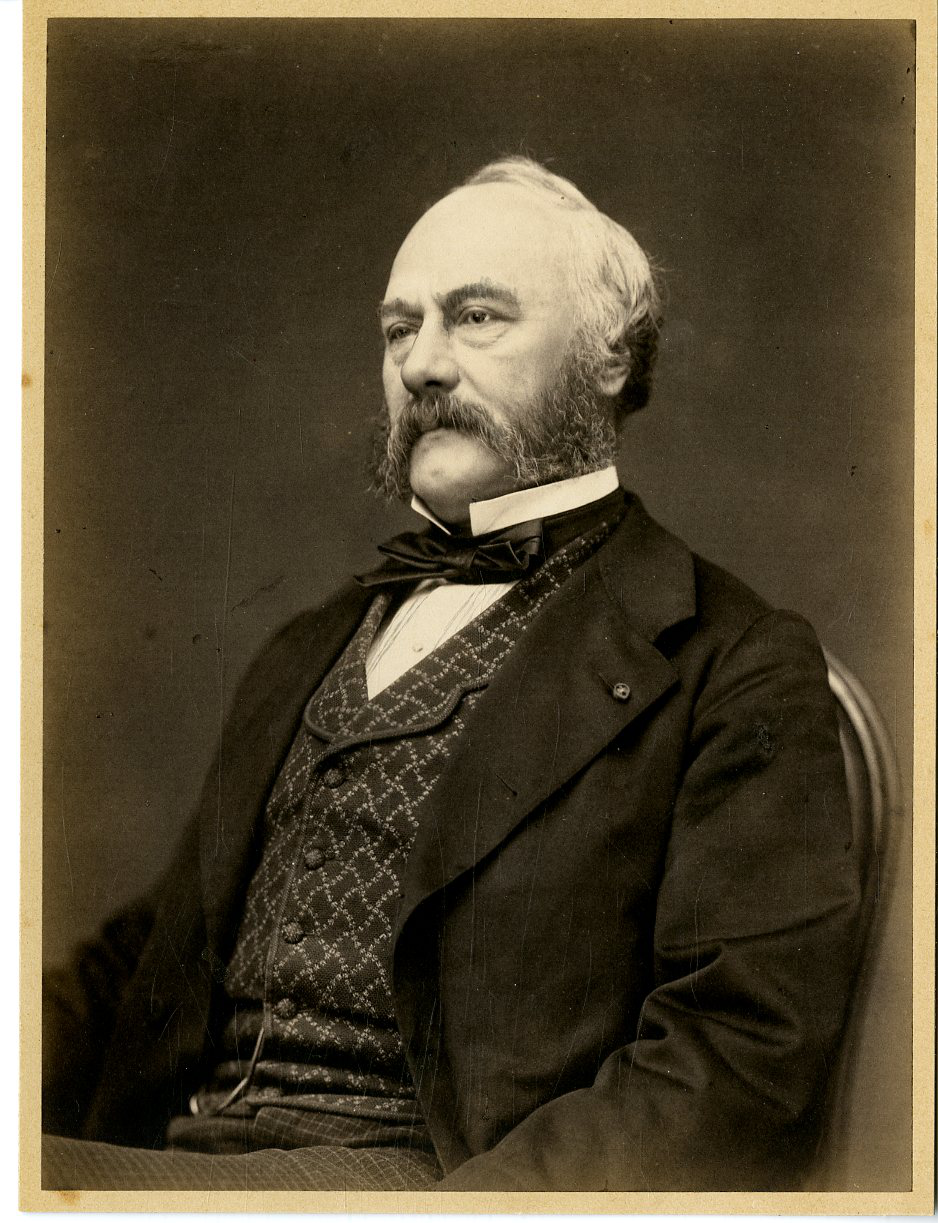
Le sénateur Boittelle, 16e promotion

148 élèves nommés officiers dont 13 morts pour la France (9 %)
- Louis Jules d'Avout (1814-1886), chef de bataillon.
- Symphorien Casimir Joseph Boittelle (1813-1897) ;
- Général de division Charles-Marie-Esprit Espinasse (1815-1859), aide de camp de l'empereur Napoléon III, sénateur du Second Empire (1858), ministre français de l'Intérieur (1858), tué le 4 juin 1859 à Magenta : mort au champ d'honneur dans l'accomplissement de son devoir ;
- Charles-René de Maupeou (1814-1882, Saint-Avit-les-Guespières), officier jusqu'en 1840, trésorier payeur général, chevalier de la Légion d'honneur(« Cote LH/1455/15 ») ;
- Louis Jules Peitavin (1814-1873), général commandant un corps d'armée lors de la guerre de 1870[22]

#### 1834-1836 (17epromotion)

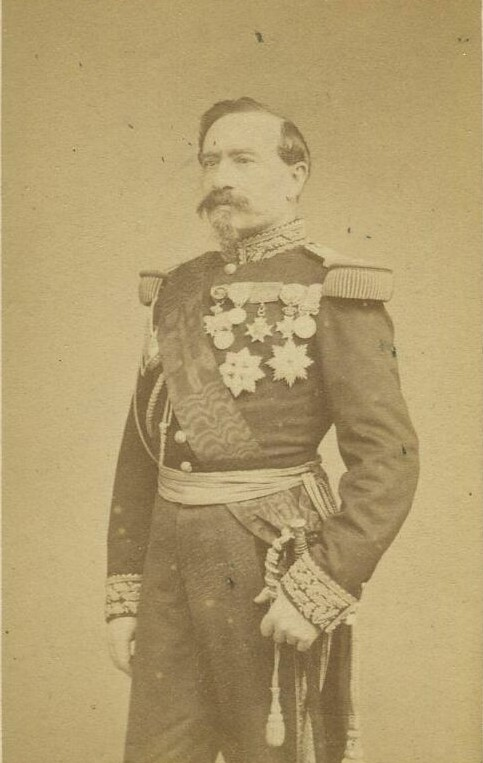
Le général Bourbaki, 17e promotion

- Charles-Denis Bourbaki général de division chef d'armée; il sera parrain de la 82e promotion
- Henri Jules Bataille (1816-1882), général de division d’infanterie et grand-croix de la Légion d'honneur
- Albert Cambriels (1816-1891), général de corps d'armée, grand-croix de la Légion d’honneur
- colonel Pierre Jules Amadieu (1816-1870), mort pour la France à la bataille de Gravelotte[23].

#### 1835-1837 (18epromotionde la Comète)
- Alfred d'Alton (1815-1866), général de brigade (infanterie)
- Auguste-Alexandre Ducrot (1817-1882), général de division commandant d'armée (État-major), grand officier de la Légion d'honneur
- Charles Eugène Durand de Villers (1816-1893), général de brigade (état-major)
- Colonel Pierre-Frédéric Péchin (1814-1877), Officier de la Légion d'honneur
- Marie René Philippe Rebilliard (1815-1897), général de division[24]
- Louis Jules Trochu (1817-1896), général de division (Cavalerie), grand officier de la Légion d'honneur

Le choix du nom de la 18e promotion correspond au passage de la comète de Halley, qui frôle la Terre tous les soixante-seize ans.

#### 1836-1838 (19epromotionde l'Obélisque

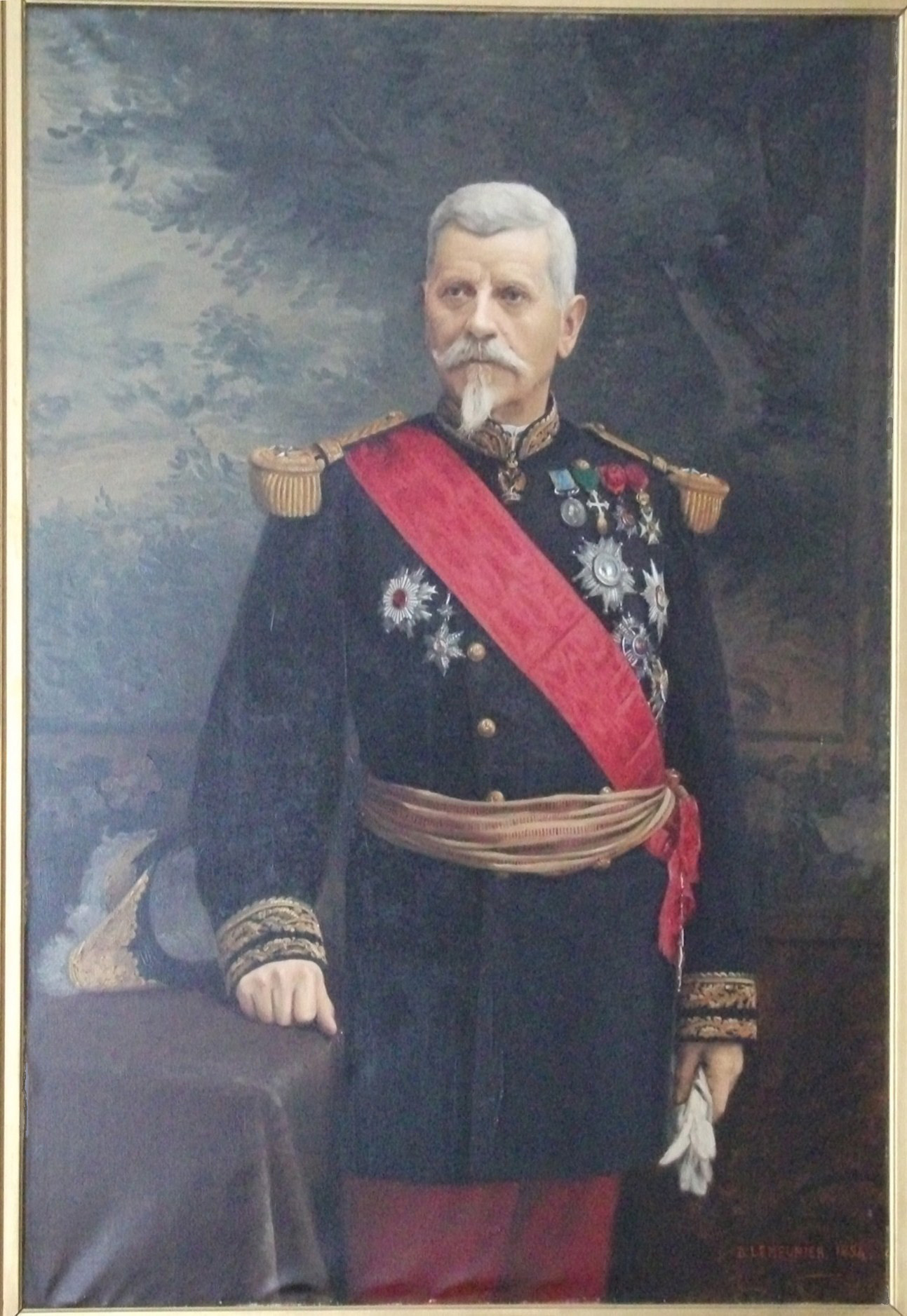
Le général Appert, promo de l'Obélisque

- Félix Antoine Appert (1817-1891), général de division commandant de corps d'armée, grand-croix de la Légion d'honneur; diplomate français
- Charles Louis de Fontanges de Couzan (1817-1890), général de division commandant la 12e division d'infanterie (France), commandeur de la Légion d'honneur
- Colonel Charles Nicolas Friant (1818-1886)
- Jean-Baptiste Alexandre Montaudon (1818-1899), général de division, député de la Somme ;
- Charles Bernard de Vaisse Roquebrunne (1817-1898), général de brigade d’infanterie, commandeur de la Légion d'honneur
- Louis Eugène Léonce Pajol (1817 ✝ 1885), fils de Pierre Claude Pajol, chef d'escadron au 7e cuirassiers, général de brigade lors de la guerre de 1870, aide de camp de Napoléon III.

Le nom de la promotion fait référence à l'obélisque de la place de la Concorde, dont le sultan Méhémet Ali a fait don à la France en 1836.

#### 1837-1839 (20epromotiondeConstantine[27])[28]
- Jean-Auguste Berthaut (1817 - 1881), général de division et ministre de la Guerre
- Orphis Léon Lallemand (1817 - 1893), général de division commandant de corps d'armée, grand-croix de la Légion d'honneur
- Alphonse Lecointe (1817-1890), général de division commandant de corps d'armée, grand officier de la Légion d'honneur

#### 1838-1840 (21epromotionde l'An Quarante[29])[30]

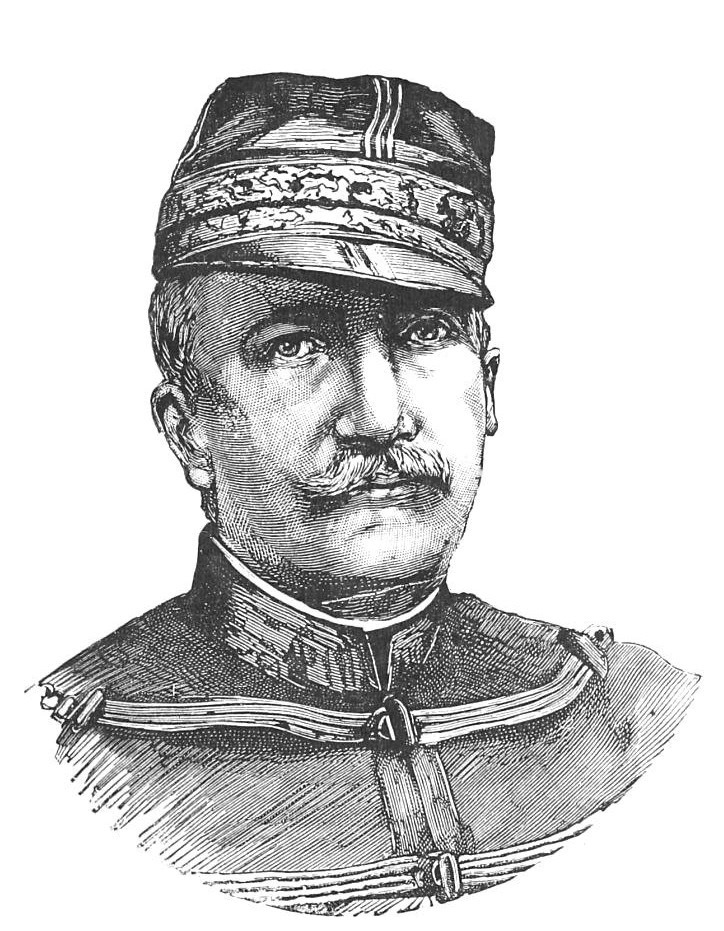
Le ministre Campenon, promo de l'An 40

- baron Édouard Aymard (1820-1880), général de division, commandant de corps d'armée
- Jean-François Henrion-Bertier (1817-1901), général de brigade, maire de Neuilly-sur-Seine (1888-1901)
- Jean-Louis Borel (1819-1884), général de division, grand officier la Légion d'honneur, ministre de la Guerre
- Jean-Baptiste-Marie Campenon (1819-1891), général de division, ministre de la Guerre
- Auguste de Gramont (1820-1877), duc de Lesparre, général de division (1867)
- Achille Ernest Vuillemot (1819-1903), général de division, grand officier de la Légion d’honneur
- Louis Adolphe Zentz d'Alnois (1820-1911), général de division, grand officier de la Légion d'honneur

#### 1839-1841 (22epromotionde Mazagran)
Le nom de la promotion évoque le Siège de Mazagran de 1840. Début février 1840, 123 soldats de la 10e compagnie du 1er bataillon d'infanterie légère d’Afrique tiennent en échec 12 000 arabes en Algérie lors de ce siège, avant d'être dégagés après cinq jours par la garnison de Mostaganem.
- Justin Clinchant (1820-1881), général de division, commandant d'armée (État-major), grand officier de la Légion d'honneur
- Léonard-Léopold Forgemol de Bostquénard (1821-1897), général de division commandant de corps d'armée (État-major), grand officier de la Légion d’honneur
- Louis François Joseph Hanrion (1821-1894), général de division (infanterie) ;
- Marguerite Jacques Vincent Octave du Preuil (1819-1895), général de division (Cavalerie), grand officier de la Légion d'honneur
- Joseph Émile Colson (1821-1870), général de brigade, mort pour la France

### 1840-1849

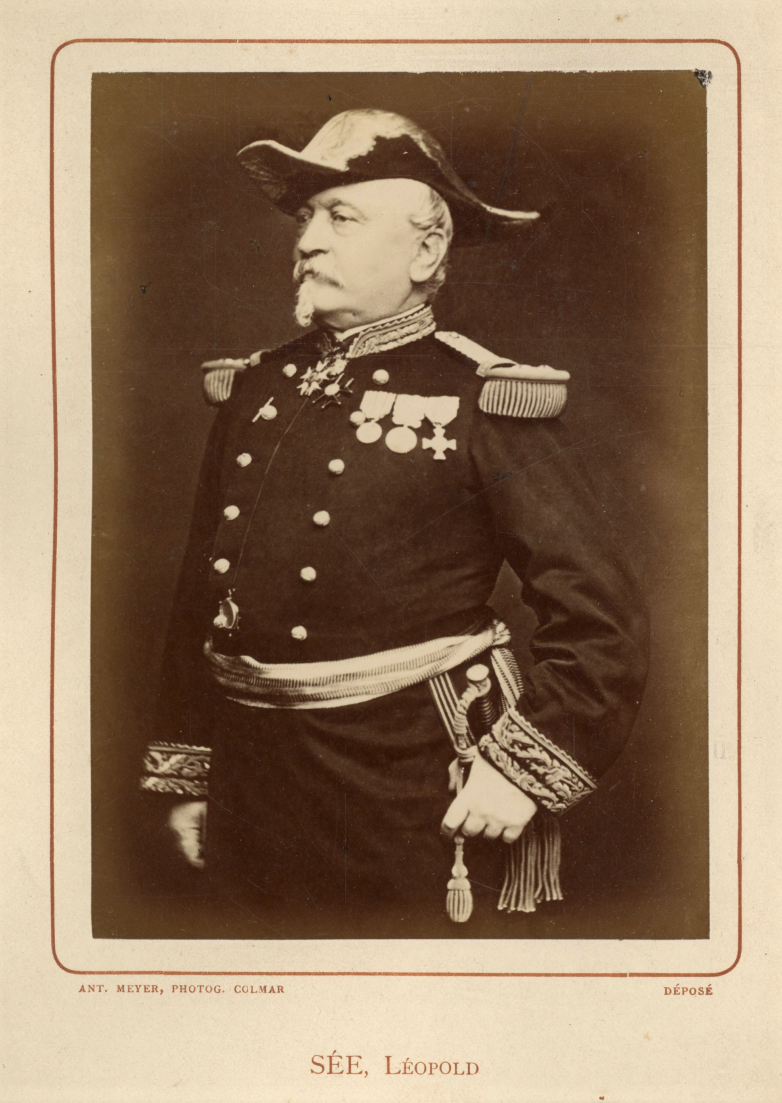
Le général Sée, promo des Cendres

#### 1840-1842 (23epromotiondes Cendres[32])[33]
- Christophe Victor Vilmette (1822-1911), général de division, grand officier de la Légion d'honneur
- Léopold Sée (1822-1904), général de division (Infanterie), grand officier de la Légion d’honneur
- Zénon Eugène Lamy (1821-1895), général de division (État-major), grand officier de la Légion d'honneur

#### 1841-1843 (24epromotionde la Nécessité[34])[35]

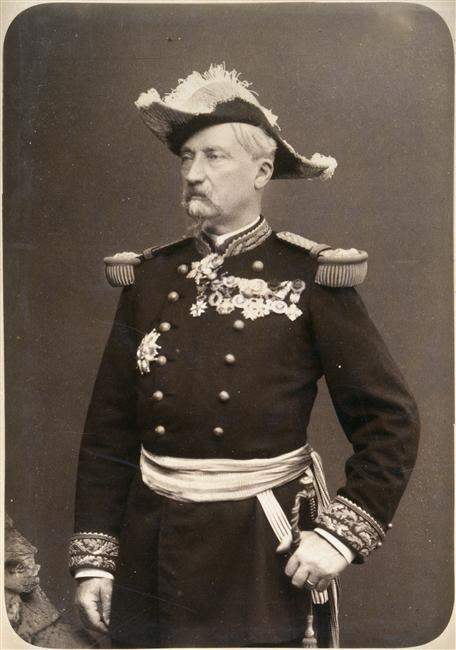
Le ministre Lewal, promo de la Nécessité

Au sujet de la 24e promotion (avril 1841 - 1843), promotion de la Nécessité et de la 25e promotion (octobre 1841- 1843), promotion d’Orient, il faut savoir qu’elles répondent à un besoin urgent de cadres de l’Armée, ainsi que l’indique d’ailleurs le nom de baptême de la première.
La 24e promotion correspond à l’intégration anticipée d’élèves officiers, le 1er avril 1841, compte tenu des évènements d’Orient. Quatre-vingts mille hommes ayant été appelés sous les drapeaux en 1843, leur encadrement représentait une réelle « nécessité ». Ces élèves officiers, du fait de la date de leur arrivée à l’École, ont été surnommés « melons d’été », le terme traditionnel de melon désignant alors les élèves de première année.
- Capitaine Philippe d'Adhémar (1822-1879), capitaine commandant au 9e régiment de dragons, à Lunéville
- Général de division Adrien Alexandre Adolphe de Carrey de Bellemare (1824-1905), commandant de corps d'armée
- Général de division Charles Nicolas Lacretelle (1822-1891), député de Maine-et-Loire (1888-1891), maire de Beaucouzé, grand officier de la Légion d'honneur
- Général de brigade Ernest de la Porte (1822-1887), commandeur de la Légion d'honneur
- Général de division Jules Lewal (1833-1908), ministre de la Guerre (1885)
- Général de brigade Léon Mangin (1822-1882)
- Général de division Charles Martin des Pallières (1823-1876)
- Général de brigade Jean Thibaudin (1821-1905), ministre de la Guerre (1883)
- Général de division Charles Joseph François Wolff (né en 1823)

#### 1841-1843 (25epromotiond'Orient[36])[37]
131 élèves nommés officiers dont 7 morts pour la France (5 %)
Avec les évènements d’Orient (la France aide Méhémet Ali, vice-roi d'Égypte, à supplanter le sultan), une partie des élèves quitte l'ESM en avril, la crise orientale nécessitant l'envoi de nouveaux cadres.
La 25e promotion, comprend les élèves officiers enrôlés en octobre 1841 et surnommés, à l’instar de leurs prédécesseurs immédiats, « melons d’hiver ».
- Augustin Henri Brincourt (1823-1909), général de division ;
- Antoine Chanzy (1823-1883), député des Ardennes (1871-1875), sénateur inamovible (1875-1883), Ambassadeur à Saint-Petersbourg (1879-1882) ;
- Charles Martin des Pallières (1823-1876), général de division.

#### 1842-1844 (26epromotiondu Tremblement[38])[39]
- François Auguste Logerot (1825-1913), général de division commandant de corps d'armée (Infanterie), grand-croix de la Légion d'honneur; homme politique
- Alexis L'Hotte (1828-1904), général français et écuyer en chef du cadre noir
- Jean-Pierre-Hubert Coquet (1822-1882), Inspecteur des troupes de marine

#### 1843-1845 (27epromotiond'Isly[40])[41]
- Jules Aimé Bréart (1826-1913), général de division commandant de corps d'armée (Infanterie), grand-croix de la Légion d'honneur
- Victor Flogny (1825-1879), général de brigade (cavalerie)
- Pierre Léon Bouisset (1824-1900), officier, militaire français, auteur du chant de La Galette. Ce chant est devenu l'hymne traditionnel des élèves officiers de l'ESM.

#### 1844-1846 (28epromotionde Djemmah[42])[43]

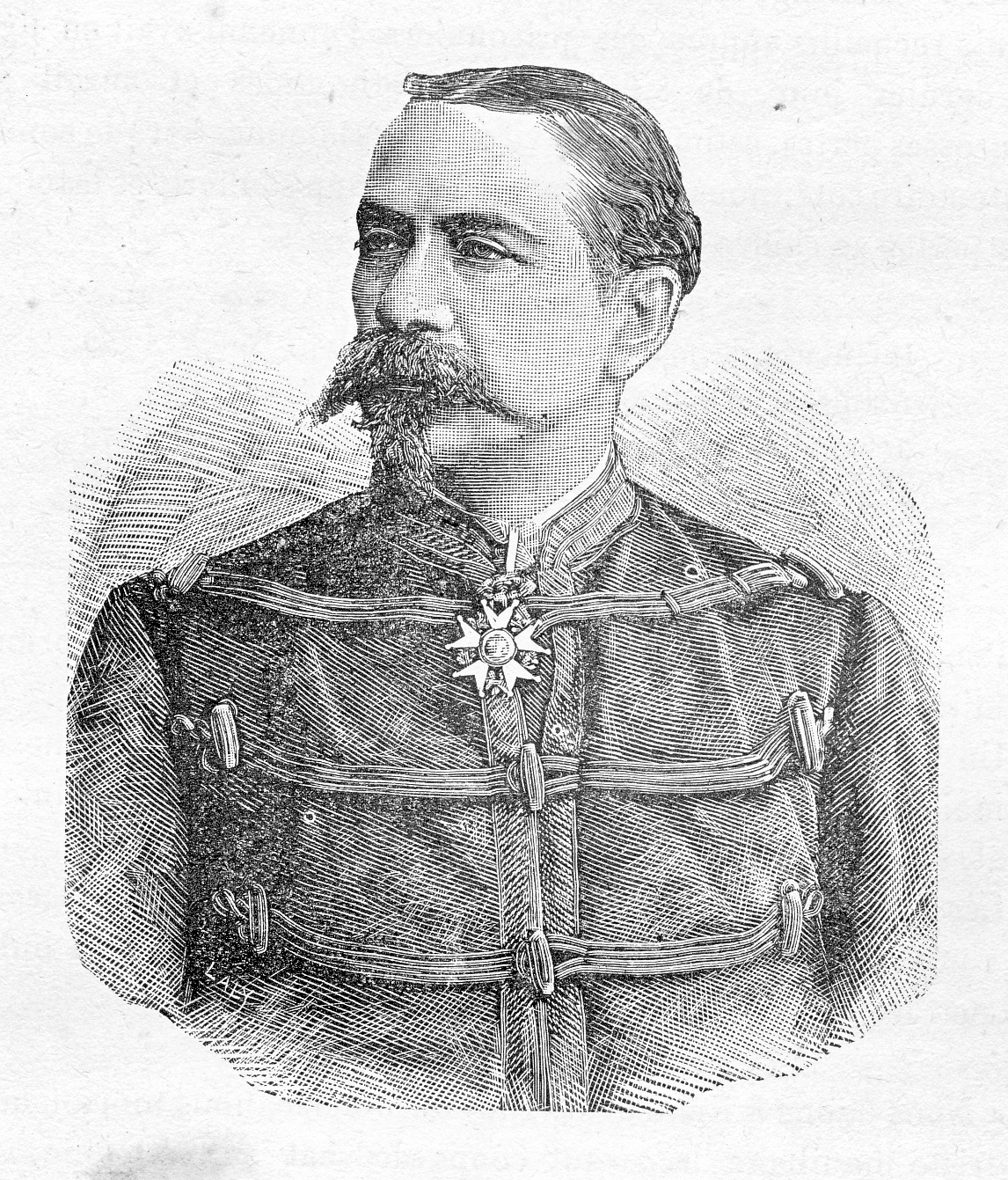
Le comte de Courcy, promo de Djemmah

- Joseph-Hardouin-Gustave d'Andlau (1824-1892), général de brigade.
- Henri Roussel de Courcy (1827-1887), général de division.
- Gaston de Sonis (1825-1887), général de division.

#### 1845-1847 (29epromotiond'Ibrahim[44])[45]
- Louis Brière de l'Isle (1827-1896), général de division.
- Charles Loysel (1823-1889), général de division. Sénateur, puis député d'Ille-et-Vilaine.
- Jean-François Florent Seigland (1825-1895), général de brigade.
- François Achille Thomassin (1827-1919), général de division.
- Alfred de Vast-Vimeux (1826-1888), chef d'escadron de chasseurs à cheval. Député, puis sénateur de Charente-inférieure.

#### 1846-1848 (30epromotiond'Italie[46])[47]
- Paul de Bauffremont (1827-1893), général de brigade
- Charles Bérenger (1829-1913), général de division. Sénateur des Alpes-Maritimes.
- Alexandre Léopold Berthier (1827-1891), général de division.
- Gustave-Joseph Munier (1828-1897), général de division.

#### 1847-1849 (31epromotionde la République[48])[49]

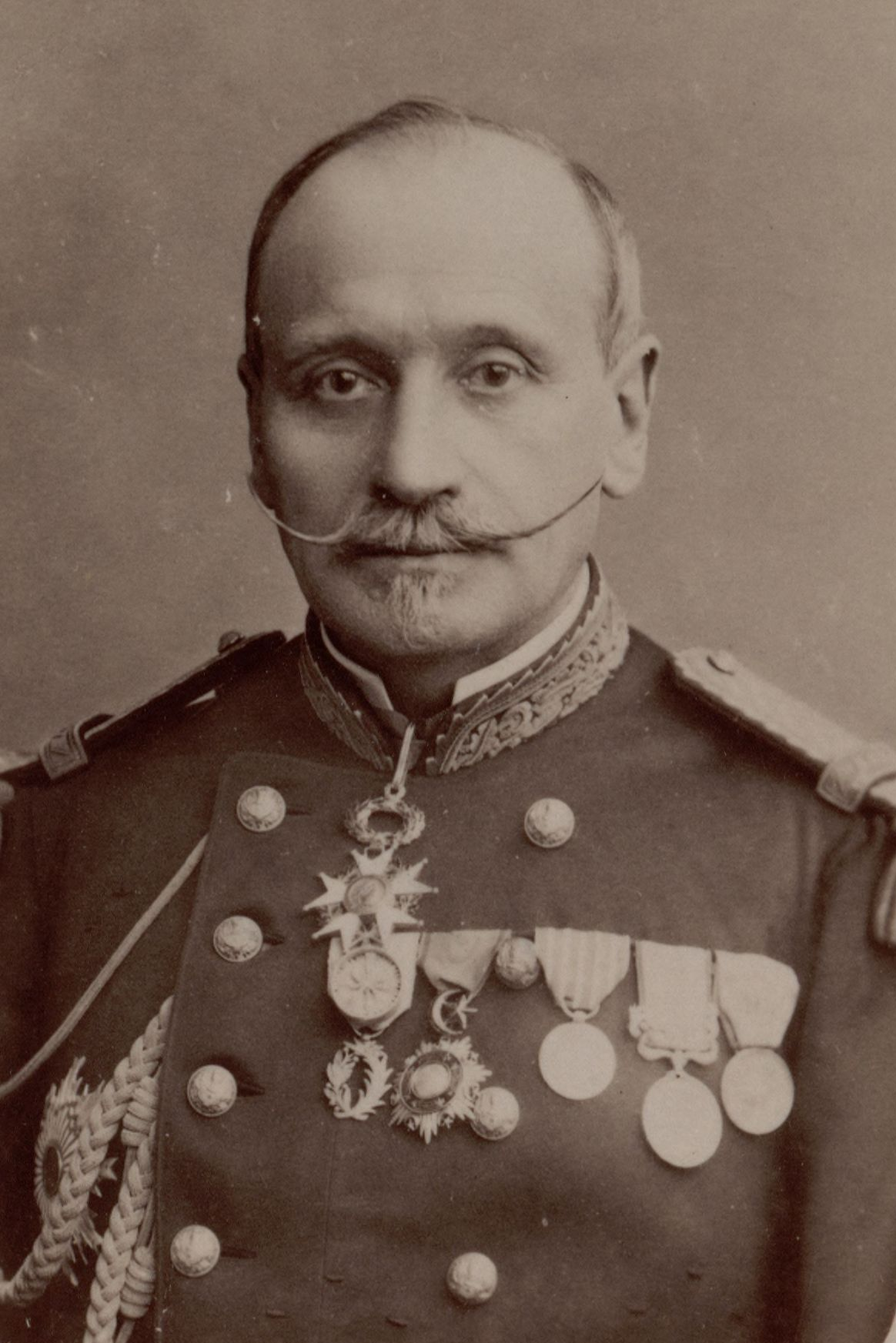
Le général Pittié, promo de la République

- Jean-Baptiste Billot (1828-1907), général de division. Ire division d'infanterie. Ministre de la Guerre.
- Jean Danjou (1828-1863), capitaine. 2e régiment étranger. Mort pour la France le 30 avril 1863 à Camerone. Parrain de la Promotion 1971-1973 de l'ESM
- Camille Margaine, capitaine puis maire, député et sénateur de la Marne.
- François Pittié (1829-1886), général de brigade.

#### 1848-1850 (32epromotionde Hongrie[50])[51]
- Félix Gustave Saussier (1828-1905), général de division. Gouverneur militaire de Paris.

#### 1849-1851 (33epromotionde Zaatcha[52])[53]
- Édouard André, (1833-1894), député du Gard.
- Joseph Arthur Dufaure du Bessol (1828-1908), général de division.
- Léon de Poilloüe de Saint Mars (1832-1897), général de division.

### 1850-1859

#### 1850-1852 (34epromotionde Kabylie[54])[55]

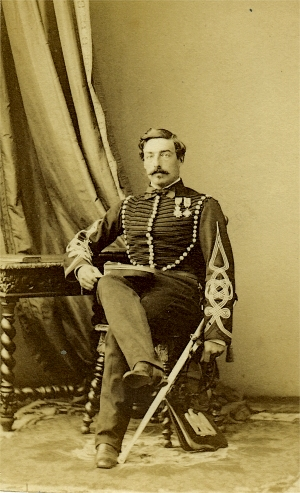
Le général Viel de Lunas, promotion de Kabyllie

- Armand Deffis (1827-1892), général de division. Sénateur des Hautes-Pyrénées.
- Marie Louis Antonin Viel de Lunas d'Espeuilles (1831-1913), général de division. 4e division de cavalerie.

#### 1851-1853 (35epromotionde l'Aigle[56])[57]
- Jules de La Laurencie (1832-1915), chef d'escadrons. Conseiller général de Loire-Inférieure.
- Jean Hély d'Oissel (1833-1920), campagne de Crimée, Garde Nationale, Président de la Société Générale (1886-1914), maire et conseiller général de Poissy.

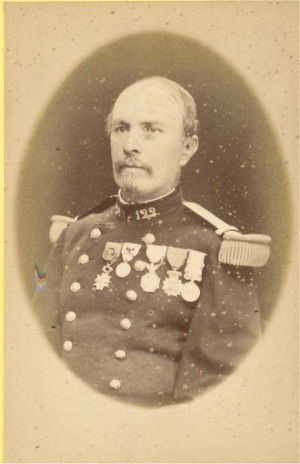
Général Hippolyte Madelor, promotion de l'Aigle

- Général Hippolyte Madelor, promotion de l'AigleHippolyte Madelor (1833-1917), général de Division, campagne d'Italie, campagne de Crimée, expédition du Mexique. 5e division d'infanterie.
- Jean Baptiste Royet (1833-1907), colonel, Bataille de la Tchernaïa, Siège de Puebla, Guerre franco-allemande de 1870

#### 1852-1854 (36epromotionde l'Empire[58])[59]
- Charles Bugeaud (1834-1866), lieutenant dans la garde impériale, consul de France en Georgie
- Jules Chanoine (1835-1915), général de division, ministre de la Guerre. (1898).
- Victor-Bernard Derrécagaix (1833-1915), général de division. Chef du Service géographique de l'armée.
- Paul-Henri de Lanjuinais (1834-1916), député du Morbihan (1881-1914), conseiller général du Morbihan
- René de La Tour du Pin Chambly de La Charce (1834-1924), lieutenant-colonel.
- Henry de La Tour du Pin Chambly de La Charce (1834-1885), chef de bataillon. (Campagnes d'Italie, du Mexique et de 1870)
- René Charles François Reille (1835-1898), général de brigade, conseiller général et député du Tarn.

#### 1853-1855 (37epromotionde Turquie[60])[61]
- Gustave de Boissieu (1834-1970), capitaine. Mort pour la France le 11 octobre 1870.
- Antoine de Chabannes La Palice (1836-1873), chef d'escadrons.
- Alexandre Alphonse Potelleret (1835-1915) général de brigade

#### 1854-1856 (38epromotionde Crimée[62])[63]1855-1856 (39epromotionde Sébastopol[64])[63]

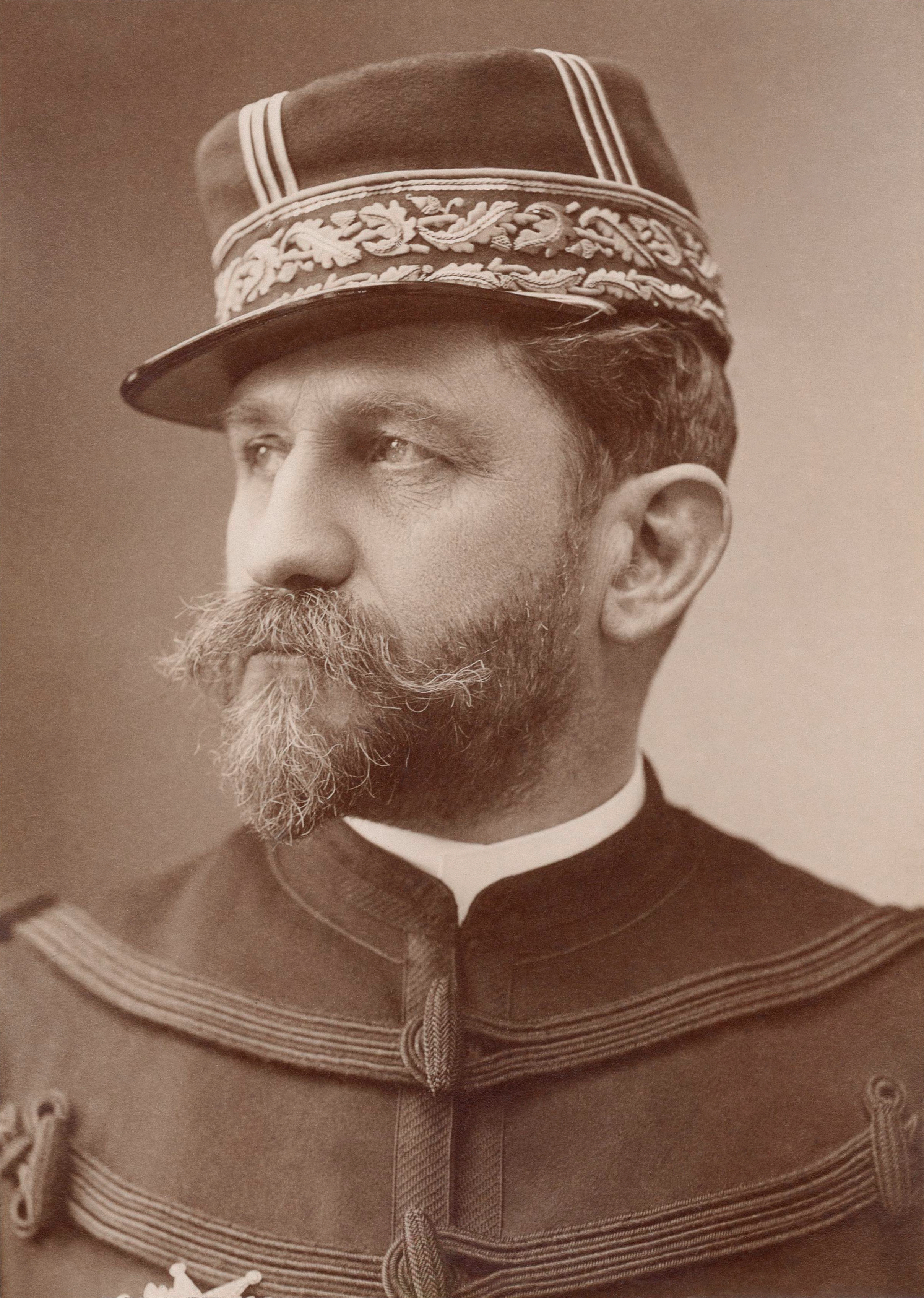
Le général Boulanger, promotion de Crimée

- Georges Boulanger (1837-1891), général de division. Ministre de la Guerre. Député de la Seine.
- Édouard de Colbert (1834-1905), général de division.
- Gustave de Guillebon (1837-1892), capitaine. 2e bataillon de la Garde.
- Jules de La Forest Divonne (1836-1919, capitaine. Campagne d'Italie.
- Gabriel de Lambilly (1834-1896), président du Conseil général du Morbihan.
- Odon de Montesquiou Fezensac (1836-1887), chef de bataillon. Mobile de 1870 .
- Rogatien de Sesmaisons (1835-1920), général de division. Conseiller général de la Loire-Inférieure.
- Maxime de Truchis de Lays (1835-1923), chef de bataillon. Maire de Lays.Conseiller général.
- Robert de Vogüé (1837-1870), mort pour la France le 6 août 1870 à Reichshoffen.

#### 1855-1857 (40epromotiondu Prince Impérial[65])[66]

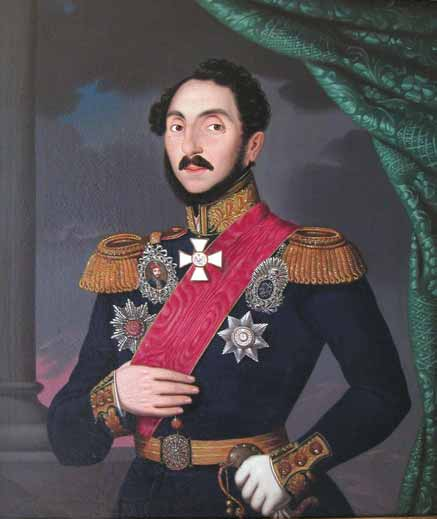
Le prince Georges III Bibesco, promotion du Prince Impérial

- Paul Arvers (1837-1907), général de division. 28e division d'infanterie. Promoteur du corps des chasseurs alpins.
- Alfred Darras (1834-1903) général de division
- Gheorghe Bibescu (1834-1902), officier de la Légion étrangère.
- Charles Emile Boilève (1837-1900), général de brigade, infanterie de marine.
- Bernard Charles de Boysson (1837-1900, général de corps d'armée. XIIIe corps d'armée.
- Joseph Adolphe Clary (1837-1877), chef d'escadron de cavalerie.
- Jacques Charles René Achille Duchesne (1837-1918), général de division.
- Ange Laurent Giovanninelli (1837-1903), général de division.
- Édouard Pierron (1835-1906), général de division
- Charles-Jules Zédé (1837-1908), général de division, grand officier de la Légion d'honneur.
- Hervé de Saisy de Kerampuil (1833-1904). Sénateur des Côtes du Nord.

#### 1856-1858 (41epromotionde Djurdjura[67])[68]

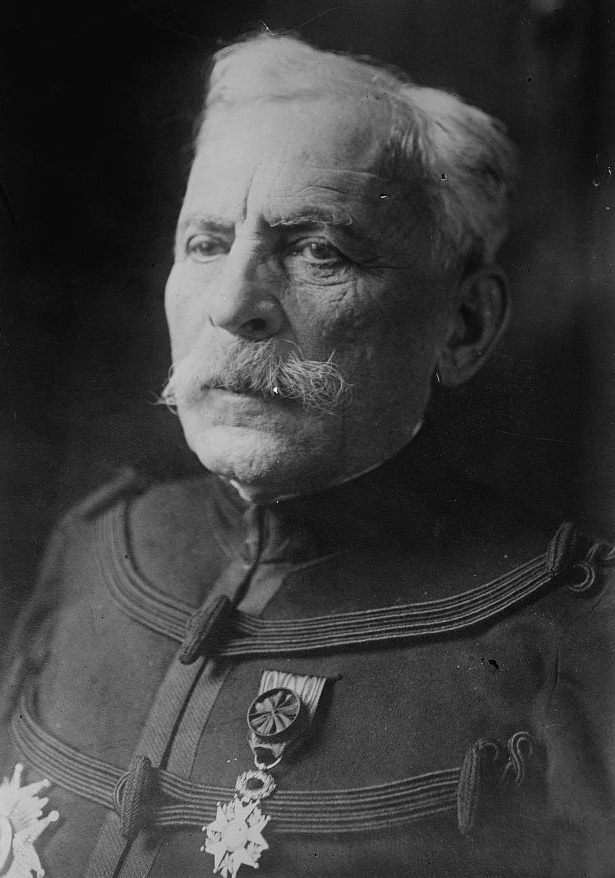
Le général Niox, promotion de Djurdjura

- Paul-Vincent Faure-Biguet (1836-1919), général de division. 16e Corps d'armée.
- Charles-Arthur Gonse (1838-1917, général de division.
- Louis Goujat dit Maillard (1838-1901), général de brigade.
- Gustave Léon Niox (1840-1922), général de division. Gouverneur des Invalides.
- Henri Pierre Charles Bernardin Risbourg (1838-1929), général de division.

#### 1857-1859 (42epromotionde l'Indoustan[69])[70]
- Jules de Monard (1838-1930), général de division. 110e division d'infanterie. Commandant l'École spéciale militaire de Saint-Cyr.
- Oscar de Négrier (1839-1913), général de division. 14e division. Corps expéditionnaire du Tonkin.
- Gustave Pédoya (1838-1938), général de division, 29e division d'Alger. Député de l'Ariège.

#### 1858-1860 (43epromotionde Solférino[71])[72]

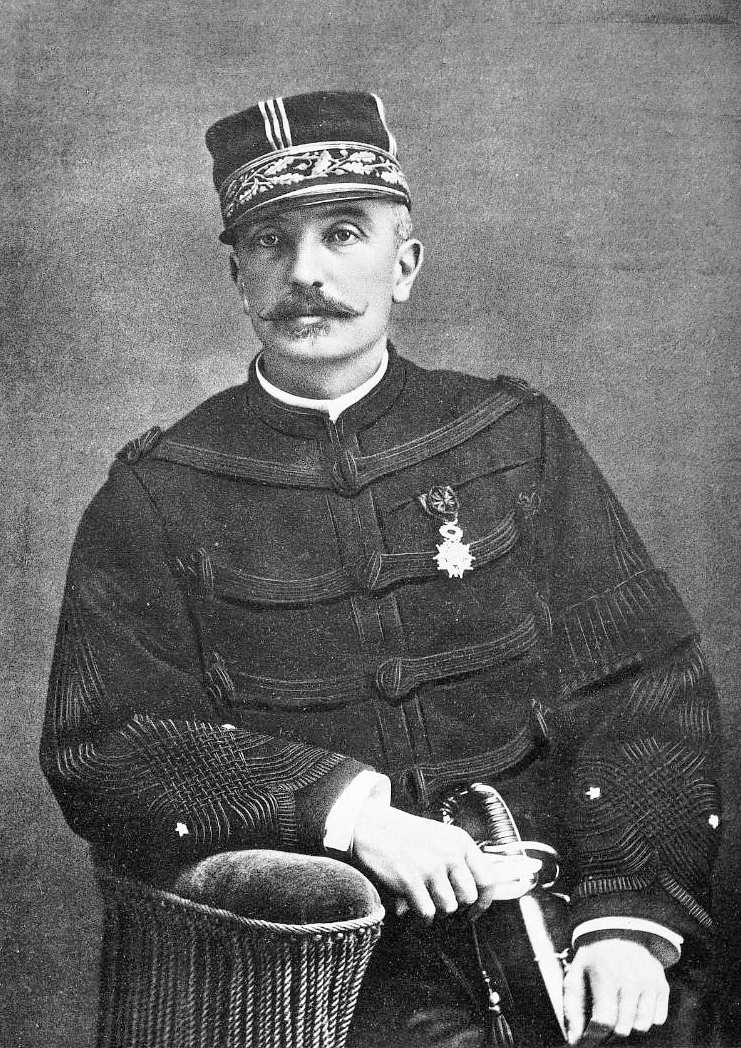
Le général Boisdeffre, promotion de Solférino

- Charles Frotier de La Messelière (1838-1918), lieutenant-colonel.
- François Camille Conrad Jeantet (1839-1895), général de brigade (cavalerie) ;
- Georges-Maurice-Olivier Marie, marquis de La Moussaye (1838-1909), Général de brigade (Cavalerie)
- Charles Marie Raoul Gaillard de Saint-Germain (1839-1914), général de brigade, commandeur de la Légion d'honneur
- Raoul Le Mouton de Boisdeffre (1839-1919), général de division. Chef d'état-major général de l'armée, grand officier de la Légion d'honneur
- Marie Charles Justin Tournier (1841-1913), général de division, commandant de corps d'armée (infanterie), grand officier de la Légion d'honneur
- Régis Voyron (1838-1921), général de division. commandant en chef du corps expéditionnaire de Chine. (1900), grand-croix de la Légion d'honneur

#### 1859-1861 (44epromotionde Nice et Savoie[73])[74]

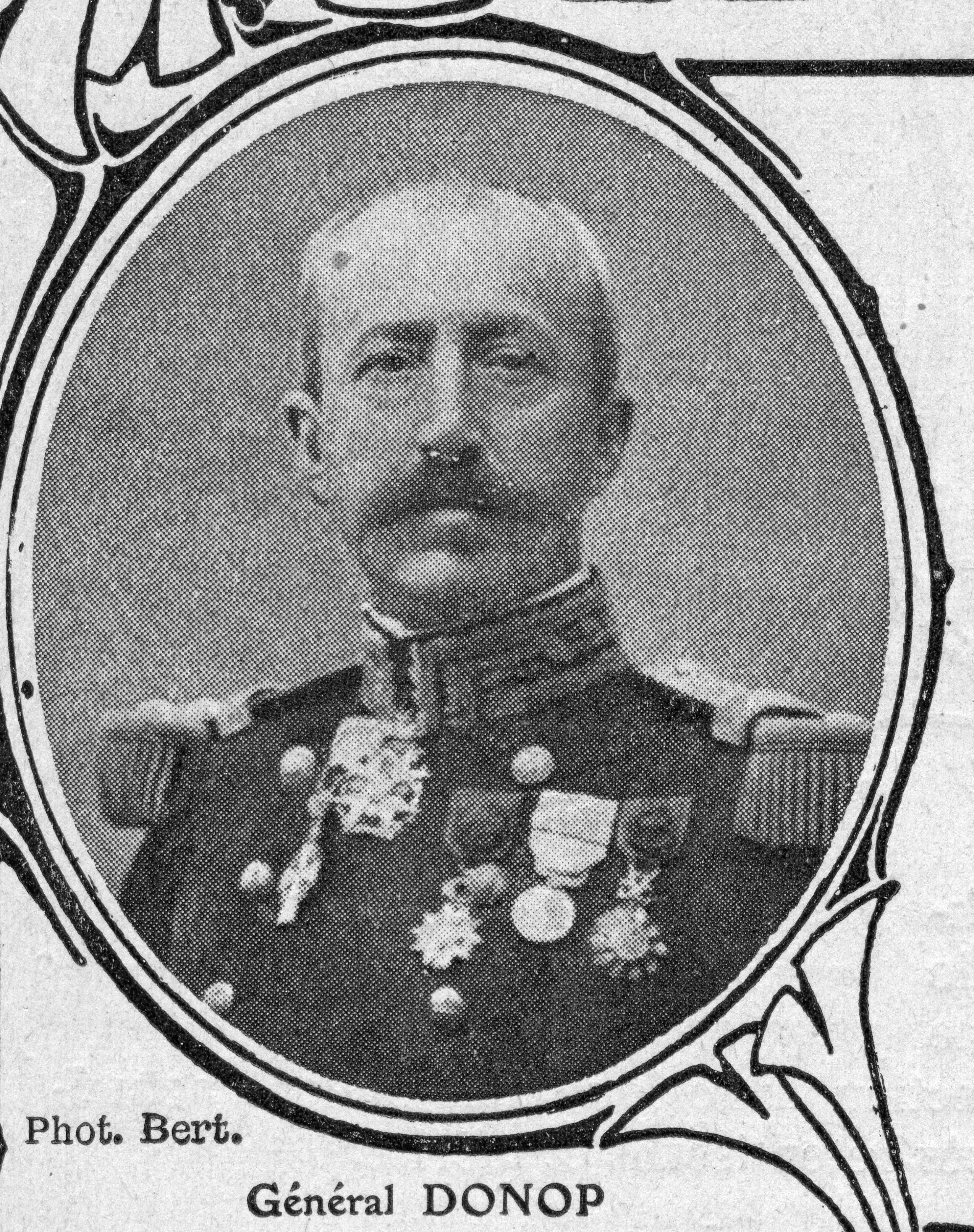
Le général Donop, promotion Nice et Savoie

- Raoul Marie Donop (1841-1910), général d'armée (Cavalerie), grand officier de la Légion d’honneur
- Joseph Jeannerod (1839-1920), général de corps d'armée (Infanterie), grand officier de la Légion d’honneur
- Jules de Benoist (1842-1904), général de division (cavalerie), officier de la Légion d'honneur
- Jean Rémond de Butler(1839-1907), général de brigade (cavalerie)
- Amédée-Eugène-Louis de Lur-Saluces (1839-1894), député de la Gironde.
- Georges-Gabriel de Pellieux (1842-1900), général de brigade. 44e brigade.

### 1860-1869

#### 1860-1862 (45epromotiondu Céleste Empire[75])[76]

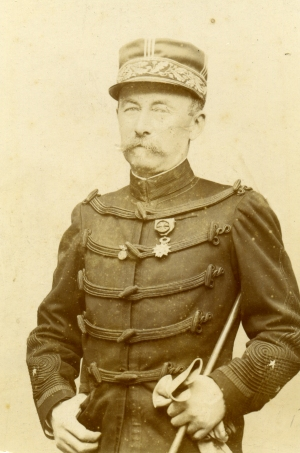
Le général de Kerdrel, promotion du Céleste Empire

- Henri-Alphonse Deckherr (1842-1933), général de division commandant de corps d'armée (Infanterie), grand officier de la Légion d'honneur, médaille de sauvetage
- Émile Oudri (1843-1921), général de division commandant de corps d'armée (Infanterie), grand officier de la Légion d'honneur
- Roger Audren de Kerdrel (1841-1929), général de brigade (Cavalerie)
- Albert de Mun (1841-1914), capitaine de cuirassiers; démissionne en 1875; député du Morbihan, puis du Finistère; membre de l'Académie Française
- Amédée III, Paul, Amand, comte de Béjarry (1840-1916), lieutenant de Cavalerie; démissionne en 1865; rappelé en 1870, chef de bataillon puis lieutenant-colonel (83e régiment territorial), blessé à deux reprises, chevalier de la Légion d'honneur; maire dès 1880, sénateur de la Vendée dès 1886

#### 1861-1863 (46epromotiondu Mexique[77])[78]

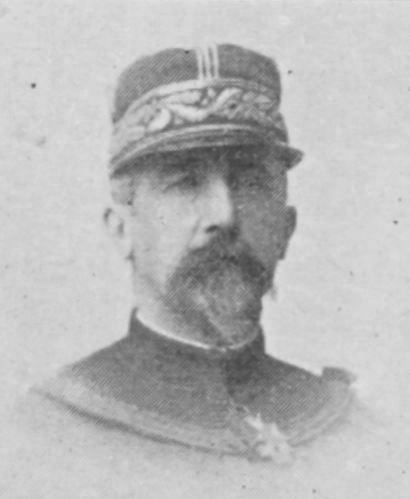
Le général Metzinger, promotion du Mexique

- Denis Henri Alfred d'Amboix de Larbont (1841-1926), général de division (état-major), commandeur de la Légion d'honneur
- Léon Frédéric Hubert Metzinger (1842-1914), général de division (Infanterie), grand-croix de la Légion d'honneur
- Adhémar Passérieu (1841-1909), général de division commandant de corps d'armée (Infanterie), grand officier de la Légion d'honneur

#### 1862-1864 (47epromotionde Puebla[79])[80]
- Alfred Dodds (1842-1922), général de division commandant de corps d'armée (Infanterie de Marine), grand-croix de la Légion d'honneur, médaillé militaire
- Édouard Hardÿ de Périni (1843-1908), général de division (infanterie), commandeur de la Légion d'honneur
- Pierre Karageorgevitch (1844-1921), élève à titre étranger. Engagé dans la légion étrangère sous le nom de Pierre Kara. Futur roi Pierre Ier de Serbie.
- Henry de Monspey (1844-1922), colonel.
- Geoffroy de Goulaine (1844-1913), lieutenant de Cavalerie; démissionne après la guerre de 1870-71; crée le premier syndicat agricole, devient maire de Brandérion puis conseiller général; accède au Sénat dès 1901
- marquis Bernard d'Harcourt (1842-1914), lieutenant de cavalerie, chevalier de la Légion d'honneur, député du Loiret (1871-76)
- Olivier de Laurens-Castelet (1844-1923), chef d'escadrons de réserve, chevalier de la Légion d'honneur; député de l'Aude (1902-1906)

#### 1863-1865 (48epromotiondu Danemark[81])[82]

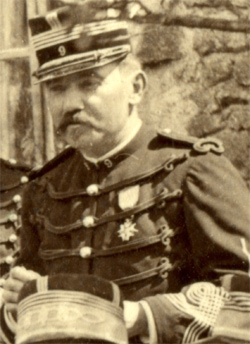
Le général Gillet, promotion du Danemark

- Victor Joseph Altmayer (1844-1908), général de division commandant de corps d'armée (État-major puis Infanterie), commandeur de la Légion d'honneur
- Ibrahim Georges Gaston d'Armagnac (1845-1914), général de division commandant de corps d'armée (Infanterie), grand officier de la Légion d'honneur
- Alfred Coupillaud (1844-1925), général de division (infanterie), commandeur de la Légion d'honneur
- Octave Gustave Adolphe Gillet (1844-1921), général de division (infanterie), grand officier de la Légion d'honneur
- Henri Bonnal (1844-1917), général de brigade (infanterie), officier de la Légion d'honneur
- Louis Roger Frotier de La Messelière (1844-1928), Capitaine d'infanterie; démissionnaire
- Jacques de Ganay (1843-1899), général de division (cavalerie), Officier de la Légion d'honneur
- Raoul de Virieu (1841-1919), colonel (27e régiment d'infanterie), Officier de la Légion d'honneur
- Henri Marie Auguste Ferron de la Ferronnays (1842-1907), capitaine de cavalerie, chevalier de la Légion d'honneur; député de Loire-Inférieure dès 1885

#### 1864-1866 (49epromotiond'Oajaca[83])[84]

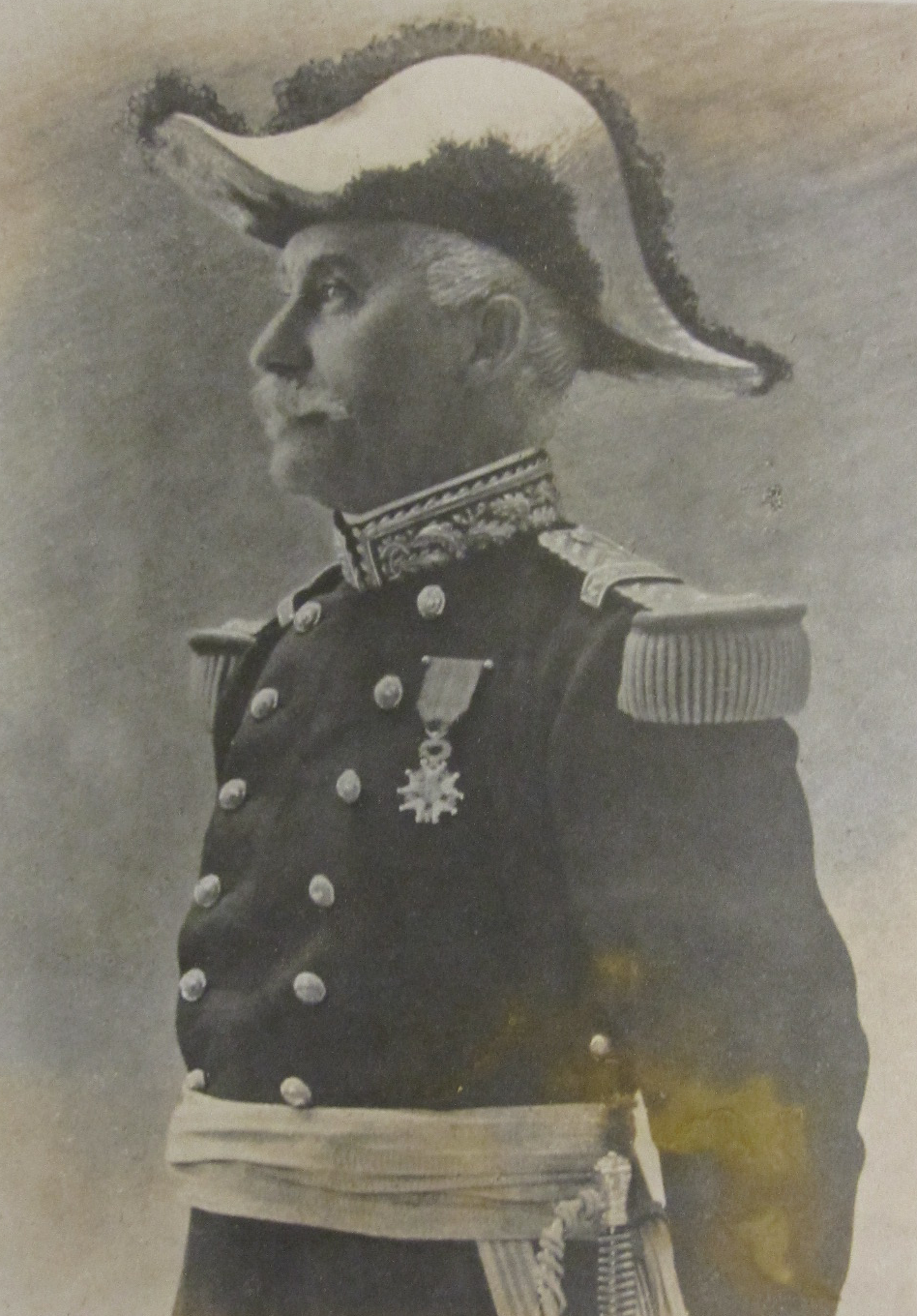
Le général Marcot, promotion d'Oajaca

- Pierre Marie Burnez (1845-1922), général de division commandant de corps d'armée (Cavalerie), grand officier de la Légion d'honneur
- Louis François Marcot (1845-1897), général de division (81e division d'infanterie), Commandant de l'ESM, commandeur de la Légion d'honneur, officier de l'Instruction publique, Mort pour la France
- Henri de Lacroix (1844-1924), général de division commandant de corps d'armée (Infanterie), grand-croix de la Légion d'honneur, médaillé militaire, officier de l'Instruction publique
- Ludovic Hurault de Vibraye (1845-1929), général de brigade (cavalerie), commandeur de la Légion d'honneur
- Félix de Lévis-Mirepoix (1846-1928), capitaine de Cavalerie; démissionne en 1872; Maire d'Origny-le-Roux (Orne), député de l'Orne (1885-1910)
- Louis Nouët (1844-1933), capitaine d'Infanterie de marine; démissionne (1882); gouverneur de la Nouvelle-Calédonie (1886-88) puis de la Guadeloupe (1891-94), officier de la Légion d'honneur
- Jan Puzyna de Kosielsko (1842-1911) élève étranger; accède au cardinalat (1901) et archevêque de Cracovie

#### 1865-1867 (50epromotionde Vénétie[85])[86]
- Mohamed Ben Daoud (1837-1912), Colonel. 3e régiment de spahis algériens.
- Eugène Victor Auguste Chamoin (1845-1924) Général de Division
- Pierre-Guillaume-Paul Coronnat (1845-1909), général de division. Infanterie de marine.
- Léopold Gustave Niel (1846-1918), général de brigade.
- Georges de Villebois-Mareuil (1847-1900), un des chefs de la Légion internationale venue rejoindre les Boers dans leur combat contre les Britanniques

#### 1866-1868 (Promotion du Sultan[87])[88]

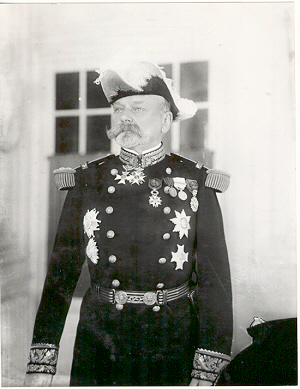
Le général Marion, promotion du Sultan

- Maurice Camille Bailloud (1847-1921), général de corps d'armée; Corps expéditionnaire en Chine; blessé à la bataille de Sedan le 1er septembre 1870; grand-croix de la Légion d'honneur, médaillé militaire
- Nicolas Charles Chomer (1849-1915) général de corps d'armée; grand officier de la Légion d'honneur
- Henri Crémer (1849-1938) général de corps d'armée, grand officier de la Légion d'honneur
- Léon Durand (1846-1925), général membre du conseil supérieur de la guerre, commandeur de la Légion d'honneur.
- Charles Louis Raoul Marion (1848-1937), général de corps d'armée, grand officier de la Légion d'honneur
- Henri-Nicolas Frey (1847-1932) général de division, grand officier de la Légion d'honneur
- Henri d'Aboville (1848-1941), général de brigade (161e et 163e brigades d'infanterie), commandeur de la Légion d'honneur
- Henri Magon de La Giclais (1848-1933), général de brigade, commandeur de la Légion d'honneur
- Charles d'Abzac (1847-1908), capitaine d'Infanterie en 1885, puis colonel du 93e régiment d'infanterie
- Étienne Aymonier (1844-1929), chef de bataillon d’Infanterie de Marine, officier de la Légion d'honneur; démissionne; directeur de l'École nationale de la France d'outre-mer puis résident supérieur des Colonies
- Hugues de Fontanges (1847-1921), colonel.
- Henry Le Tonnelier de Breteuil (1848-1916), lieutenant de hussards, chevalier de la Légion d'honneur; député des Hautes-Pyrénées

#### 1867-1869 (Promotion de Mentana[89])[90]

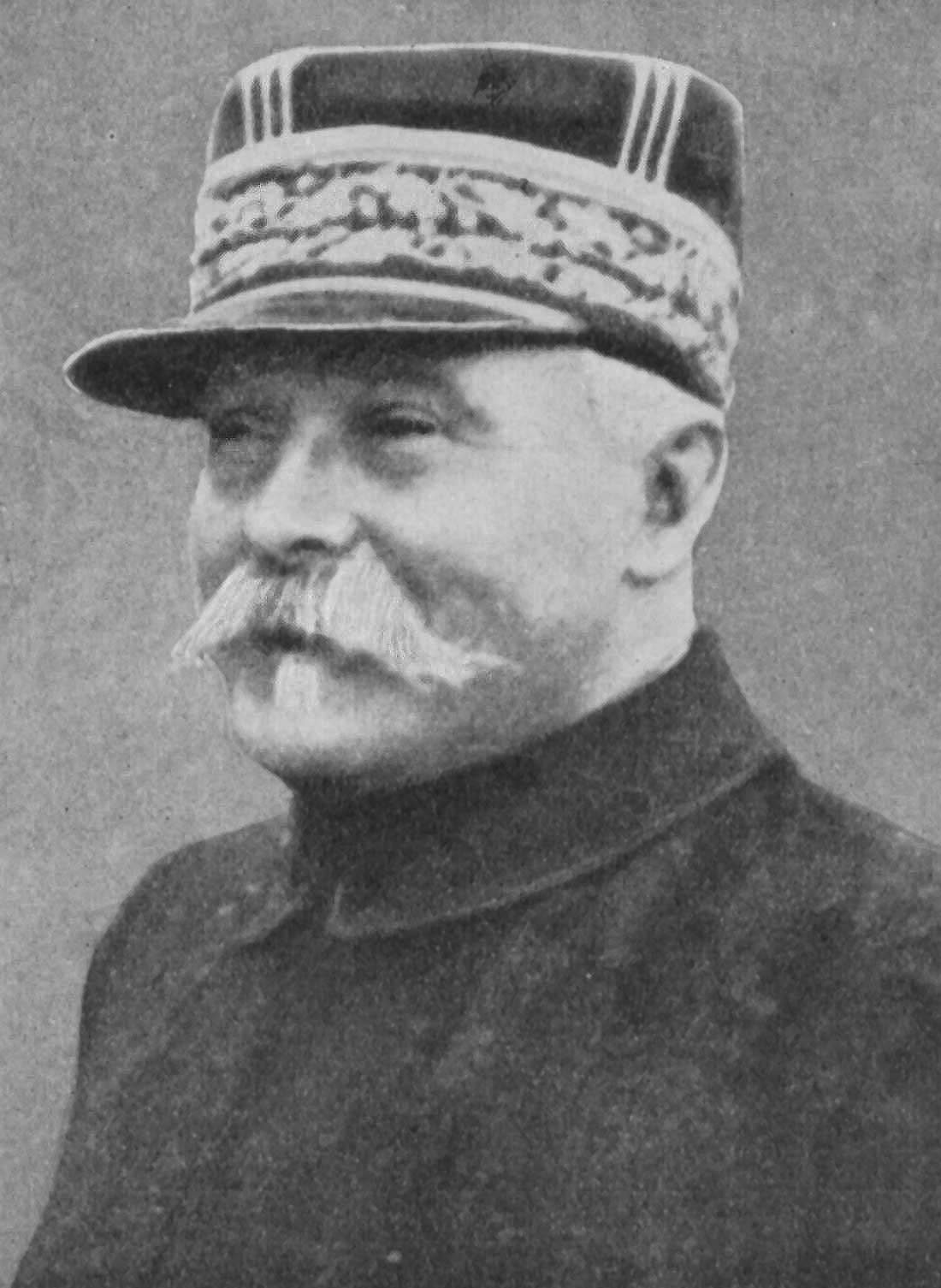
Le général Pau, promotion de Mentana

- Fernand de Langle de Cary (1849-1927), général de division commandant le Groupe d'armées du Centre, grand-croix de la Légion d'honneur, médaillé militaire
- Paul Pau (1848-1932), général de division commandant d'armée (Infanterie), grand-croix de la Légion d'honneur, médaillé militaire
- Virgile Robert (1848-1927), général de division commandant de corps d'armée (Infanterie), grand officier de la Légion d'honneur
- Victor-Constant Michel (1850-1937), général de division commandant de corps d'armée (état-major puis Infanterie), grand officier de la Légion d'honneur
- Frédéric Menestrel (1848-1919), général de division membre du conseil supérieur de la Guerre, grand officier de la Légion d'honneur
- Brice Adrien Bizot (1848-1929), général de division (97e division d'infanterie), grand officier de la Légion d'honneur, officier de l'Instruction publique
- Henri Eugène Calvel (1848-1927), général de division (État-major puis Infanterie), grand officier de la Légion d'honneur
- Fernand Ludovic Marie Philomène Charpentier du Moriez (1847-1923), général de division (52e division d'infanterie), commandeur de la Légion d'honneur
- Marc René de Montalembert (1847-1887), lieutenant (4e régiment de chasseurs à cheval).

#### 1868-1870 (Promotion de Suez[91])[92]

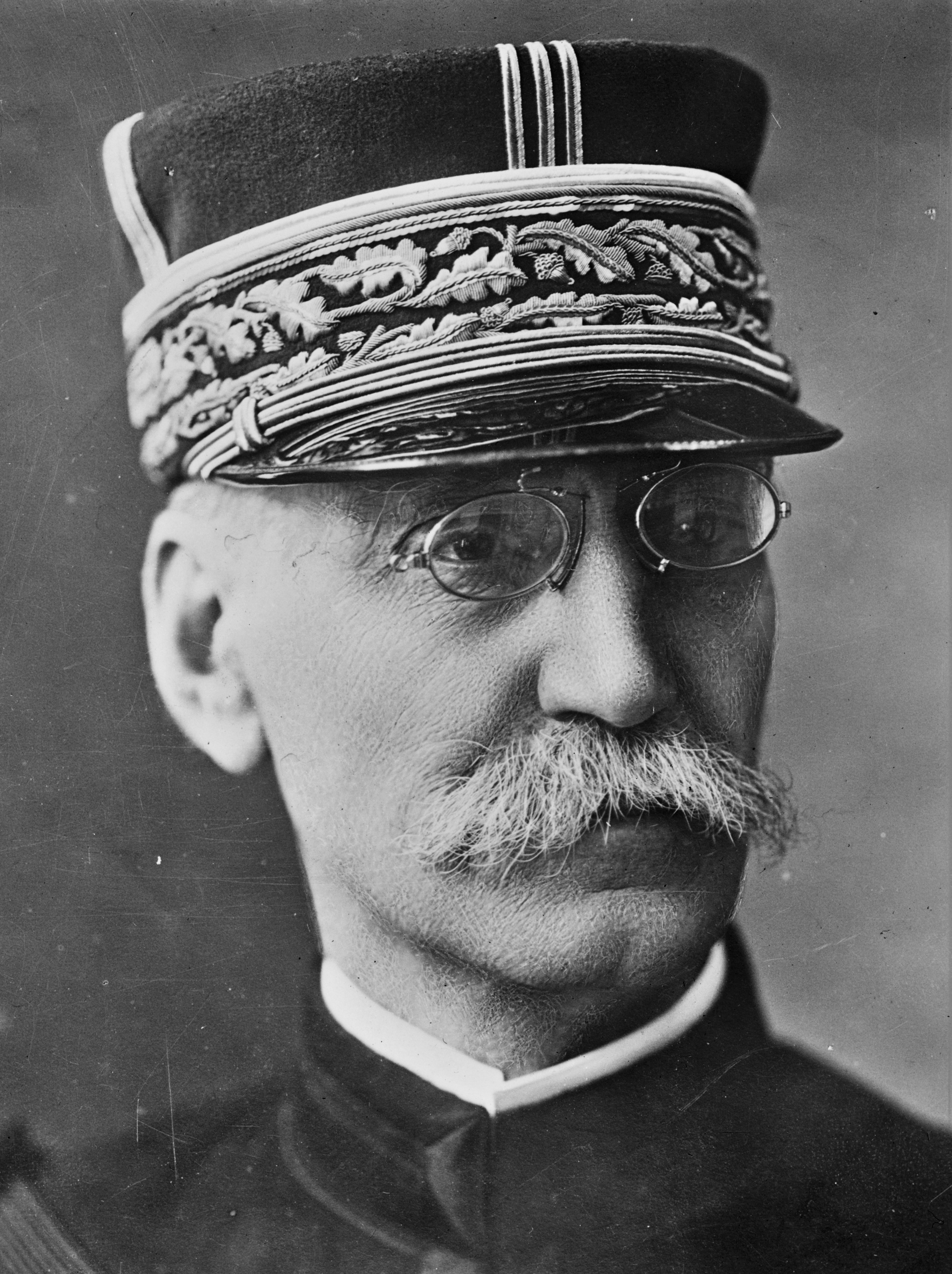
Le maréchal Galliéni, promotion de Suez

- Joseph Gallieni (1849-1916), gouverneur militaire de Paris en 1914, maréchal de France (Infanterie de Marine), grand-croix de la Légion d'honneur, médaillé militaire, officier de l’Instruction publique Parrain de la Promotion 1927-1929 de l'ESM
- Auguste Dubail (1851-1934), général de division, chef d'état major de l'Armée (Infanterie), grand-croix de la Légion d'honneur, médaillé militaire
- Louis Bonneau (1851-1938), général de division commandant de corps d'armée (Infanterie), grand officier de la Légion d'honneur, officier d'Académie
- comte Jacques Marie Armand de Mas-Latrie (1851-1927), général de division commandant de corps d'armée (2e division de cavalerie), commandeur de la Légion d'honneur
- Émile Zimmer (1851-1925), général de division commandant de corps d'armée (Infanterie), commandeur de la Légion d'honneur, officier de l'Instruction publique
- Paul-Louis Duparge (1849-1931), général de division (Cavalerie), grand officier de la Légion d’honneur
- Aimery de Goyon (1849-1918), attaché d'ambassade, député de Guingamp
- Amédée d'Harcourt (1848-1935), colonel.
- François de Hédouville (1849-1935), capitaine, instructeur à l'École de cavalerie de Saumur (1878-1880).
- Henri Amédée de Broglie (1848-1917), chef d'escadron.
- Christian d'Elva (1850-1925), capitaine d'infanterie, démissionne en 1884; dès 1906, député puis sénateur de la Mayenne
- Edmond de Martimprey (1849-1892), quitte l’Armée et devient député du Nord (1885-89)
- Hyacinthe Fourtier (1849-1894), attaché à l'État-major de l'armée, chargé du service de la photographie et des impressions héliographiques

#### 1869-1871 (Promotion du 14 août 1870[93])[94]
- Édouard de Curières de Castelnau (1850-1944), général d'armée (Infanterie), grand-croix de la Légion d'honneur, médaillé militaire; Député de l'Aveyron Parrain de la promotion 2011-2014 de l'ESM
- Charles Lanrezac (1852-1925), général de division commandant d'armée (Infanterie), grand officier de la Légion d'honneur, officier de l’Instruction publique
- Frédéric Émile Vautier (1849-1930), général de division commandant de corps d'armée (Infanterie), grand officier de la Légion d'honneur
- Édouard Bolgert (1851-1931), général de division (Infanterie), grand officier de la Légion d'honneur
- Jean Baptiste Jules Carbillet (1850-1923), général de division (Infanterie), grand officier de la Légion d'honneur, officier de l'Instruction publique
- Émile Hector Hache (1850-1931), général de division (Infanterie), grand officier de la Légion d'honneur
- Léon de Beylié (1849-1910), général de brigade (Infanterie puis Infanterie de Marine), commandeur de la Légion d'honneur, officier d’Académie, Mort en service
- Louis Gaëtan Dimier de La Brunetière (1849-1918), général de brigade (brigade de cavalerie du XVe corps d'armée), officier de la Légion d'honneur
- Charles-Arthur Maitrot (1849-1924), général de brigade (Infanterie), grand officier de la Légion d'honneur, officier de l'Instruction publique
- Antoine de Villaret (1852-1926), général de brigade (infanterie), officier de la Légion d'honneur
- Géraud Réveilhac (1851-1937), général de brigade (Infanterie), grand officier de la Légion d'honneur, officier de l'Instruction publique
- Henri Néraud (1866-1924), général de brigade

### 1870-1879

#### 1870-1872 (55epromotionde la Revanche[95])[96]

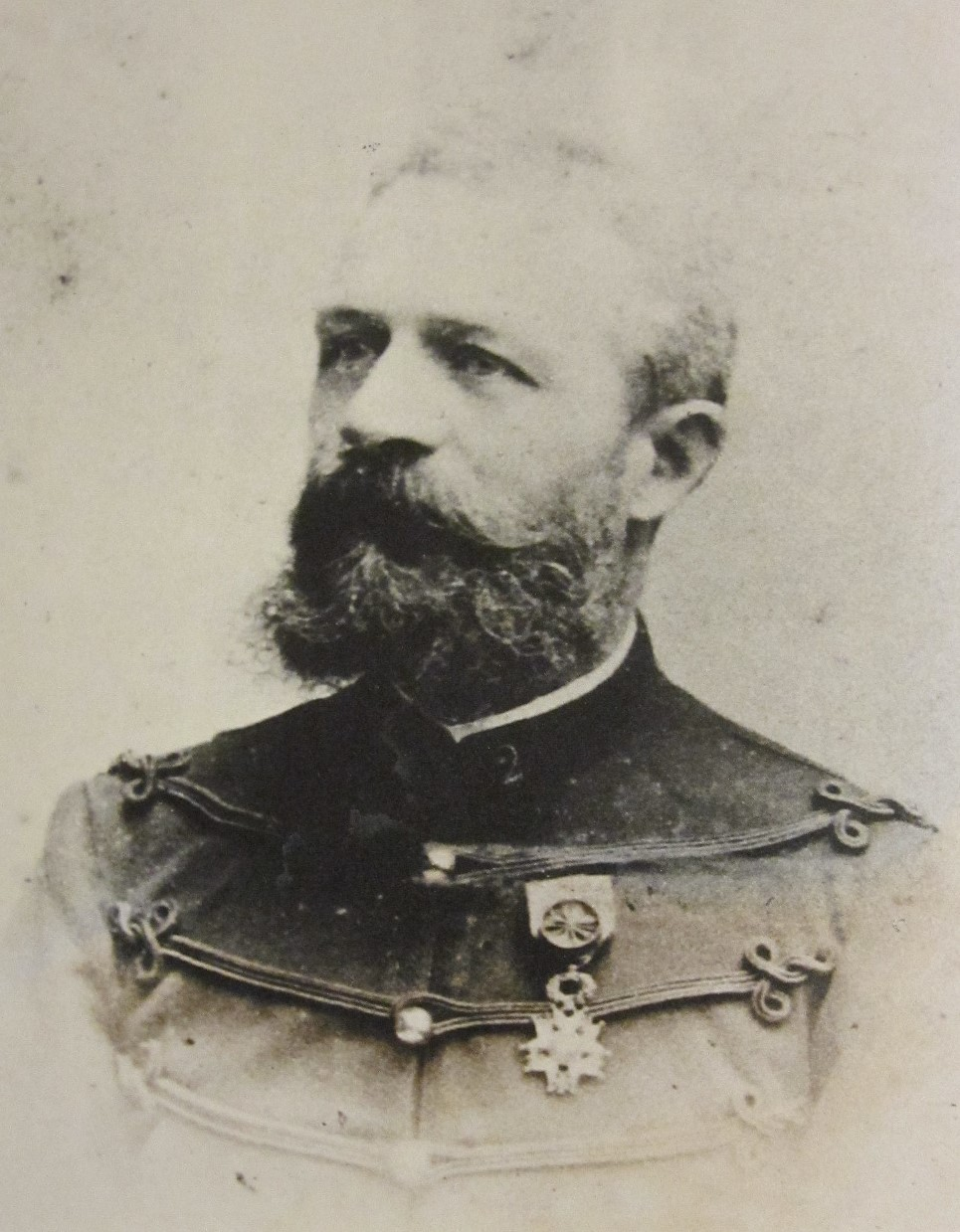
Le général Holender, promotion de la Revanche

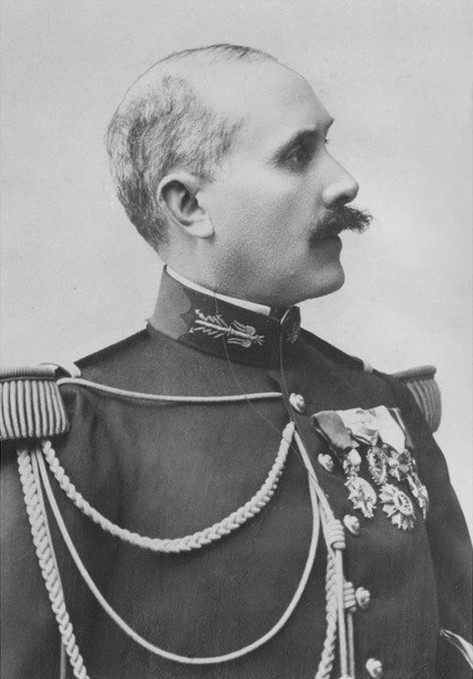
Le lieutenant-colonel du Paty de Clam, promotion de la Revanche

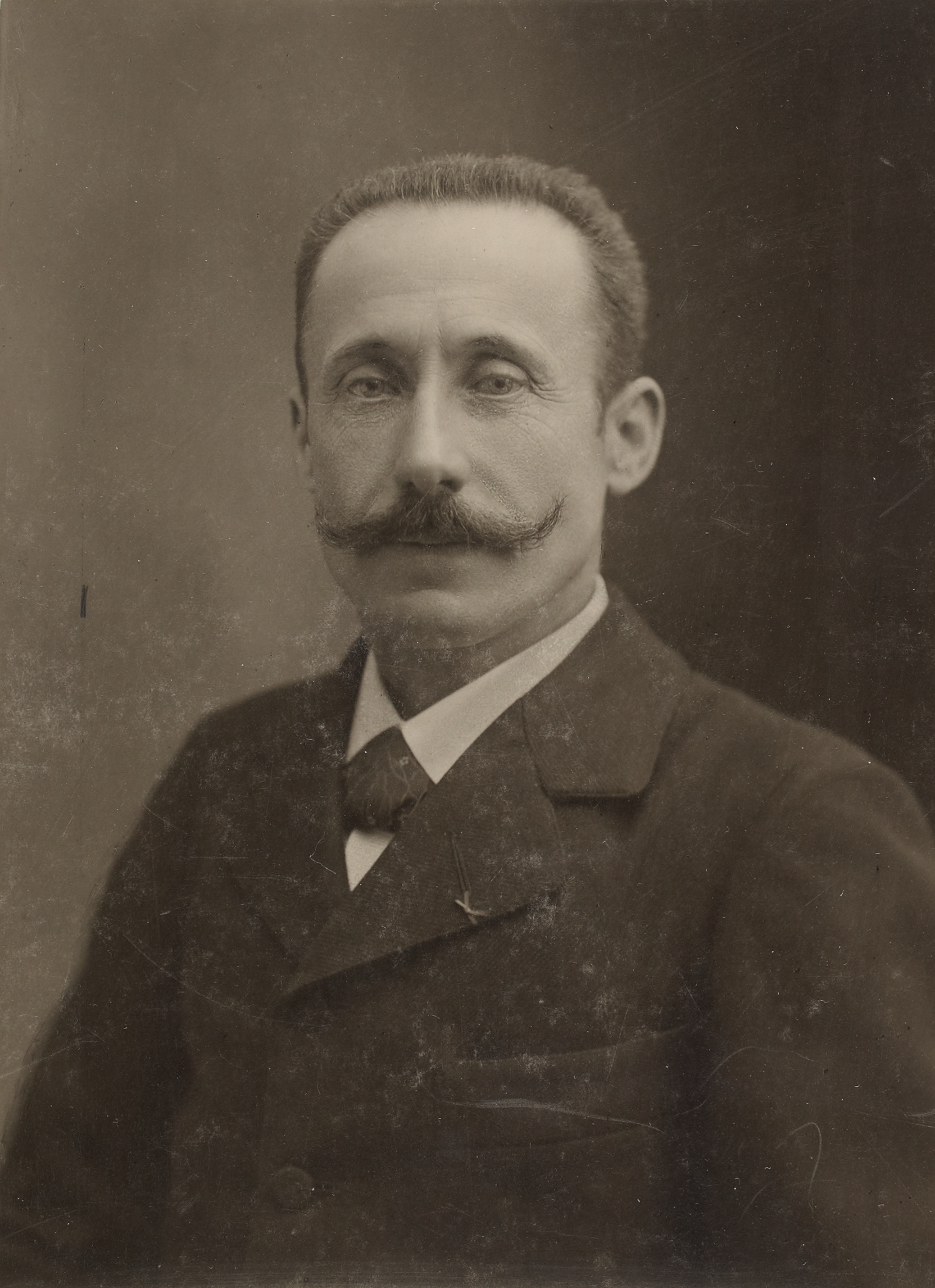
Antoine-Bernard d'Attanoux, promotion d'Alsace-Lorraine

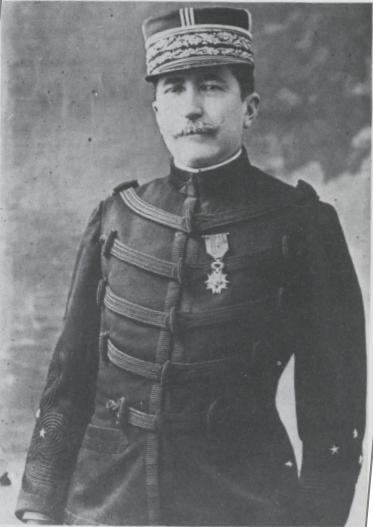
Le général Picquart, personnage central du procès Dreyfus, promotion du Shah

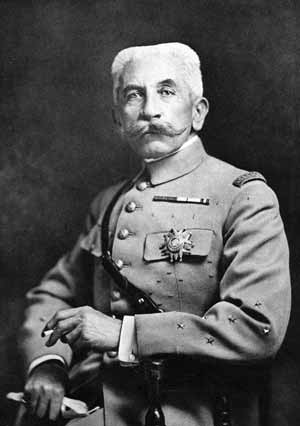
Le maréchal Lyautey, promotion archiduc Albert

- Maurice Balfourier (1852-1933), général de division commandant de corps d'armée (Infanterie), grand-croix de la Légion d'honneur
- Joseph Baret (1852-1920), général de division commandant de corps d'armée (Infanterie), grand officier de la Légion d'honneur
- Frédéric Henry Micheler (it) (1852-1915), général de division commandant de Corps d'Armée (Infanterie), grand officier de la Légion d'honneur, Mort pour la France
- André Sordet (1852-1923), général de division commandant de corps d'armée (cavalerie), commandeur de la Légion d'honneur
- Georges Prosper Anne Claret de la Touche (1852-1939), général de division (Infanterie), grand officier de la Légion d'honneur
- Hyacinthe Clément Justin Coquet (1850-1934), général de division (Infanterie), commandeur de la Légion d'honneur, officier d'Académie
- Edgard de Trentinian (1851-1942), général de division (Infanterie de Marine), grand-croix de la Légion d'honneur
- Joseph-Paul Eydoux (1852-1918), général de division (Infanterie), grand officier de la Légion d'honneur, chevalier commandeur de l'ordre de Saint-Michel et de Saint-Georges
- Charles Holender (1851-1917), général de division (infanterie), commandeur de la Légion d'honneur
- Pierre Hugot-Derville (1951-1937), officier de la Légion d'honneur, retraité en 1907, député du Finistère en 1912-1914
- Henry Marie de La Croix de Castries (1850-1927), capitaine d'infanterie, puis lieutenant-colonel dans l'armée territoriale, démissionnaire en 1887; plus tard conseiller général du Maine-et-Loire et officier de la Légion d'honneur
- Adrien Gaudin de Villaine (1852-1930), capitaine dans l'armée territoriale, chevalier de la Légion d’honneur; démissionnaire en 1875; plus tard conseiller général de la Manche
- Léon Herbin (1853-1884), lieutenant d'Infanterie démissionnaire; Mort pour la France, massacré au Soudan égyptien, en tant que vice-consul de France à Khartoum
- Armand du Paty de Clam(1853-1916), lieutenant-colonel d'État-major puis d'Infanterie, officier de la Légion d'honneur, officier de l'Instruction publique, connu pour avoir conduit l'enquête dans l'affaire Dreyfus; mis à la retraite d'office, il s'engage en 1914 comme chasseur de 2e classe; réintégré dans son grade, il prend le commandement du 117e régiment d'infanterie; il est blessé à deux reprises et meurt pour la France des suites de ces blessures
- Arthur Constantin Krebs (1850-1935), chef de bataillon d'Infanterie, officier de la Légion d'honneur; retraité en 1901, il participe à la construction du ballon dirigeable la France, puis travaille sur le sous-marin le Gymnote, avant d'entrer chez Panhard et Levassor

#### 1872-1873 (56epromotiond'Alsace-Lorraine[97])[98]
- Antoine Bernard d'Attanoux (1853-1954), chevalier de la Légion d'honneur, démissionne en 1880 et se fait explorateur du Maroc
- William Woodville Rockhill (1854-1914), sous-lieutenant à titre étranger, sert jusqu'en 1875; plus tard, il est explorateur en Chine et au Tibet

#### 1872-1874 (57epromotiondu Shah[99])[100]
- Pierre Joseph Louis Alfred Dubois (1852-1924), général de division commandant d'armée (cavalerie), grand officier de la Légion d'honneur, grand-croix de l'ordre de Saint-Michel et de Saint-Georges (Grande-Bretagne)
- Louis Amédée Stéphane Curé (1853-1930), général de division commandant de corps d'armée (infanterie), grand officier de la Légion d'honneur
- Georges Picquart (1854-1914), général de division commandant de corps d'armée, commandeur de la Légion d'honneur, protagoniste de l'Affaire Dreyfus
- Émile Belin (1853-1937), général de division (infanterie), grand officier de la Légion d'honneur, officier d'Académie
- Louis Émile Eugène Bigot (1853-1936), général de division (infanterie)
- Étienne de Villaret (1854-1931), général de division (infanterie), grand officier de la Légion d'honneur
- Théodore de Dartein (1852-1936), général de division (cavalerie), grand officier de la Légion d'honneur
- Gabriel Delarue (1852-1915), général de brigade (Infanterie), officier de la Légion d'honneur, Mort pour la France

#### 1873-1875 (58epromotionde l'Archiduc Albert[101])[102]
- Hubert Lyautey (1854-1934), maréchal de France, résident général au Maroc en 1912, grand-croix de la Légion d'honneur et de l'Étoile d’Anjouan (Maroc) Parrain de la promotion 1935-1937 de l'ESM
- César Alix (1854-1920), général de division commandant de corps d'armée (infanterie), grand officier de la Légion d'honneur
- Henry Victor Deligny (1855-1938), général de division commandant de corps d'armée (infanterie), grand-croix de la Légion d'honneur
- Louis Napoléon Eugène Jules Jean Espinasse (1853-1934), général de division commandant corps d'armée (infanterie), commandeur de la Légion d'honneur
- Paul Jules Henri Muteau (1854-1928), général de division commandant de corps d'armée (cavalerie), grand-croix de la Légion d'honneur
- Armand Desbiez baron de Saint-Juan (1855-1935), lieutenant au 10e régiment d'infanterie à Auxonne, démissionnaire en 1880, devient conducteur puis sous-ingénieur des ponts et chaussées en Algérie
- Paul Émile Diou (1855-1914), général de brigade, mort pour la France[103]
- Olivier de Fremond de La Merveillère (1854-1940), lieutenant au 7e Cuirassiers, puis capitaine de cavalerie au même régiment
- Pierre Ernest Lanquetot (1855-1939), général de division (infanterie), grand officier de la Légion d'honneur
- Paul Édouard Pouradier-Duteil (1854-1933), général de division commandant de corps d'armée (infanterie), commandeur de la Légion d'honneur
- Martial Justin Verraux (1855-1939), général de division commandant corps d'armée (infanterie), officier de la Légion d’honneur
- Charles Émile Moinier (1855-1919), général de division, gouverneur militaire (infanterie), grand officier de la Légion d'honneur
- Maurice Baumgarten (1854-1928), général de division (infanterie), commandeur de la Légion d'honneur
- Marie Sixte François Rozée d'Infreville (1855-1935), général de division (infanterie), grand officier de la Légion d'honneur
- Paul Émile Diou (1855-1914), général de brigade (infanterie), officier de la Légion d'honneur, Mort pour la France
- marquis Marie Armand Patrice de Mac Mahon (1855-1927), général de brigade (infanterie), commandeur de la Légion d'honneur
- François Collas (1855-1924), général de brigade (infanterie), grand officier de la Légion d'honneur
- Alexandre de Laborde (1853-1944), lieutenant-colonel à l'État-major de l'Armée, officier de la Légion d'honneur, archéologue et bibliophile français Membre libre à l'Académie des inscriptions et belles-lettres en 1917.
- Adolphe Maujan (1853-1914), capitaine d'infanterie jusque 1883, devient député, sous-secrétaire d'État à l'Intérieur (1907-09) puis sénateur (1909-14)

#### 1874-1876 (59epromotionla Grande Promotion)

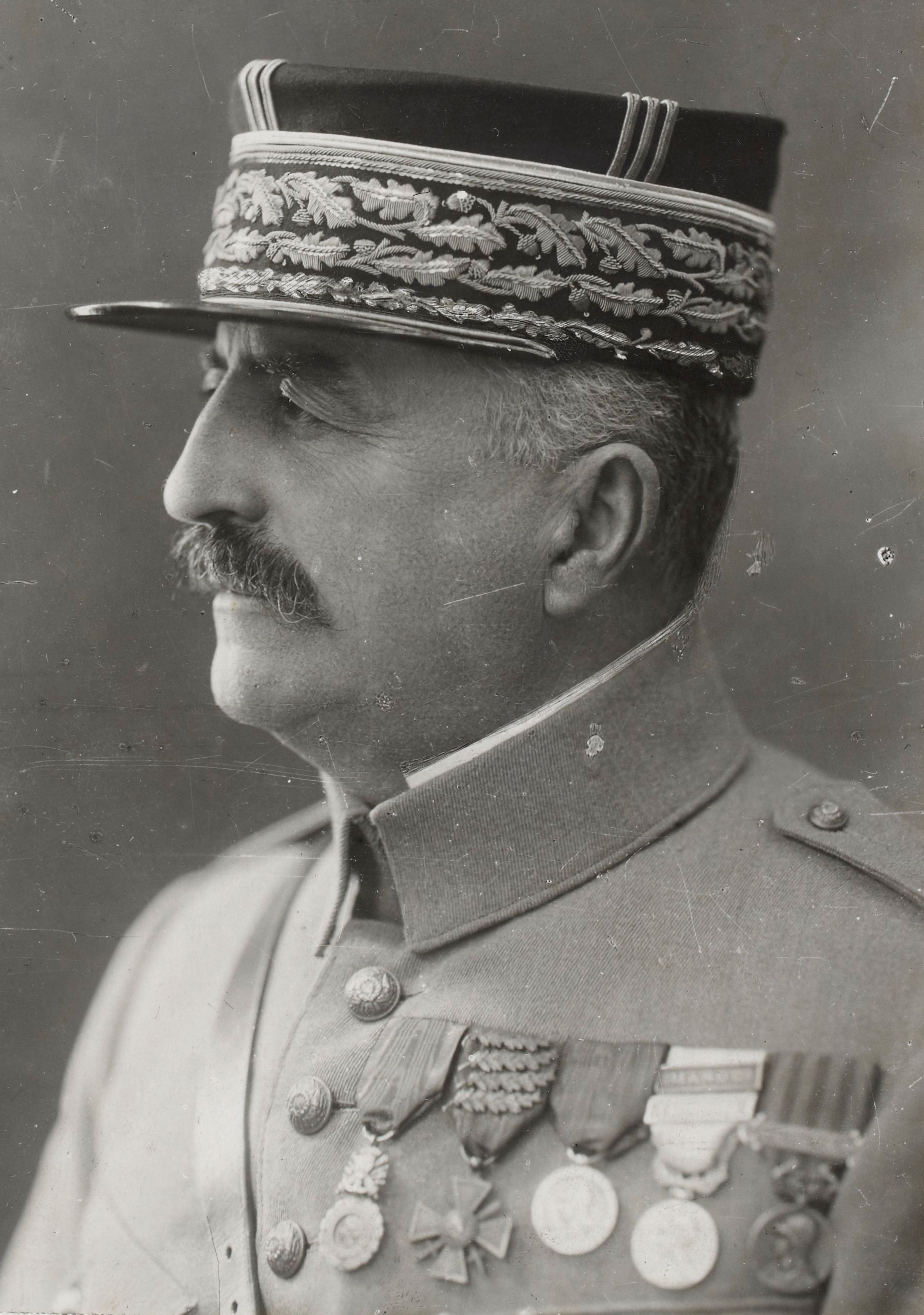
Le maréchal d'Espèrey, La Grande Promotion

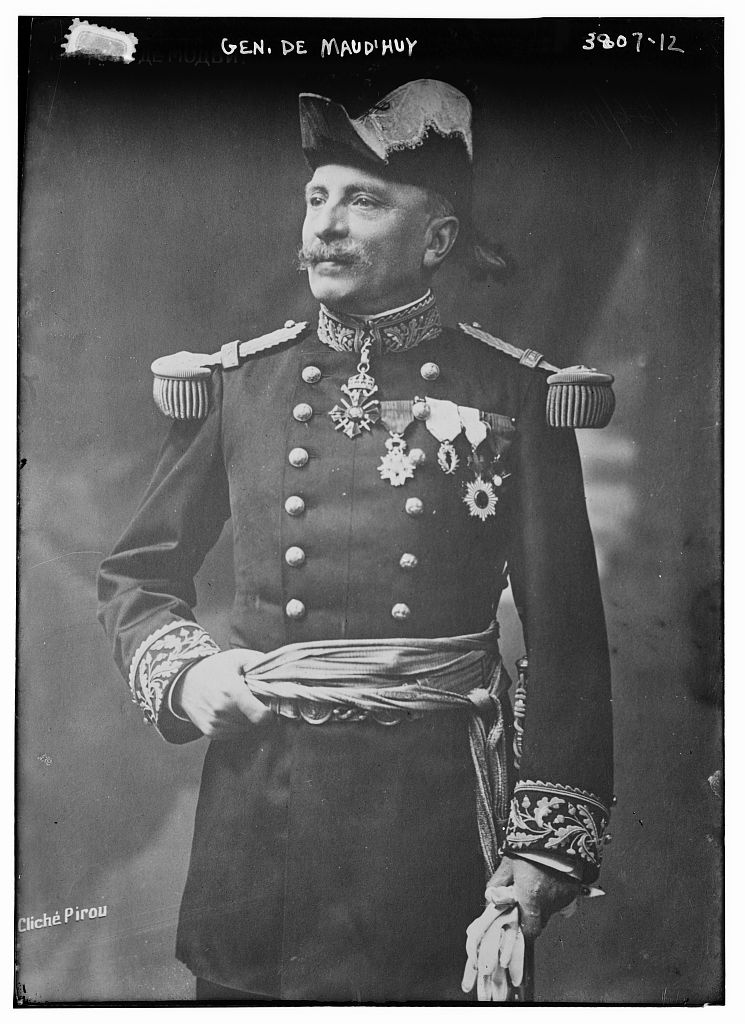
Le général de Mad'huy, promotion Dernière de Wagram

- Louis Franchet d'Espèrey (1856-1942), maréchal de France, grand-croix de la Légion d'honneur, parrain de la 142e promotion (1955-57)
- Albert d'Amade (1856-1941), général de division commandant de corps d'armée (infanterie), grand-croix de la Légion d'honneur et de l'ordre du Mérite militaire (Espagne)
- Dominique de Castelli (1856-1933), général de division commandant de corps d'armée (cavalerie), commandeur de la Légion d'honneur
- Maurice de Bazelaire de Saulcy (1854-1885), lieutenant d'infanterie.
- Général Louis Conneau (1857-1930), grand officier de la Légion d'honneur, grand cordon de Saint-Michel et Saint-Georges, un grand chef militaire de la guerre 14/18, commandant la cavalerie française et anglaise. Né et élevé au Palais des Tuileries avec le Prince Impérial.
- Léon Bajolle (1856-1945), général de division (infanterie), grand officier de la Légion d'honneur
- Noël Dumas (1954-1943), général de division (infanterie), grand officier de la Légion d'honneur
- Gaston Dupuis (1855-1914), général de brigade, officier de la Légion d'honneur, Mort pour la France
- Joseph Masnou (1855-1915), général de brigade (infanterie), chevalier de la Légion d'honneur, Mort pour la France
- Louis Victor Plessier (1856-1914), général de brigade (infanterie), officier de la Légion d'honneur, Mort pour la France
- Alfred Le Chatelier (1855-1929), démissionne comme chef d'escadrons, premier titulaire de la chaire de sociographie musulmane au Collège de France
- César Jean Marie, comte de Chastellux (1856 - 1882), lieutenant du 5e cuirassiers (1882)

Le nom de baptême de le promotion tient à l'importante croissance des effectifs des promotions de l'ESM.

#### 1875-1877 (60epromotionDernière de Wagram[105])[106]
- Émile Driant (1855-1916), lieutenant-colonel et homme politique, parrain de la 152e promotion (1965-67)
- Louis Ernest de Maud'huy (1857-1921), général de division commandant d'armée (infanterie), grand officier de la Légion d'honneur
- Antoine de Mitry (1857-1924), général de division commandant d'armée (cavalerie), grand officier de la Légion d'honneur
- Maurice Sarrail (1856-1929), général de division commandant d'armée (infanterie), grand-croix de la Légion d'honneur, médaillé militaire
- Marie Joseph Eugène Bridoux (1856-1914), général de division commandant de corps d'armée (cavalerie), officier de la Légion d'honneur, Mort pour la France
- Augustin Gérard (1857-1926), général de division commandant de corps d'armée (infanterie), grand-croix de la Légion d'honneur, médaillé militaire
- Ernest Jacques Barbot (1855-1915), général de brigade (infanterie), chevalier de la Légion d'honneur, Mort pour la France

#### 1876-1878 (61epromotionde Plewna[107])[108]

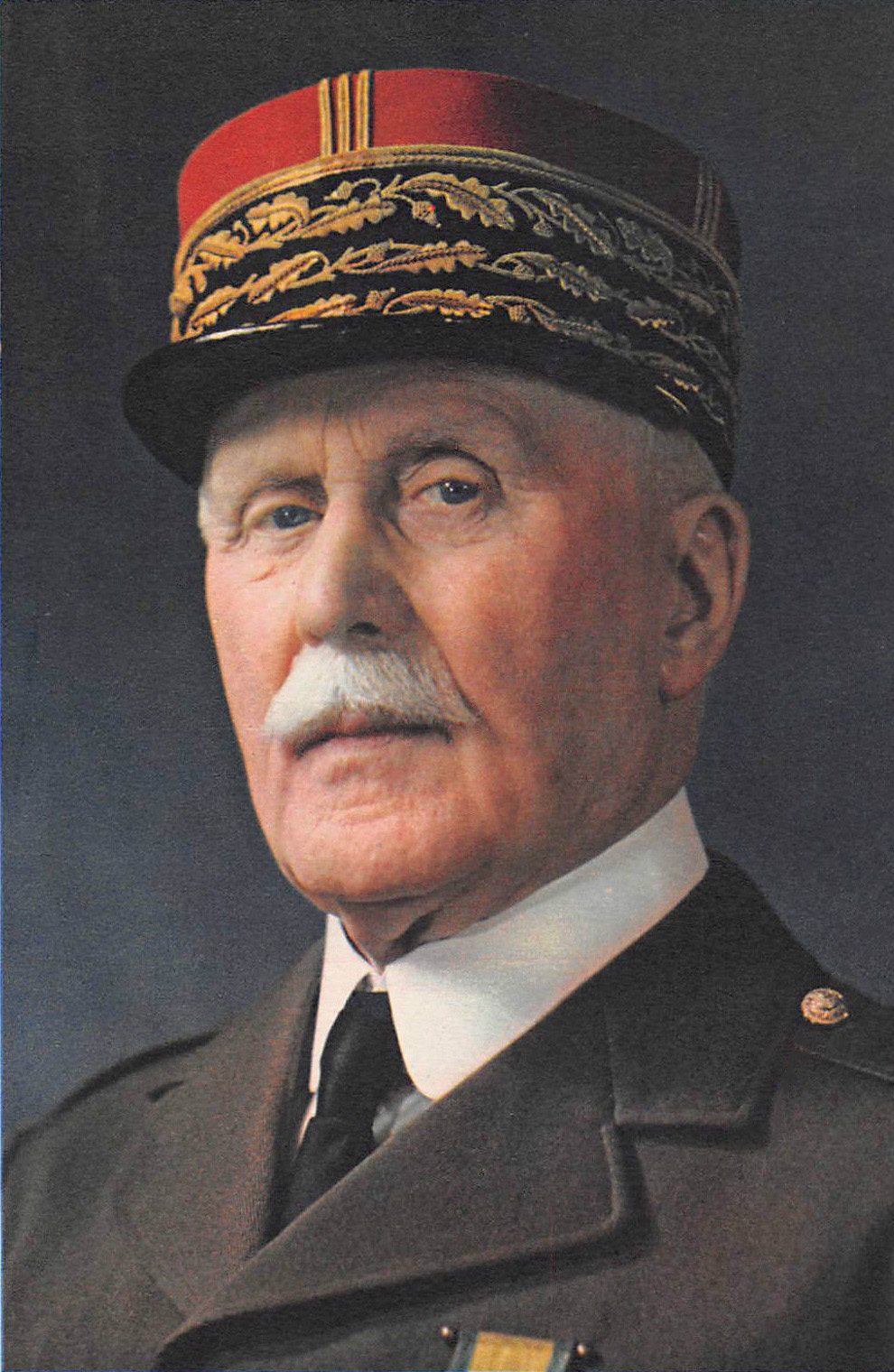
Le maréchal Pétain, promotion de la Plewna

- Charles de Foucauld (1858-1916), explorateur, religieux et linguiste, parrain de la 128e promotion (1941-43), béatifié en 2005
- Philippe Pétain, maréchal de France, chef de l'État français, parrain de la 127e promotion (1940-42)
- Victor Louis Lucien d'Urbal (1858-1943), général de division commandant d'armée (cavalerie), grand-croix de la Légion d'honneur
- Émile Taufflieb (1857-1938), général commandant de corps d'armée (cavalerie), grand officier de la Légion d'honneur
- Charles Alexis Vandenberg (1858-1942), général commandant de corps d'armée (infanterie), gouverneur du Grand Liban, grand-croix de la Légion d'honneur, chevalier commandeur de l'ordre Saint-Michel et Saint-George (Grande-Bretagne).
- Joseph Aymerich (1858-1937), général de division (infanterie de marine), grand officier de la Légion d'honneur, libérateur du Cameroun
- Georges de Bazelaire (1858 - 1954), général de division, commandant le 7eCorps d'Armée durant la 1re Guerre mondiale
- Élie de Riols de Fonclare (1857-1944), général de division (infanterie), grand-croix de la Légion d'honneur, officier d'Académie
- Olivier Mazel (1858-1940), général d'armée, commandeur de la Légion d'honneur
- Ernest Auguste Barbade (1856-1914), général de brigade (infanterie), chevalier de la Légion d'honneur, officier d'Académie, Mort pour la France.
- Léon Raffenel (1856-1914), général de brigade (infanterie), officier de la Légion d'honneur, Mort pour la France
- Charles Auguste Henri Roques[109] (1858-1914), général de brigade (infanterie), chevalier de la Légion d'honneur, Mort pour la France
- Jean-Marie Brulard (1856-1923), général de division (infanterie), grand-croix de la Légion d'honneur
- Auguste Le Ny (1857-1906), chef de bataillon au 8e régiment d'infanterie de marine, maire de Saint-Malo
- René Le Hérissé (1857-1922), démissionne comme capitaine (cavalerie), devient plus tard député d'Ille-et-Vilaine
- Roger Lambelin (1857-1929), démissionne comme capitaine (infanterie), officier de la Légion d'honneur, deviendra conseiller municipal de Paris et conseiller général de la Seine

#### 1877-1879 (62epromotionde Novi Bazar[110])[111]

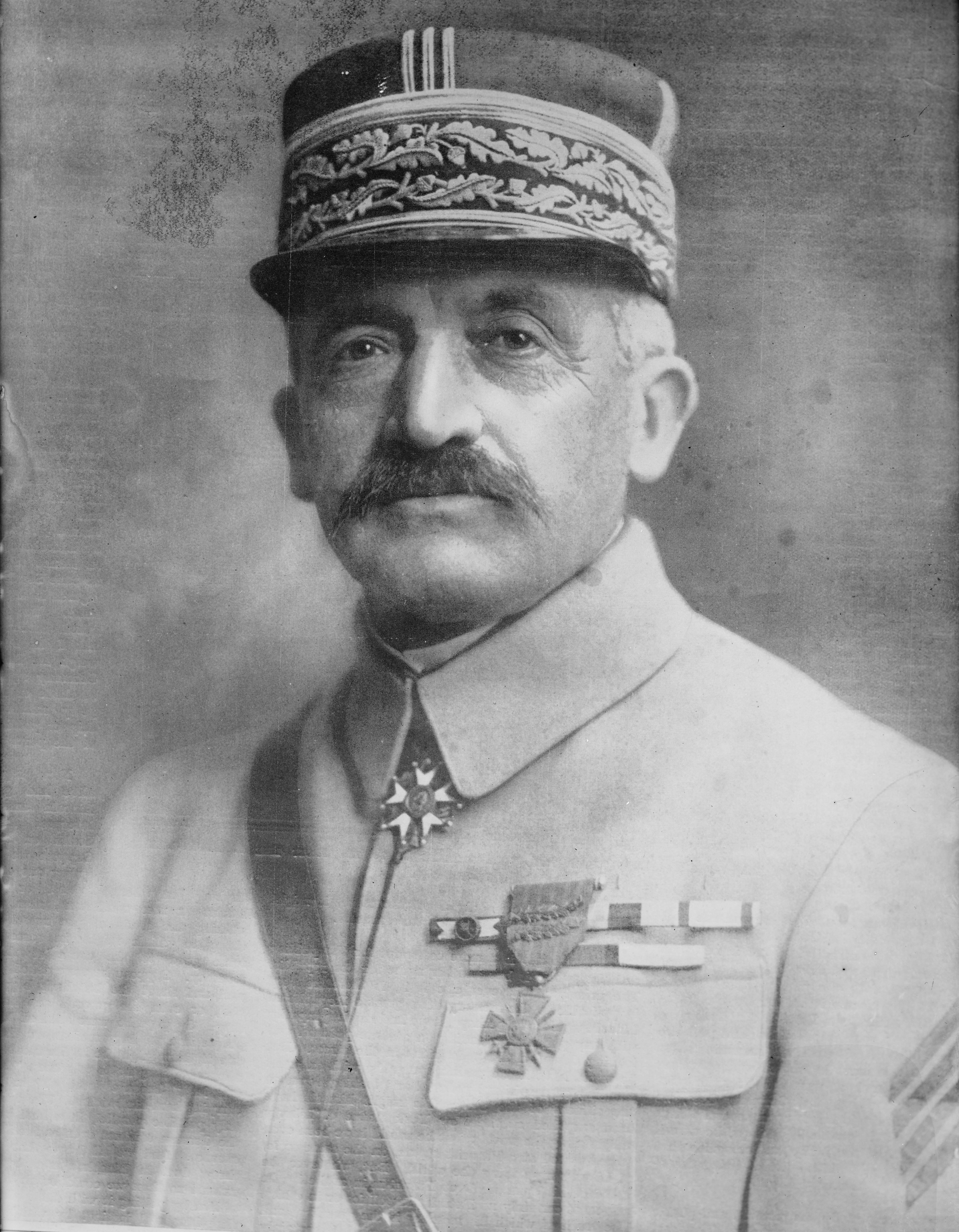
Paul Maistre, major de la promotion Novi Bazar

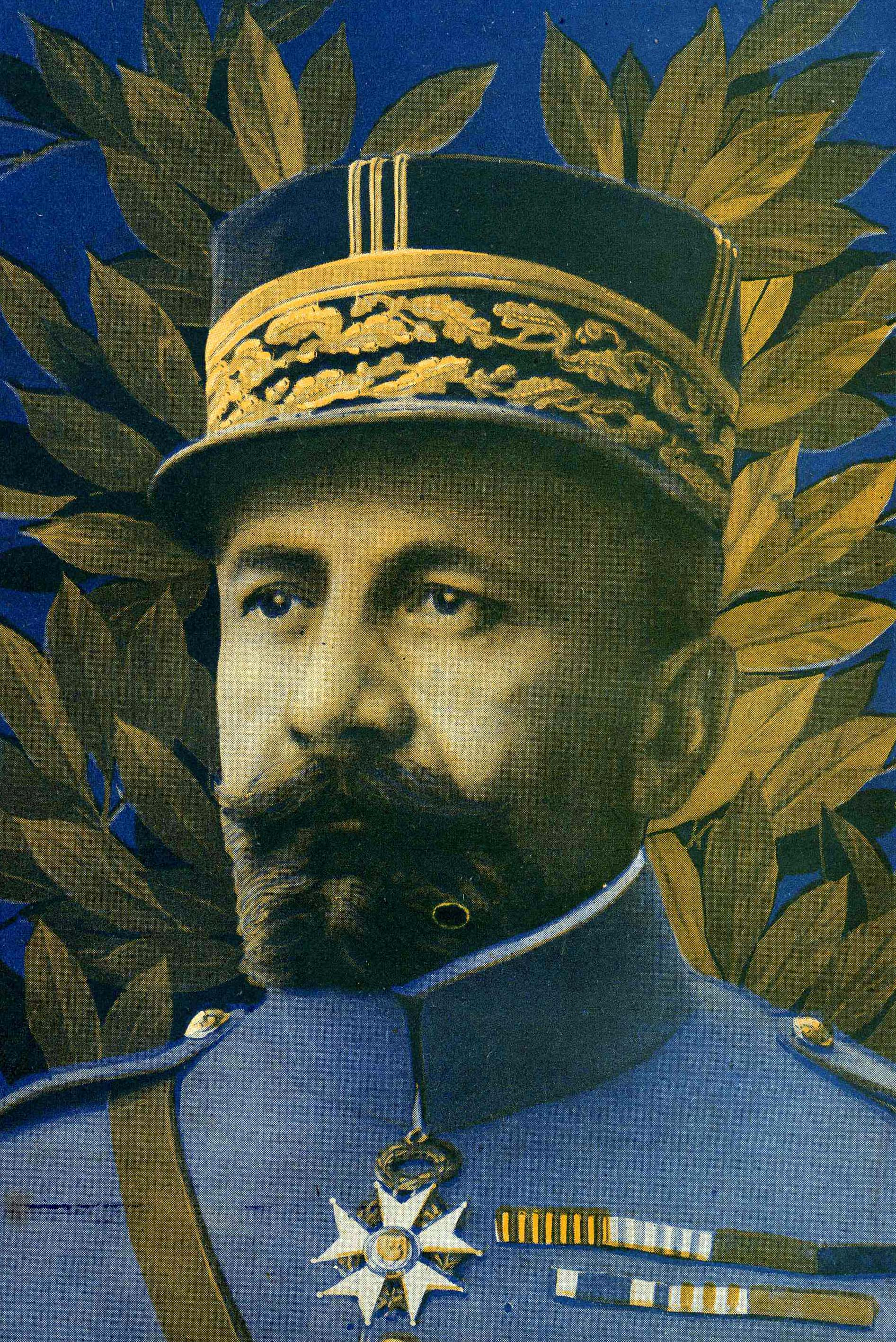
Le général Graziani, promotion des Zoulous

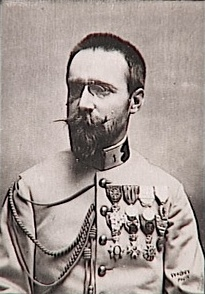
Le commandant Lamy, promotion des Zoulous

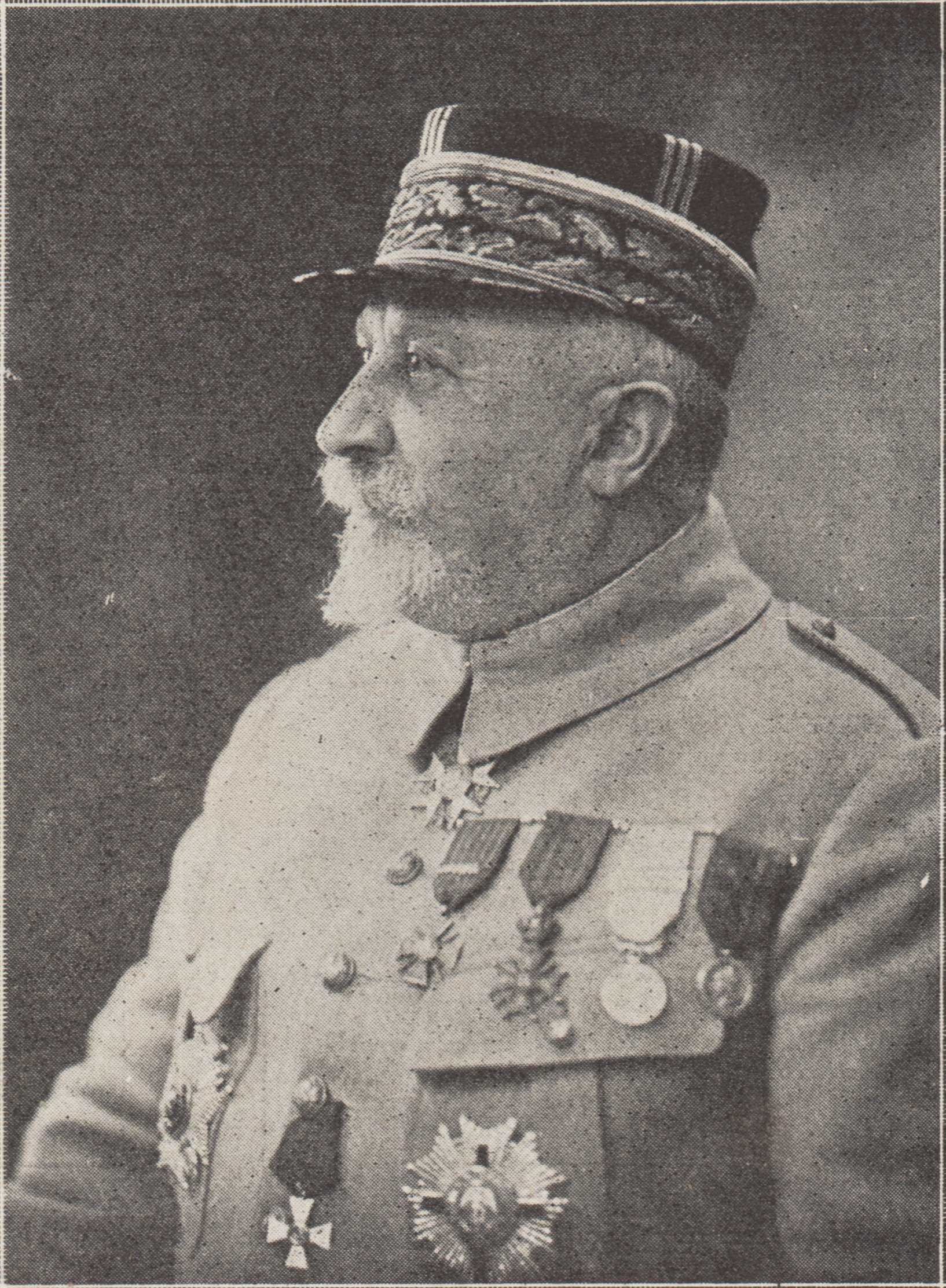
Le général Grossetti, promotion des Drapeaux

- Paul Maistre (1858-1922), major de la promotion, général de division commandant de la VIe Armée, puis de la Xe Armée, commandant du groupe d'armées du Nord puis du groupe d'armées du Centre, grand-croix de la Légion d'honneur, médaillé militaire, officier d'Académie
- Émilien Victor Cordonnier (1858-1956), général de division commandant d'armée (infanterie), grand officier de la Légion d'honneur, officier d'Académie
- Jean-Marie Brulard (1856-1923), général de division chef de corps d'armée (infanterie), grand-croix de la Légion d'honneur
- Antoine Beaudemoulin (1857-1917), général de division (cavalerie), commandeur de la Légion d'honneur
- Charles Corvisart (1857-1939), général de division (cavalerie), Grand officier de la Légion d'honneur
- Arthur de Salins (1857-1936), général de division (infanterie de marine), grand officier de la Légion d'honneur
- Stéphane Victor Pillot (1856-1924), général de division (infanterie), grand officier de la Légion d'honneur
- Jules Augustin Williams Léon Battesti (1858-1914), général de brigade, mort pour la France[112]
- Paul Constant Caudrelier (1858-1914), général de brigade (infanterie de marine), mort pour la France[113]
- René Boutegourd (1858-1932), général de brigade (infanterie), grand officier de la Légion d'honneur
- Jules Augustin Williams Léon Battesti (1858-1914), général de brigade (gendarmerie), chevalier de la Légion d'honneur, Mort pour la France
- Roland Bonaparte (1858-1924), géographe et botaniste, président de l'Académie des sciences. Rayé des cadres par la loi du 22 juin 1886
- Ferdinand Antoine Boussin de La Croix-Laval (1858-1942), capitaine commandant au 12e cuirassiers, officier de la Légion d'honneur (1916)[114]

#### 1878-1880 (63epromotiondes Zoulous[115])[116]
- Jean César Graziani (1859-1932) Général d'Armée Cdt le 17 °C.A à VERDUN, Cdt les troupes françaises sur le front italien. Vainqueur de la bataille du Piave, grand croix de la Légion d'honneur
- François Marjoulet (1859-1935), général de division commandant de corps d'armée (infanterie), grand-croix de la Légion d'honneur
- Marie Joseph Just Cherrier (1859-1945), général de division (infanterie), grand officier de la Légion d'honneur
- Henri Marie Alfred de Cadoudal (1859-1925), général de division (infanterie), commandeur de la Légion d'honneur
- François-Henry Laperrine (1860-1920), Général de Division, créateur des Compagnies sahariennes. Grand officier de la Légion d'Honneur, parrain de la 143e promotion (1956-58), Mort en service
- Fernand Quiquandon (1857-1938), général de division (infanterie), grand officier de la Légion d'honneur
- Achille Deffontaines (1858-1914), général de brigade (infanterie), chevalier de la Légion d'honneur, Mort pour la France
- François-Joseph-Amédée Lamy (1858+1900), Commandant, mort au combat lors de la bataille de Kousséri au Cameroun.

#### 1879-1881 (64epromotiondes Drapeaux[117])[118]
- Paul François Grossetti (1861-1918), général de division commandant d'armée (infanterie), grand officier de la Légion d'honneur, Mort pour la France
- François Jean-Pierre Eugène Andrieu (1861-1947), général de division (cavalerie), grand officier de la Légion d'honneur
- Elie Boe (1858-1941), Général de division en 1914, commandant de la 20e division d'infanterie (France), commandeur de la Légion d'honneur
- Robert de Tréveneuc (1860-1940), capitaine de cavalerie, officier de la Légion d'honneur, démissionnaire; va ensuite au Sénat, pour les Côtes-du-Nord, occuper le même siège que son père, l'élève officier Henri de Tréveneuc, de la 15e promotion (1832-35)
- Jean-Hugues de Salignac-Fénelon (1858-1913), capitaine de cavalerie, démissionnaire; devient député de Haute-Saône en 1898

### 1880-1889

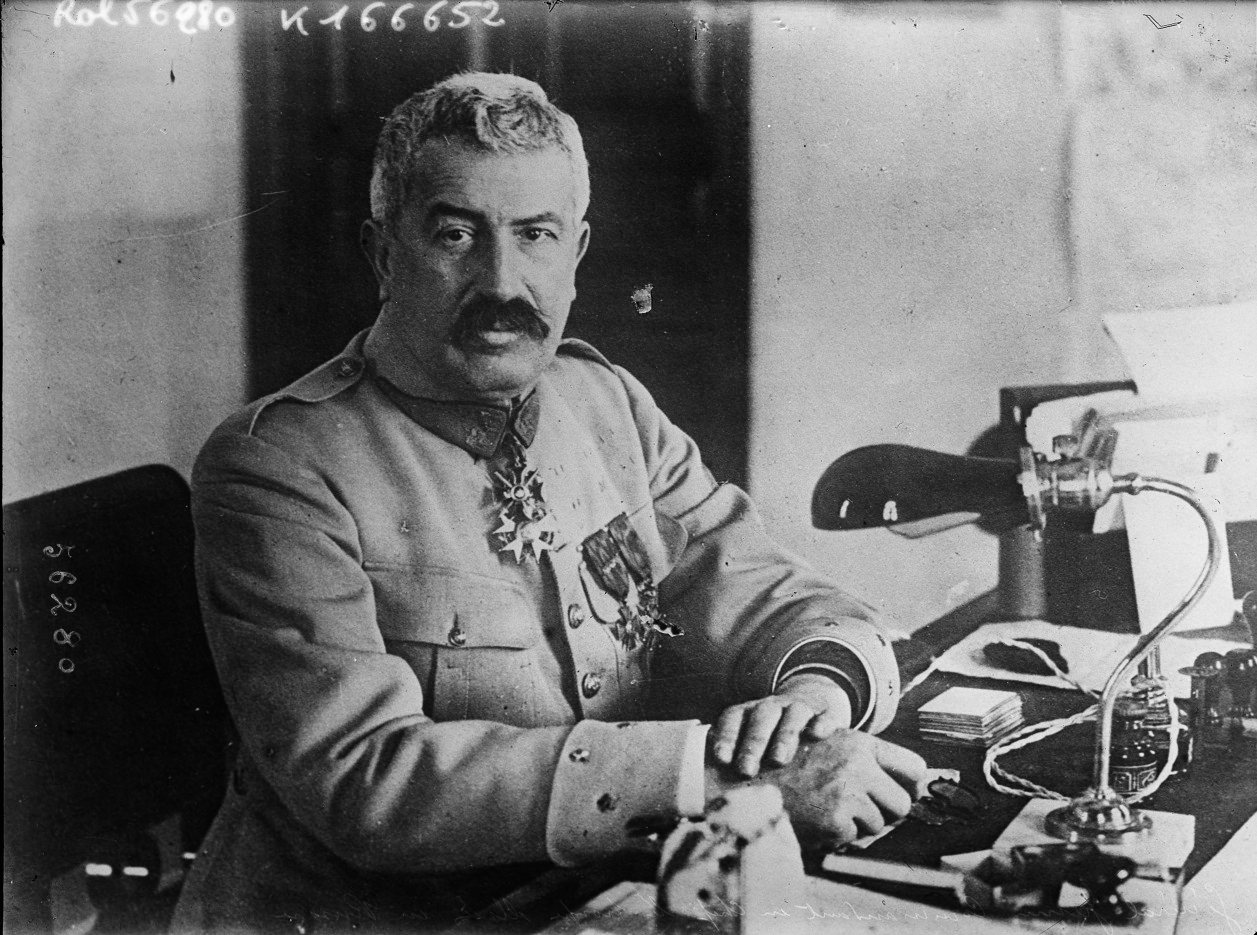
Le général Janin, promotion des Kroumirs

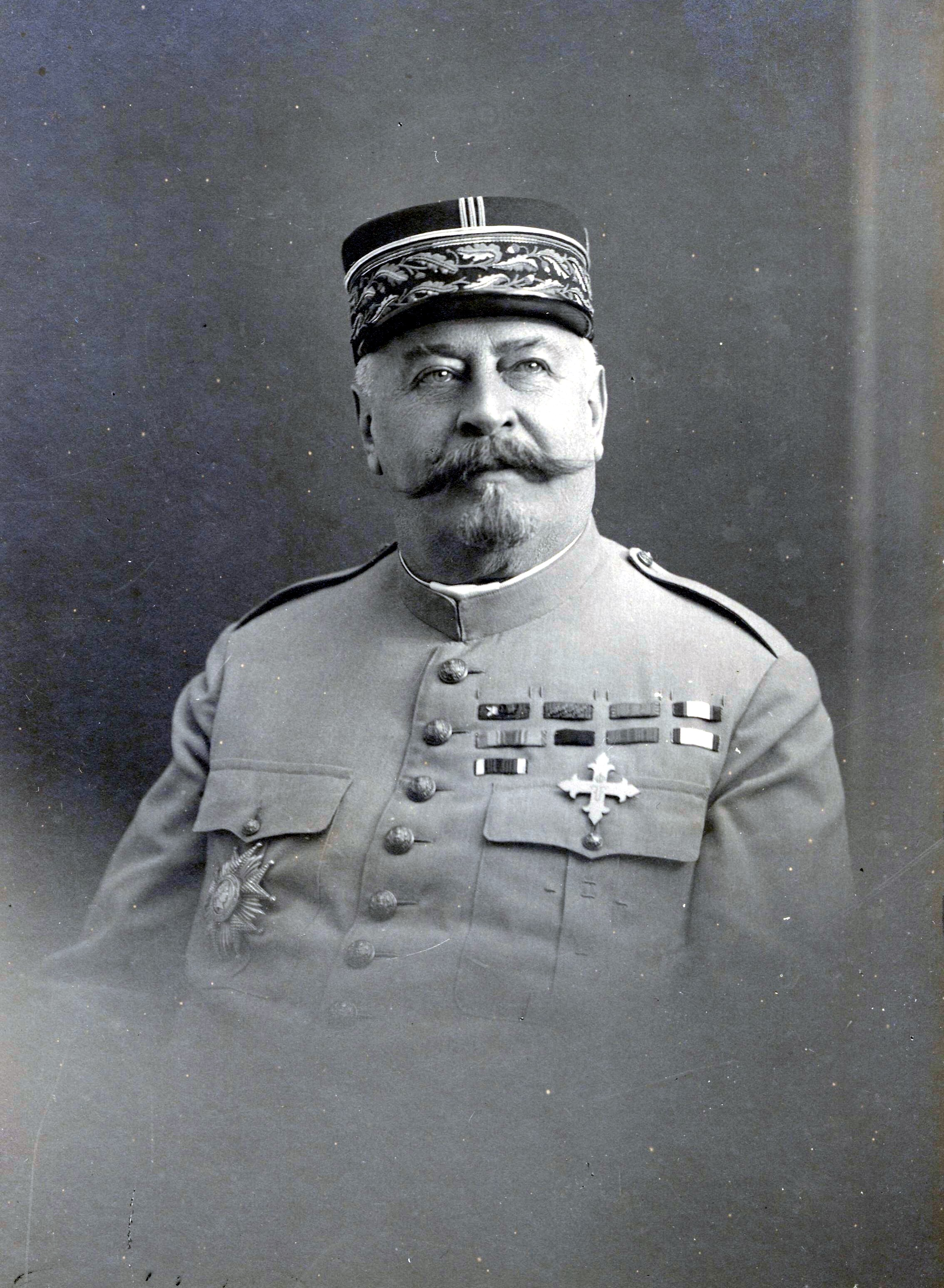
Le général Berthelot, promotion d'Égypte

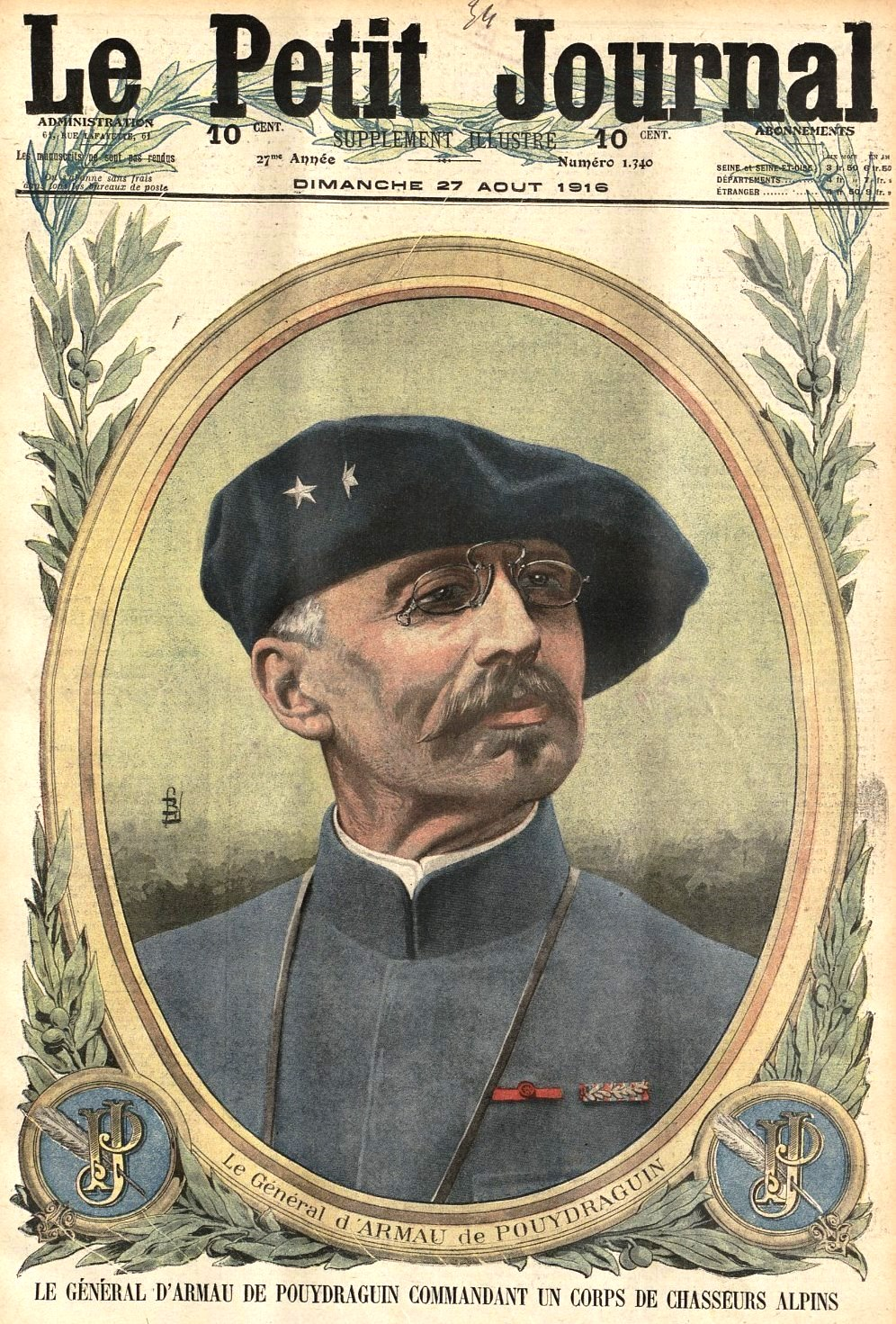
Le général d'Armeau, promotion des Pavillons Noirs

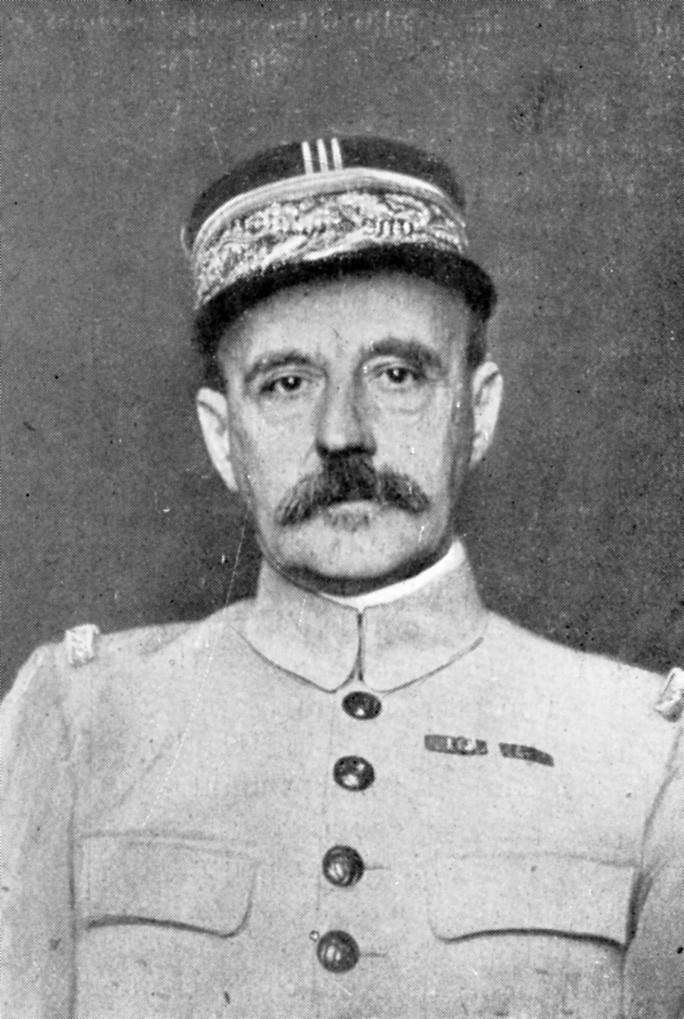
Le général Debeney, promotion de Fou-Tchéou

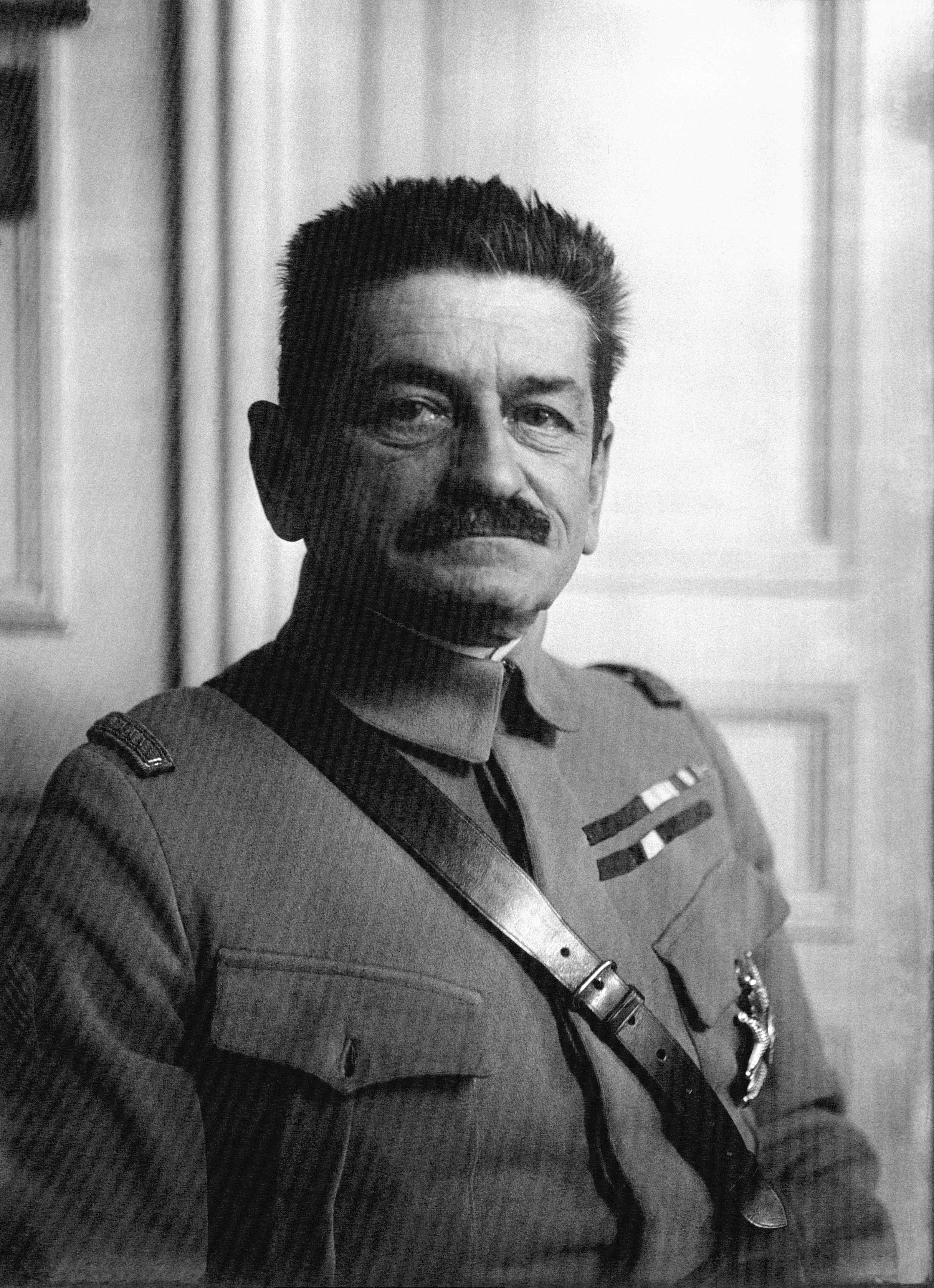
le général Mangin, promotion de Chalons, parrain de la promotion

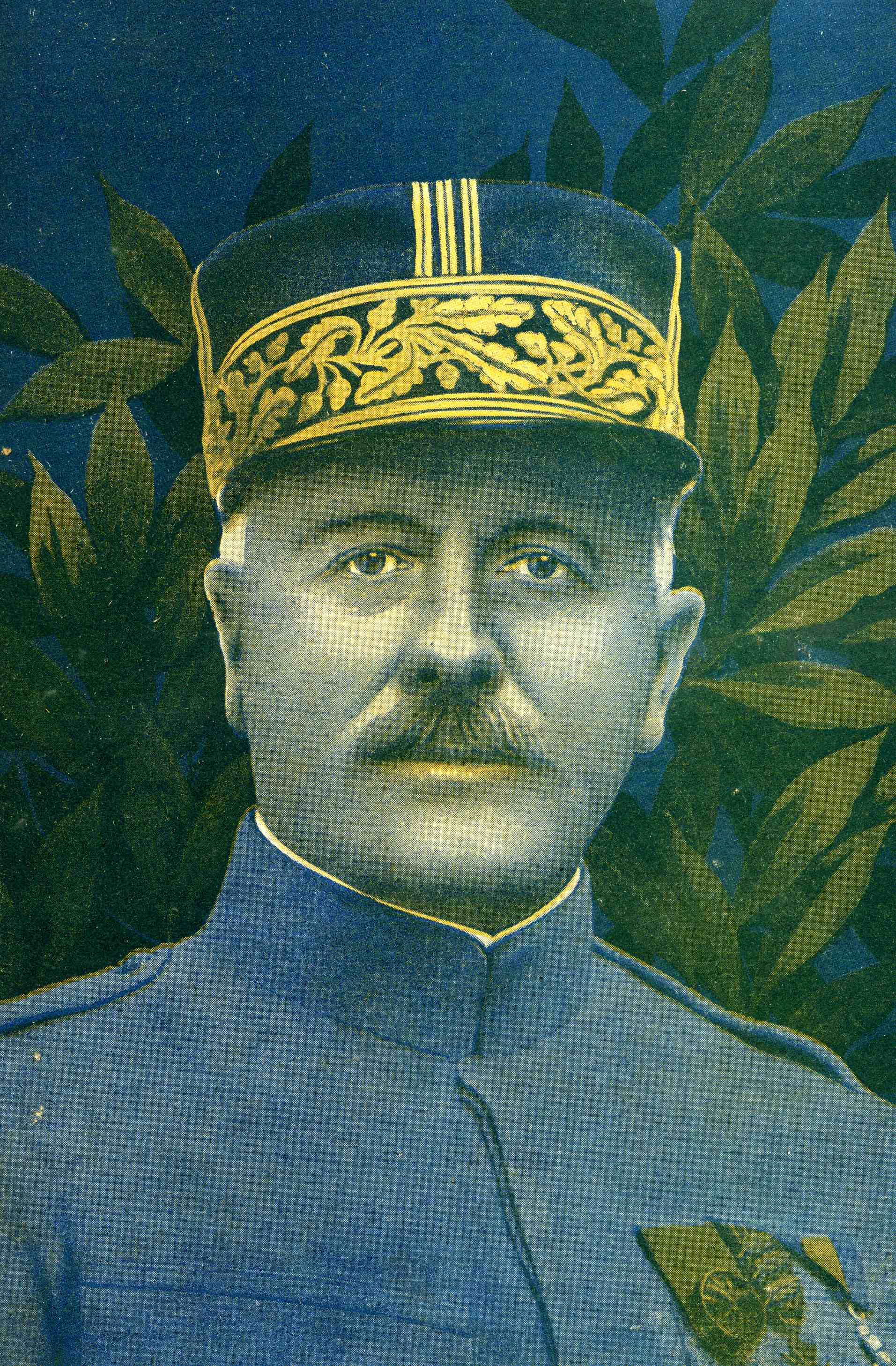
Le général Lacapelle, promotion de Tombouctou

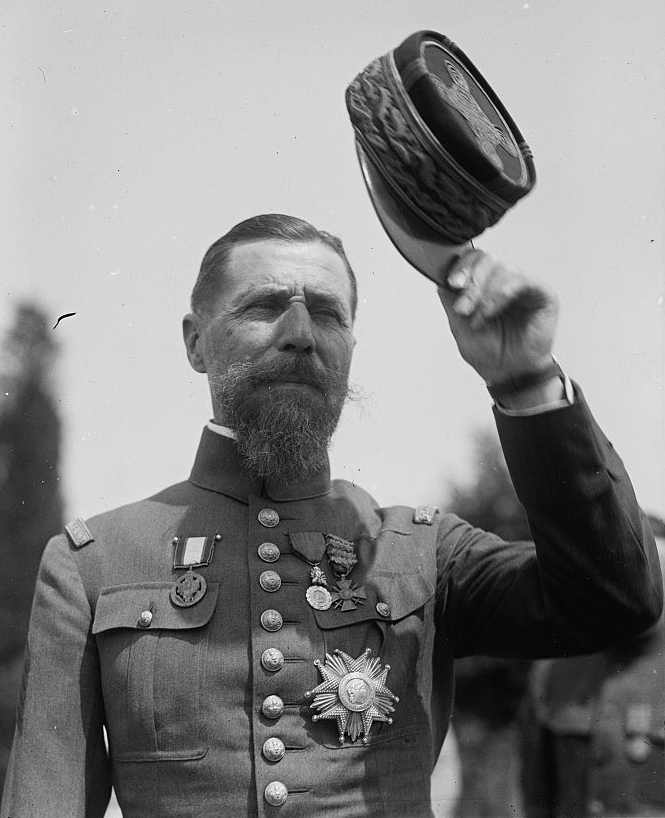
Le général Gouraud, promtion du Grand Triomphe

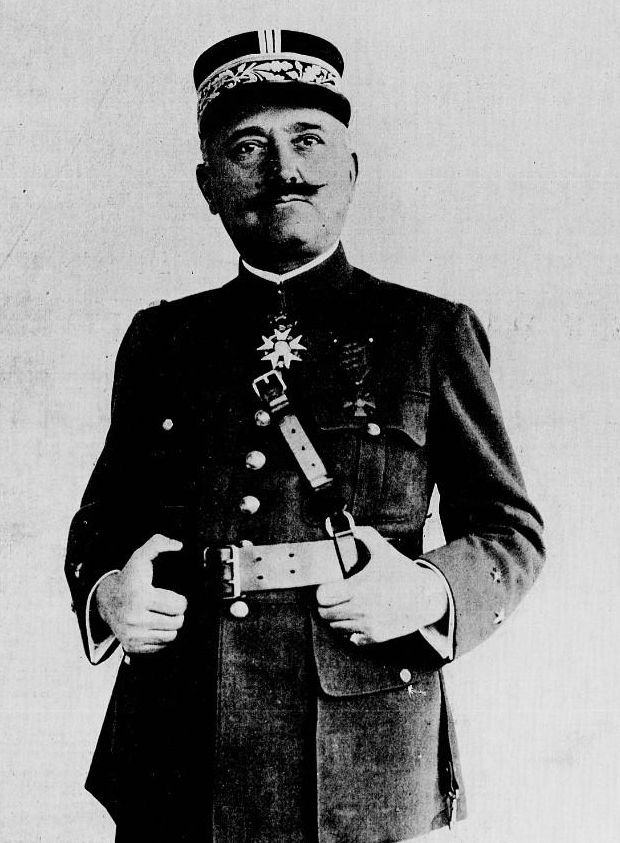
Le général Poeymirau, promotion du Dahomey

#### 1880-1882 (65.promotion des Kroumirs[119])[120]
- Alexis Hély d'Oissel (1859-1937), major de la promotion, général de division commandant de corps d'armée, grand officier de la Légion d'honneur.
- Maurice Janin (1862-1946), général de division commandant de corps d'armée (infanterie), grand officier de la Légion d'honneur.
- Marie Jean Auguste Paulinier (1861-1927), général de division commandant de corps d'armée (infanterie), grand officier de la Légion d'honneur.
- Paul Louis Anne Toulorge (1862-1959), général de division commandant de corps d'armée (infanterie), grand officier de la Légion d'honneur.
- Anatole Louis Adrien Blondin (1862-1935), général de division (infanterie), grand officier de la Légion d'honneur.
- Léon Grégoire (1861-1933), général de division en 1918, gouverneur de Lille en 1922, grand officier de la Légion d'honneur.
- Pierre-Émile Nayral Martin de Bourgon (1862-1949), général de division (infanterie), grand officier de la Légion d'honneur.
- Ernest Anselin (1861-1916), général de brigade (cavalerie), chevalier de la Légion d'honneur, Mort pour la France.
- Marie Désiré Pierre Bataille (1862-1914), général de brigade (infanterie de marine), grand officier de la Légion d'honneur, Mort pour la France.
- Étienne de Seynes (1859-1930), chef de bataillon de chasseurs à pied, maire de Rousson, député du Gard (1919-1924).

#### 1881-1883 (66.promotion d'Égypte[121])[122]
- Georges Louis Humbert (1862-1921), major de la promotion, général de division commandant d'armée (infanterie), grand officier de la Légion d'honneur
- Henri Berthelot(1861-1931), général de division commandant d'armée (infanterie), grand croix de la Légion d'honneur, médaillé militaire
- Denis Auguste Duchêne, général de division commandant de corpe d'armée (Infanterie), grand officier de la Légion d'honneur, officier d'Académie
- Ernest Joseph Blondlat (1862-1938), général de division (Infanterie de marine), grand officier de la Légion d'honneur, officier d’Académie
- Paul Chrétien (1862-1948), général de division (Infanterie), grand officier de la Légion d’honneur
- Victor de Saint-Just (1862-1933), général de division (cavalerie), commandeur de la Légion d’honneur
- Henri Jean Descoings (1860-1947), général de division (Infanterie), commandeur de la Légion d’honneur
- Henri Lebocq (1861-1946), général de division (Infanterie), grand officier de la Légion d’honneur
- Louis de Grandmaison (1861-1915), général de division (Infanterie), commandeur de la Légion d'honneur, médaillé militaire, Mort pour la France

#### 1882-1884 (67.promotion des Pavillons noirs)
- Gaston d'Armau de Pouydraguin (1862-1949), général de division.

Ce nom marque l'intervention française contre les Pavillons noirs, soldats irréguliers de l'ancienne armée chinoise.

#### 1883-1885 (68.promotion de Madagascar[124])[125]
- Henri Claudon (1864-1935), général de brigade, chef de la mission militaire française aux États-Unis, commandeur de la Légion d'honneur.
- Albert Baratier, général de brigade, mort pour la France.
- Paul-Émile Bordeaux (1866-1951), général de brigade

#### 1884-1886 (69.promotion de Fou Tchéou[126])[127]
- Marie-Eugène Debeney (1864-1943), général d'armée (État-major puis Infanterie), grand-croix de la Légion d'honneur, médaillé militaire
- Paul Auguste Benoit (1865-1915), lieutenant-colonel (Infanterie), officier de la Légion d'Honneur, Mort pour la France

#### 1885-1887 (70.promotion de l'Annam[128])[129]
- Maxime Weygand (1867-1965), chef des armées françaises en mai 1940, général d'armée (Cavalerie), grand-croix de la Légion d'honneur, médaillé militaire
- Charles Brécard (1867-1952), général d'armée (Cavalerie), grand-croix de la Légion d'honneur
- Charles de Lardemelle (1867-1935), général de division commandant de corps d'armée (Infanterie), grand officier de la Légion d'honneur
- Antoine Gramat (1866-1924), général de division commandant de la 12e division d'infanterie, commandeur de la Légion d'honneur, officier d'Académie
- Gabriel Alexandre Paquette (1866-1939), général de division (Infanterie), grand officier de la Légion d'honneur
- Mohamed Kürd Şerîf Paşa (1865-1944), général de division (Cavalerie), grand officier de la Légion d'honneur
- Marcel Serret (1867-1916), général de brigade (Infanterie), chevalier de la Légion d'honneur, Mort pour la France
- Jean Paul Ernest Stirn (1867-1915), général de brigade (Infanterie), chevalier de la Légion d'honneur, Mort pour la France
- Jules Saguez de Breuvery (1864-1942), Chef de Bataillon d'infanterie, officier de la Légion d'honneur
- SAI le prince Kotohito Kan'in (1865-1945), maréchal du Japon
- baron Georges de Grandmaison (1865-1943), chef d'escadrons de réserve (Cavalerie), chevalier de la Légion d'honneur, démissionne comme lieutenant; d'abord maire de Montreuil-Bellay puis conseiller général, député (1893-33), sénateur du Maine-et-Loire (1933-43), participe à la Grande Guerre
- Joseph Laignelot (1867-1940), général de corps d’Armée, grand officier de la Légion d’honneur, officier d’académie

#### 1886-1888 (71epromotionde Châlons[130])[131]
- Charles Mangin (1866-1925), parrain de la 116e promotion (1929-31), général des armées (Infanterie de marine), grand-croix de la Légion d'honneur, médaillé militaire
- Maurice de Lamothe (1866-1929), général de division, grand-croix de la Légion d'honneur en 1928
- Hippolyte-Alphonse Pénet (1867-1953), général de division commandant de corps d'armée (Infanterie), grand officier de la Légion d'honneur
- Camille Ragueneau (1868-1956), général de division commandant de corps d'armée (Infanterie), grand-croix de la Légion d'honneur
- Georges Demetz (1865-1942), général de division (Infanterie), grand officier de la Légion d'honneur
- Félix de Vial (1864-1949), général de brigade
- Paul de Bazelaire (1866-1941), colonel commandant le 23e régiment de dragons (1918), Croix de guerre avec palme, commandeur de la Légion d'honneur.
- Léonce Vieljeux (1865-1944), démissionne en 1892; capitaine de réserve mobilisé (1914), blessé au combat, il termine lieutenant-colonel et chef de corps du 75e régiment d'infanterie territorial, officier de la Légion d'honneur, maire de La Rochelle, déporté en 1940 pour faits de résistance, mort pour la France, exécuté

#### 1887-1889 (72.promotion de Tombouctou[132])[133]
- Joseph Louis Andlauer (1869-1956), général de corps d'armée (Infanterie de marine), grand officier de la Légion d'honneur
- Joseph Émile Mangin (1867-1941), sous-major de sortie, général de division commandant de corps d'armée, grand officier de la Légion d'honneur, officier d'Académie
- Gustave Paul Lacapelle (1869-1942), général de division commandant de corps d'armée (Infanterie), grand-croix de la Légion d'honneur
- Henri Mordacq (1868-1943), général de division commandant de corps d'armée (Infanterie) et chef de cabinet à la guerre de 1917 à 1920; Algérie, Tonkin, Front Ouest, Rhénanie; trois blessures;, grand officier de la Légion d'honneur
- Georges Bastien (1868-1949), général de division (Infanterie), commandeur de la Légion d'honneur, officier d’Académie
- Georges Brissaud-Desmaillet (1869-1948), général de division, grand officier de la Légion d'honneur
- Rémy Alphonse Chabord (1867-1941), général de division (Infanterie puis Aéronautique)
- Félix Alexis Destremau (1868-1945), général de division (cavalerie), commandeur de la Légion d'honneur
- Pierre Girodon (1869-1916), général de brigade (infanterie), officier de la Légion d'honneur, Mort pour la France
- Adolphe Messimy (1869-1935), général de brigade et ministre de la guerre en 1911-1912 puis début 1914; Front Ouest; deux blessures; grand officier de la Légion d'honneur
- Louis Auguste Théodore Pein (1867-1915) colonel commandant la 1re brigade de la division du Maroc, officier de la Légion d'honneur, officier d’Académie, Mort pour la France des suites de ses blessures à Arques (Pas-de-Calais)
- Robert d'Humières (1868-1915), capitaine au 4e régiment de Zouaves, mort pour la France le 26 avril 1915 à Lizerne, Belgique

#### 1888-1890 (73.promotion du Grand Triomphe[134])[135]
- Jean-Marie Degoutte (1866-1938), général d'armée (Infanterie), grand-croix de la Légion d'honneur, médaillé militaire
- Henri Joseph Eugène Gouraud (1867-1946), général d'armée (Infanterie de marine puis infanterie coloniale), grand-croix de la Légion d'honneur, médaillé militaire, officier d’Académie
- Stanislas Naulin (1870-1932), général de division commandant de corps d'armée (Infanterie), grand officier de la Légion d'honneur
- Albert Tanant (1869-1945), général de division commandant de corps d'armée (Infanterie), grand officier de la Légion d'honneur
- Jean Vidalon (1869-1959), général de division commandant de corps d'armée (Infanterie), grand-croix de la Légion d'honneur
- Fernand Anginieur, Capitaine au 22e régiment d'infanterie en 1914. Voyageur, en 1903 il traverse l'Asie centrale, le Turkestan russe et le Cachemire en compagnie du voyageur américain Oscar Crosby, il effectue en 1909 une mission politico-scientifique en Perse
- Émile Victor Giraud (1868-1946), général de division (infanterie), grand-croix de la Légion d'honneur; conseiller d'État
- Louis Hennequin (1869-1916), lieutenant-colonel et historien militaire. Son nom est inscrit au Panthéon parmi les 560 écrivains morts au champ d'honneur pendant la Première Guerre mondiale.
- François René Boullaire (1870-1935), général de division, sous chef d'état-major des armées et écrivain, commandeur de la Légion d'honneur
- Pierre des Vallières (1868-1918), général de brigade (cavalerie), officier de la Légion d'honneur, Mort pour la France
- Henri d'Ollone (1868-1945), général de brigade (Infanterie), grand officier de la Légion d'honneur, officier de l'Instruction publique, explorateur
- Pierre Flye Sainte-Marie (1869-1956), général de brigade (Infanterie), grand officier de la Légion d'honneur
- Hubert de Bazelaire de Lesseux (1868-1935), capitaine de cavalerie, démissionne, conseiller général (1907), député des Vosges (1919-28) et maire de Lusse (1920-35)
- Henri Gaden (1867-1939), chevalier de la Légion d’honneur, officier d’Académie, à sa retraite gouverneur des Colonies, commissaire du gouvernement en Mauritanie
- Lucien Coquet (1869-1947), officier de la légion d'honneur, chef de corps du 28e bataillon de chasseurs alpins.

#### 1889-1891 (74.promotion du Dahomey[136])[137]
- Joseph-François Poeymirau (1869-1924), général de brigade commandant la Subdivision de Meknès (1921), général de division commandant la région de Fèz
- Frédéric Henri Wolff (1869-1914, fusillé), Chef de Bataillon (infanterie), premier fusillé pour l'exemple.

### 1890-1899

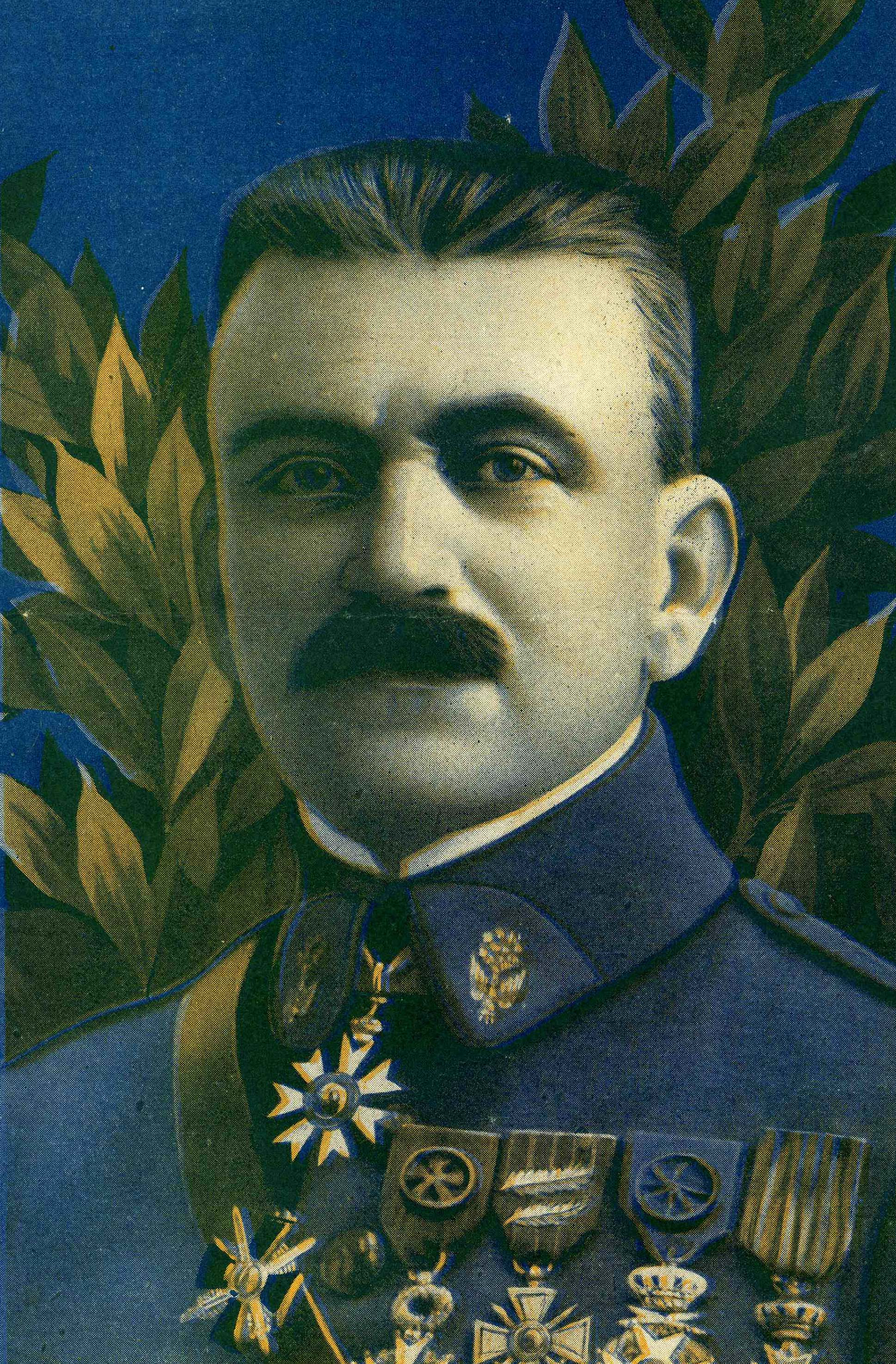
Le général Serrigny, promotion de Cronstadt

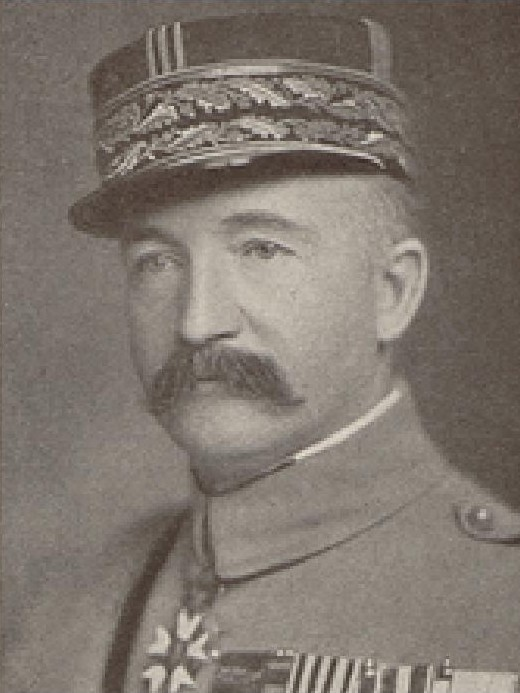
Le général Mittelhauser, promotion de Siam

#### 1890-1892 (75.promotion de Cronstadt[138])[139]
- Bernard Serrigny (1870-1954), général de corps d'armée (Infanterie), grand officier de la Légion d'honneur
- Henri Colin (1869-1954), général de division (Infanterie), grand officier de la Légion d'honneur
- Louis Paul Gaston de Bigault du Granrut (1872-1953), général de division, sous-chef d'état-major des armées, commandant supérieure des troupes du Levant, grand officier de la Légion d'honneur.
- Gaston Léopold Joseph Fourn (1868-1952), colonel de cavalerie, gouverneur du Dahomey (1917-1928), commandeur de la légion d'honneur.
- Robert Fournier-Sarlovèze (1869-1937), lieutenant de cavalerie démissionne en 1900 et devient homme politique et joueur de polo
- Bertrand de Mun (1870-1963), homme d'affaires et un homme politique français.
- Colonel Charles-Émile Bertin (1871-1959), croix de guerre 14/18, officier de la Légion d'honneur par arrêté du 9 juillet 1919.
- Julien Dufieux (1873-1959), général d'armée, inspecteur général de l'infanterie de 1930 à 1938

#### 1891-1893 (76.promotion du Soudan[140])[141]
- Henri Édouard Claudel (1871-1956), général d'armée (Infanterie coloniale), grand-croix de la Légion d'honneur, médaillé militaire
- Pierre-Paul Bonnet (1871-1916), lieutenant-colonel d'infanterie, Mort pour la France en 1916.
- Louis II de Monaco (1870-1949), prince de Monaco.
- Maurice Gamelin (1872-1958), Major de sortie, général d'armée, grand-croix de la Légion d'honneur, médaillé militaire
- Charles d'Harcourt (1870-1956), lieutenant-colonel de réserve d'Infanterie, officier de la Légion d'honneur, officier de l'ordre de l'Empire britannique, démissionne comme lieutenant et va en politique; rappelé, il est chef du 9e bataillon de chasseurs alpins et blessé à deux reprises; Après-guerre, il est député (1919-24) puis sénateur du Calvados (1925-45)
- Joseph de Grenier de Lassagne  (1871-1917)  Capitaine au 13° escadron de chasseurs à cheval, Officier d'ordonnance du général commandant le 17° corps.

#### 1892-1894 (77.promotion du Siam[142])[143]
- Eugène Mittelhauser (1873-1949), général d'armée (Infanterie), grand-croix de la Légion d'honneur, médaillé militaire, officier d'Académie
- Joseph-Édouard Barès (1872-1954), général de corps d'armée (Infanterie puis Aéronautique puis Air), grand-croix de la Légion d'honneur, médaillé militaire
- Édouard de Warren (1871-1962) chef d’escadrons honoraire (Cavalerie), officier de la Légion d'honneur, quitte l’Armée à la suite d'un accident de cheval ; député de la Meurthe-et-Moselle pour l'Union républicaine démocratique (1919-1932); membre de l'Académie des sciences d'outre-mer et de l'Académie d'agriculture
- Prince Rogatien de Faucigny-Lucinge et Coligny (1871-1953). Capitaine d'infanterie. Chevalier de la Légion d'Honneur, titualire de la Croix de Guerre italienne
- Joseph Vidal de la Blache (1872-1915), historien militaire, chef de bataillon au 150e régiment d’infanterie tué au bois de la Gruerie le 29 janvier 1915. Son nom est inscrit au Panthéon parmi les 560 écrivains morts au combat pendant la Première Guerre mondiale.

#### 1893-1895 (78.promotion de Jeanne d'Arc[144])[145]
- Khaled el-Hassani ben el-Hachemi (1875-1936), ajournépour mauvaise conduite, il n'est nommé officier qu'en 1897; pas naturalisé, il est "officier indigène" et limité au grade de capitaine; chevalier de la Légion d'honneur (1913); quitte l'Armée pour s’engager en politique

#### 1894-1896 (79.promotion d'Alexandre III[146])[147]

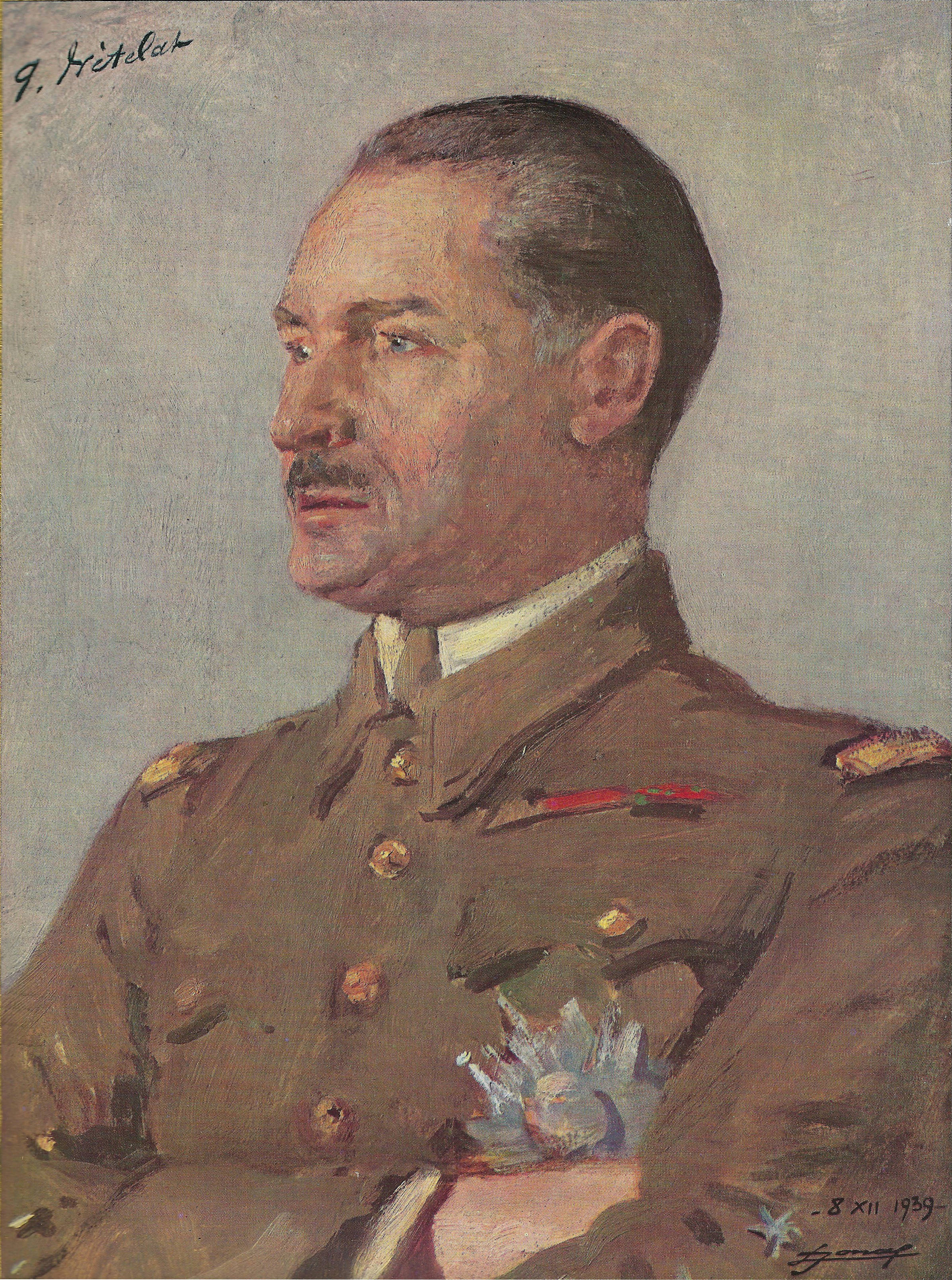
Le général Prételat, promotion Alexandre III

- Charles Elysée Barberot (1876-1915), chef de bataillon, chevalier de la Légion d'honneur, mort pour la France
- Gaston Henri Gustave Billotte (1875-1940), général d'armée (Infanterie de marine), grand-croix de la Légion d'honneur, mort pour la France
- André-Gaston Prételat (1874-1969), général d'armée (Infanterie), grand-croix de la Légion d'honneur, médaillé militaire, officier d'Académie
- Louis-Alexandre Audibert (1874-1955), général de corps d'armée (Cavalerie), grand officier de la Légion d'honneur, officier d'Académie
- Guy Marin de Montmarin, (1875-1942), cavalier, général de corps d'armée, grand officier de la Légion d'honneur
- Jean Larroque (1875-1921), général de brigade (infanterie de marine), commandeur de la Légion d'honneur, officier d'Académie, mort pour la France
- Paul-Frédéric Rollet (1875-1941), général de brigade (Infanterie), grand officier de la Légion d'honneur
- Frédéric François-Marsal (1874-1958), lieutenant-colonel de réserve d'infanterie, officier de la Légion d'honneur; démissionne comme lieutenant; croix de guerre 1914-1918; attaché au cabinet de Clémenceau; sénateur du Cantal; ministre des Finances; éphémère président du Conseil des ministres (mai 1924)
- Joseph Lafont (1874–1961), général d'armée, responsable du scoutisme français, grand officier de la Légion d’honneur
- Maurice Dutreil (1875-1940), lieutenant d'infanterie; démissionne; député de la Mayenne (1902-1928); sous-secrétaire d'État (1926)
- Marcel Éric Audemard d'Alançon (1874-1917), lieutenant-colonel d'infanterie; chevalier de la légion d'honneur; mort pour la France

#### 1895-1897 (80.promotion de Tananarive[148])[149]

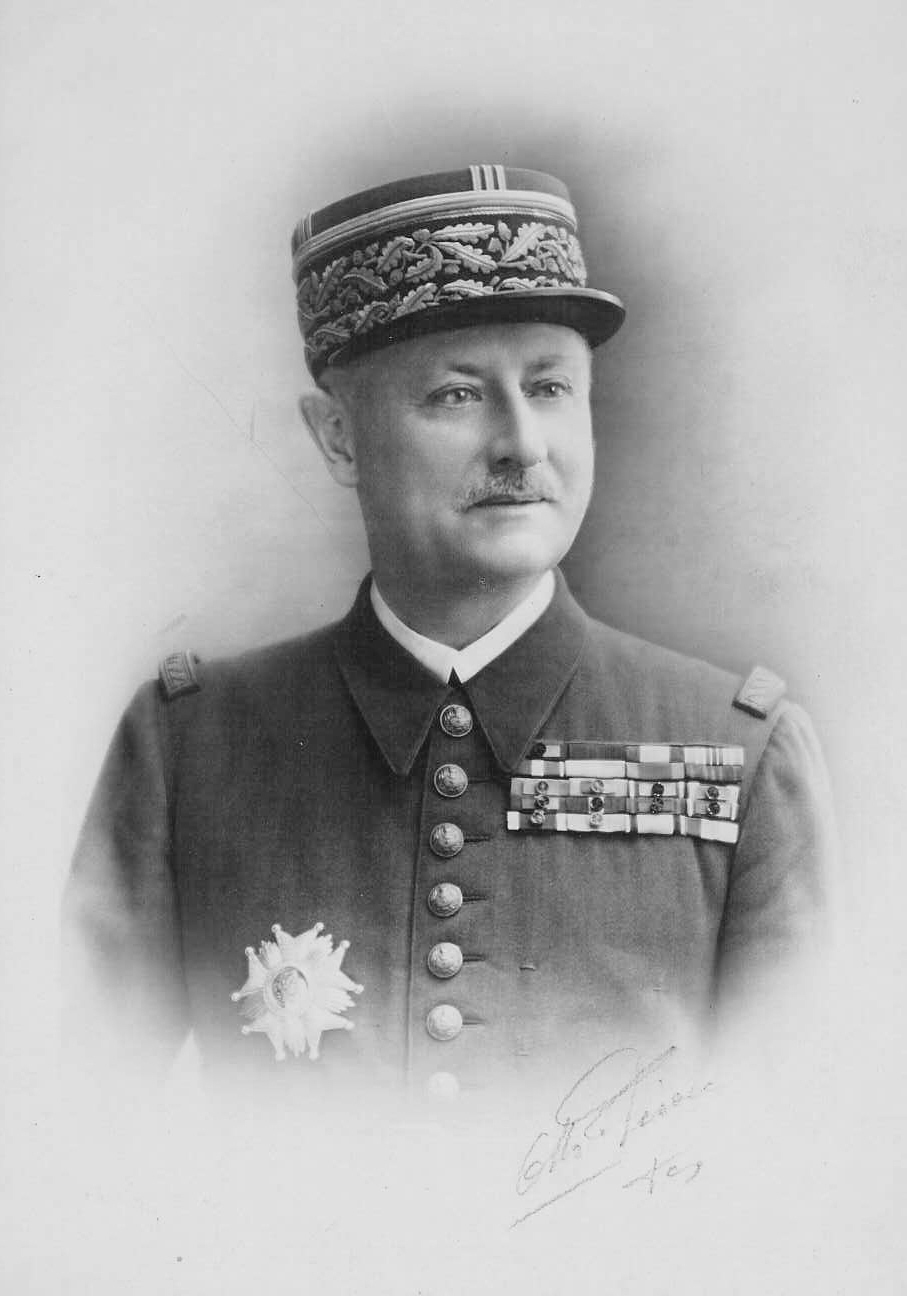
Le général Azan, promotion de Tananarive

- Alphonse Georges (1875-1951), général d'armée, grand-croix de la Légion d'honneur, médaillé militaire, officier d'Académie
- Paul Azan (1874-1951), général de corps d'armée, écrivain-historien, Grand Prix Gobert 1937, Grand Prix de l'Empire Français 1944
- Gaston Duffour (1875-1953), général de division, commandant la 3e région militaire à Rouen en 1940.
- Édouard Joseph Arnaud (1875-1943), général de brigade (infanterie de marine)
- Louis de Goÿs de Mézeyrac (18776-1967), général de division aérienne, grand-croix de la Légion d’honneur
- Charles de Tricornot de Rose (1876-1916), créateur de l'aviation de chasse française

#### 1896-1898 (81epromotion Première des Grandes Manœuvres[150])[151]
520 élèves nommés officiers dont 196 morts pour la France
- Benoit Besson (1876-1969), général d'armée (Infanterie), grand-croix de la Légion d'honneur.
- Louis de Buttet (1876-1915), capitaine au 23e régiment d'infanterie, chevalier de la Légion d'honneur, mort pour la France le 22 juin 1915 au combat de La Fontenelle (Vosges).
- Georges Catroux (1877-1969), général d'armée (Infanterie), grand-croix de la Légion d'honneur, compagnon de la Libération, médaillé militaire.
- André-Georges Corap (1878-1953), général d'armée (Infanterie), grand officier de la Légion d'honneur.
- Henry Freydenberg (1876-1975), général de corps d'armée (Infanterie de marine), grand-croix de la Légion d'honneur.
- André Berniquet (1878-1940), général de division (Cavalerie), grand officier de la Légion d'honneur, mort pour la France le 12 juin 1940 lors de la bataille de Saint-Valery (Seine-Maritime).
- Louis Davout (1877-1958), duc d'Auerstaedt, chef de bataillon, commandeur de la Légion d'honneur.
- Pierre Delpech de Frayssinet (1875-1918), chef de bataillon au 65e bataillon de chasseurs, officier de la Légion d'honneur, mort pour la France des suites de ses blessures le 30 mars 1918 à Beauvais (Oise).
- Jean de Bertier de Sauvigny (1877-1926), chef d'escadron au 8e régiment de hussards, chevalier de la Légion d'honneur, sénateur de la Moselle de 1922 à 1926.

#### 1897-1899 (82.promotion de Bourbaki)

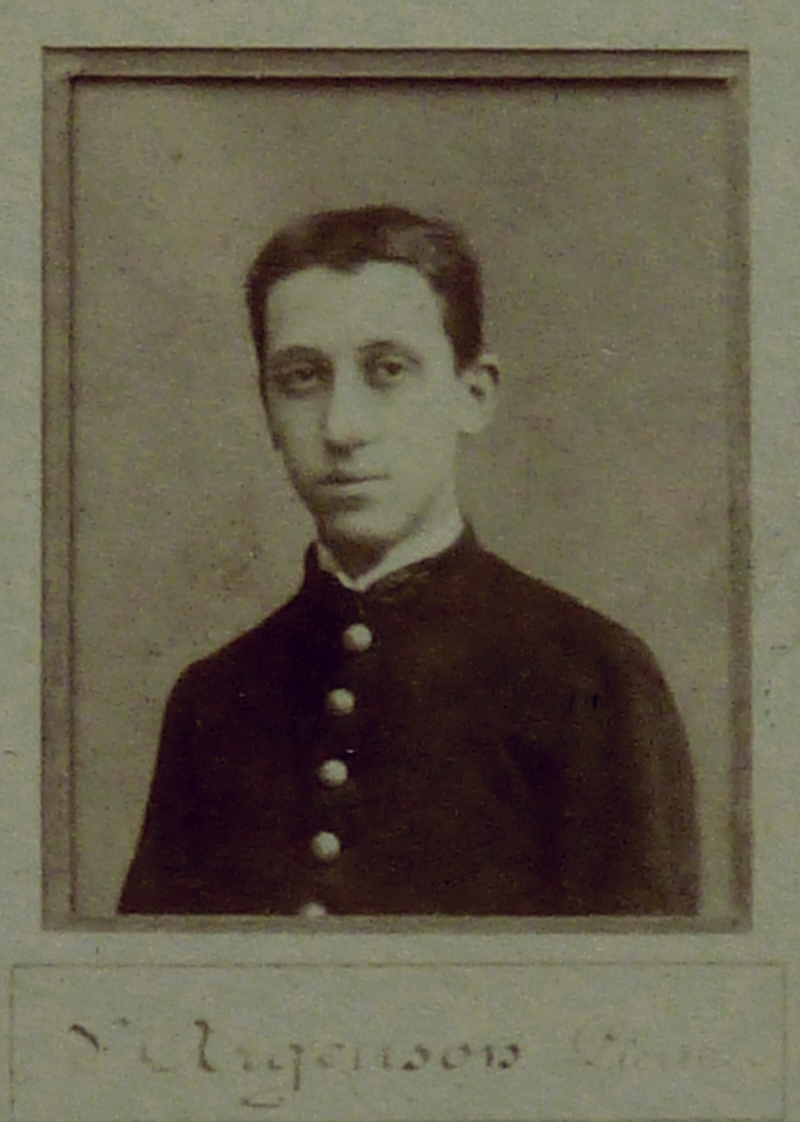
Le capitaine Voyer d'Argenson, promotion Bourbaki, Mort pour la France

#### 1897-1899 (82.promotion de Bourbaki[152])[153]
575 élèves nommés officiers dont 172 morts pour la France (30 %)
- René Prioux (1879-1953), général d'armée (Cavalerie), grand officier de la Légion d'honneur
- Charles Pierre Martial Ardant du Picq (1879-1940), Général de division mort au cours des opérations de mai-juin 1940 ;
- Léopold Justinard (1878-1959), colonel d'infanterie, grand-croix de la Légion d'honneur ;
- Henri de Boisanger (1877-1914), capitaine, mort pour la France ;
- Charles Delestraint (1879-1945), général de brigade résistant, compagnon de la Libération, premier chef de l'Armée secrète ;
- Édouard Réquin (1879-1953), général d'armée, commandant en chef de la 4e armée pendant la Seconde Guerre mondiale ;
- Bertrand Pujo (1878-1964), général d'armée aérienne, grand-croix de la Légion d'honneur
- Pierre Husson de Sampigny (1876-1918), chef de bataillon, mort pour la France ;
- Pierre Le Bègue de Germiny (1876-) ;
- Marc-Pierre de Voyer d'Argenson (1877-1915), député de la Vienne (1910-1914), capitaine de réserve mort pour la France ;
- André Rostand (1878-1965), chef de bataillon de réserve d'infanterie, démissionnaire avant la Grande Guerre du fait d'être fiché comme catholique, (y est blessé à deux reprises), envoyé aux Etats Unis dans le cadre de la mission Baker - Joffre; directeur de presse, dont La Dépêche à Cherbourg (1919-40).
- Jules Marie Alexandre Marty[154] (1877-1915), capitaine d'Infanterie coloniale, mort pour la France aux Massiges
- Amédée Jean Mollard (1879-1964), général de division, grand officier de la Légion d'honneur, combattant des campagnes du Maroc, des deux guerres mondiales et résistant.

#### 1898-1900 (83.promotion Marchand[155])[156]

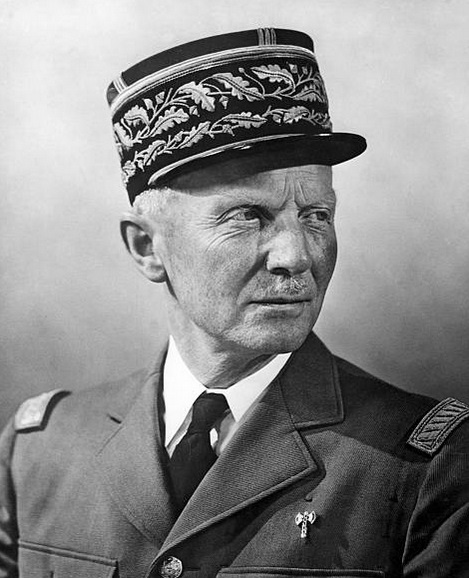
Le général Huntziger, promotion Marchand

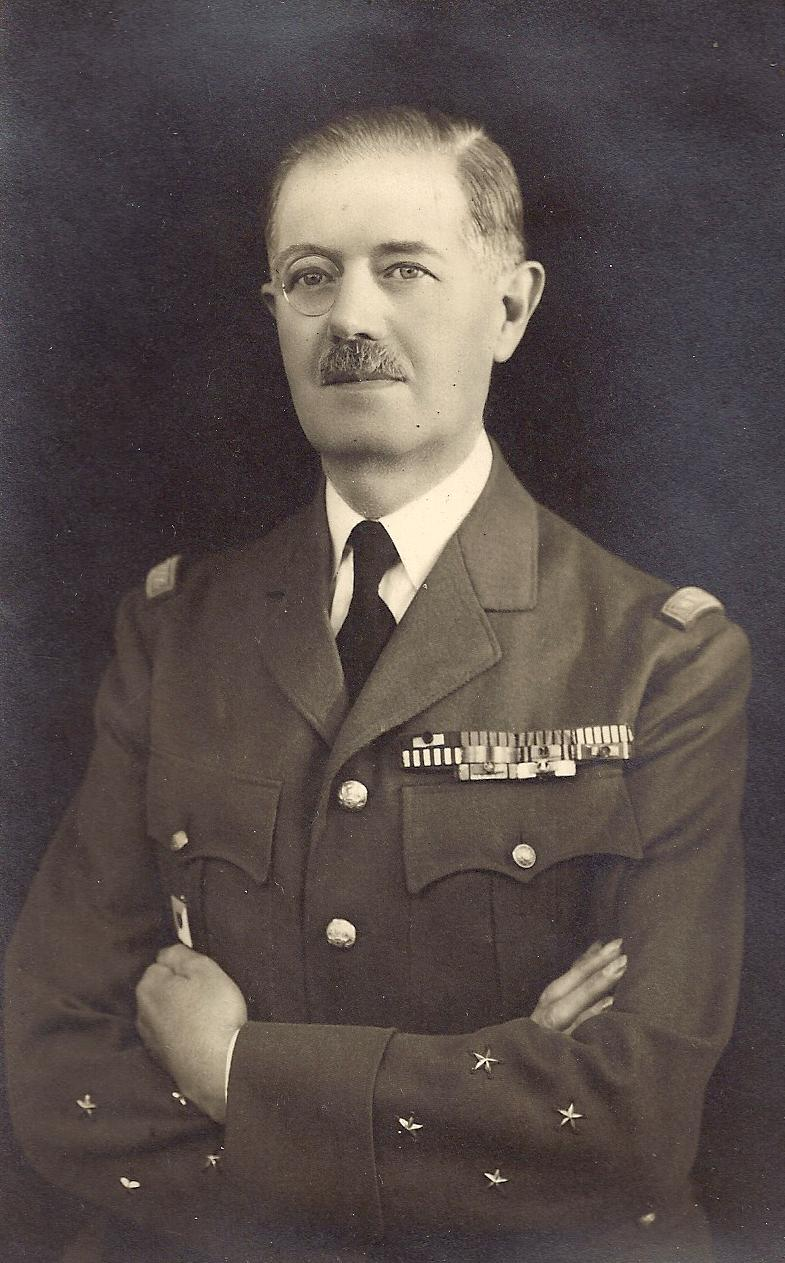
Le général Petiet, promotion Marchand

- Maurice de Bazelaire de Ruppierre (1878-1966), général de division, troupes de marine
- Marius Daille (1878-1978), général de corps d'armée, grand officier de la Légion d'honneur
- Charles Delestraint (1879-1945), général de corps d'armée, commandeur de la Légion d'honneur, parrain de la 175e promotion
- Henri Giraud (1879-1949), général d'armée (Infanterie), grand-croix de la Légion d'honneur, médaillé militaire
- Charles Huntziger (1881-1941), général d'armée (Infanterie coloniale), grand officier de la Légion d'honneur, Mort en service
- Lucien Loizeau (1879-1978), général de corps d'armée (Infanterie), grand-croix de la Légion d'honneur, officier d’Académie
- Robert Massenet-Royer de Marancour (1880-1969), général d'armée aérienne, grand-croix de la Légion d’honneur
- François de Vergnette de Lamotte (1877-1953), général de division aérienne
- Marie-Jules-Victor-Léon François (sl) (1879-1962), général de corps d'armée (Infanterie), grand officier de la Légion d’honneur
- Maurice Pierre Auguste Martin (en) (1878-1952), général de corps d'armée français, grand officier de la Légion d'honneur
- Robert Petiet (1880-1967), général de corps d'armée (Cavalerie)
- Onésime-Paul Noël (sl) (1880-1944), général de corps d'armée (Infanterie coloniale).
- Raymond-Jules-Emile Poupinel (sl) (1879-1975), général de corps d'armée (Infanterie), grand officier de la Légion d’honneur
- Edouard-Octave-Jules Brussaux (sl) (1879-1957), général de division (infanterie)
- Camille-Léon Duffet (1880-1968), général de division (infanterie)
- Théodre-Benoit-Honoré-Louis Gest (sl) (1878-1977), général de division (cavalerie, puis gendarmerie)
- Georges Lestien (1880-1960), général de division (infanterie)
- Emmanuel-Urbain Libaud (sl) (1878-1955), général de division (infanterie)
- Jean-Baptiste-René-François Rochas (sl) (1880-1966), général de division (Infanterie), grand officier de la Légion d’honneur
- Eugène-Prosper-Joseph Sisteron (sl) (1879-1971), général de division (infanterie)
- Louis-Émile-Charles-Henri Blin (1878-1963), général de brigade (infanterie)
- Marie-Louis-Emile-Georges Clarion (sl) (1878-1961), général de brigade (infanterie)
- Albert-Eugène-Édouard Decarpentry, général de brigade (cavalerie)
- Cyr-Auguste-Marie-Emile-Henri de Lafond (sl) (1880-1964), général de brigade (cavalerie)
- Pierre-Désiré-Robert Didio (sl) (1880-1955), général de brigade (infanterie)
- Victor-Jean-Edmond Gillard (sl) (1878-1968), général de brigade (infanterie)
- Paul-Amédée-Marie Goubaux (sl) (1880-1957), général de brigade (infanterie)
- Paul-Louis Husson (sl) (1878-1963), général de brigade (cavalerie)
- André-Joseph-Marie Lauzanne (sl) (1879-1970), général de brigade (infanterie coloniale)
- René-Jules Troublé (sl) (1880-1955), général de brigade (infanterie)
- Jules-Henri Watrin (sl) (1879-1970), général de brigade (infanterie)

#### 1899-1901 (84.promotion d'In Salah[157])[158]

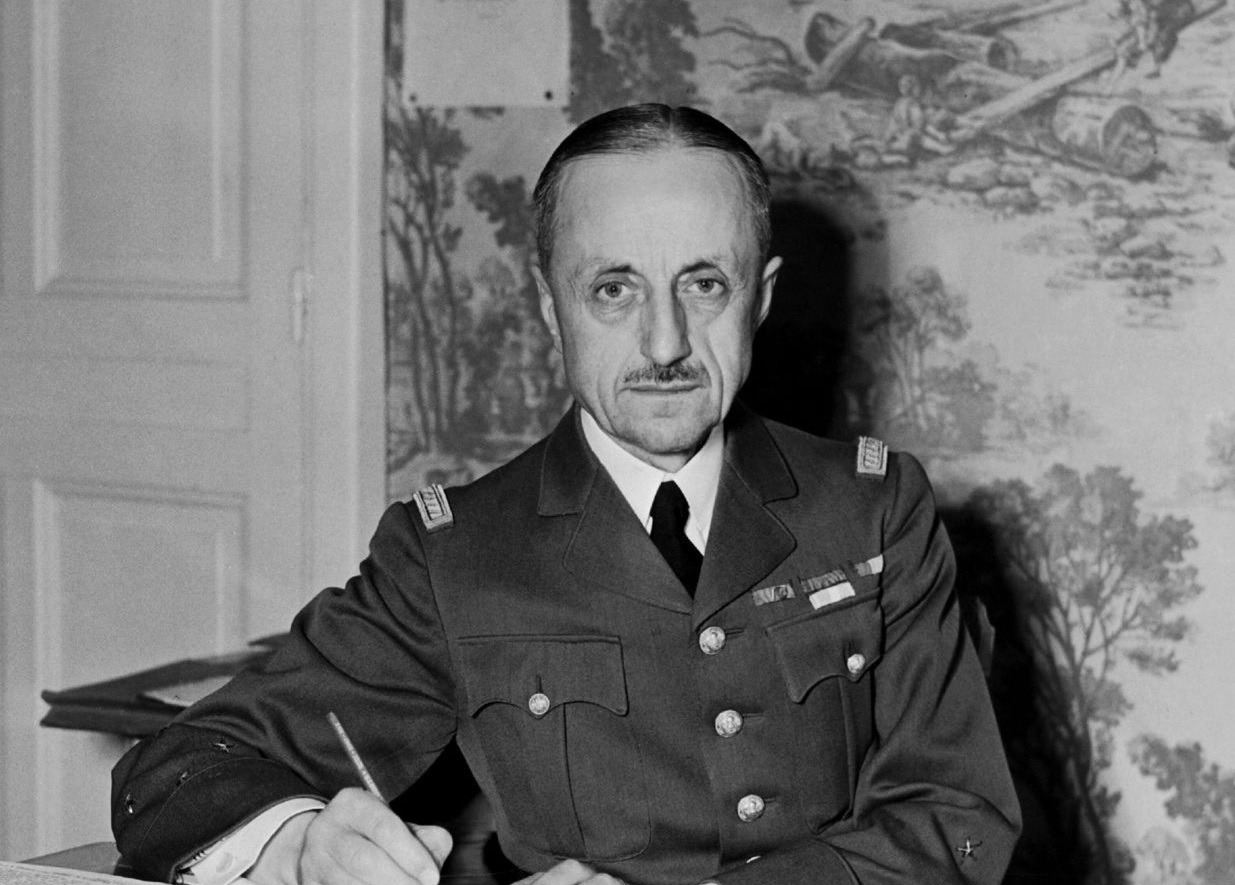
Le général Laure, promotion d'In Salah

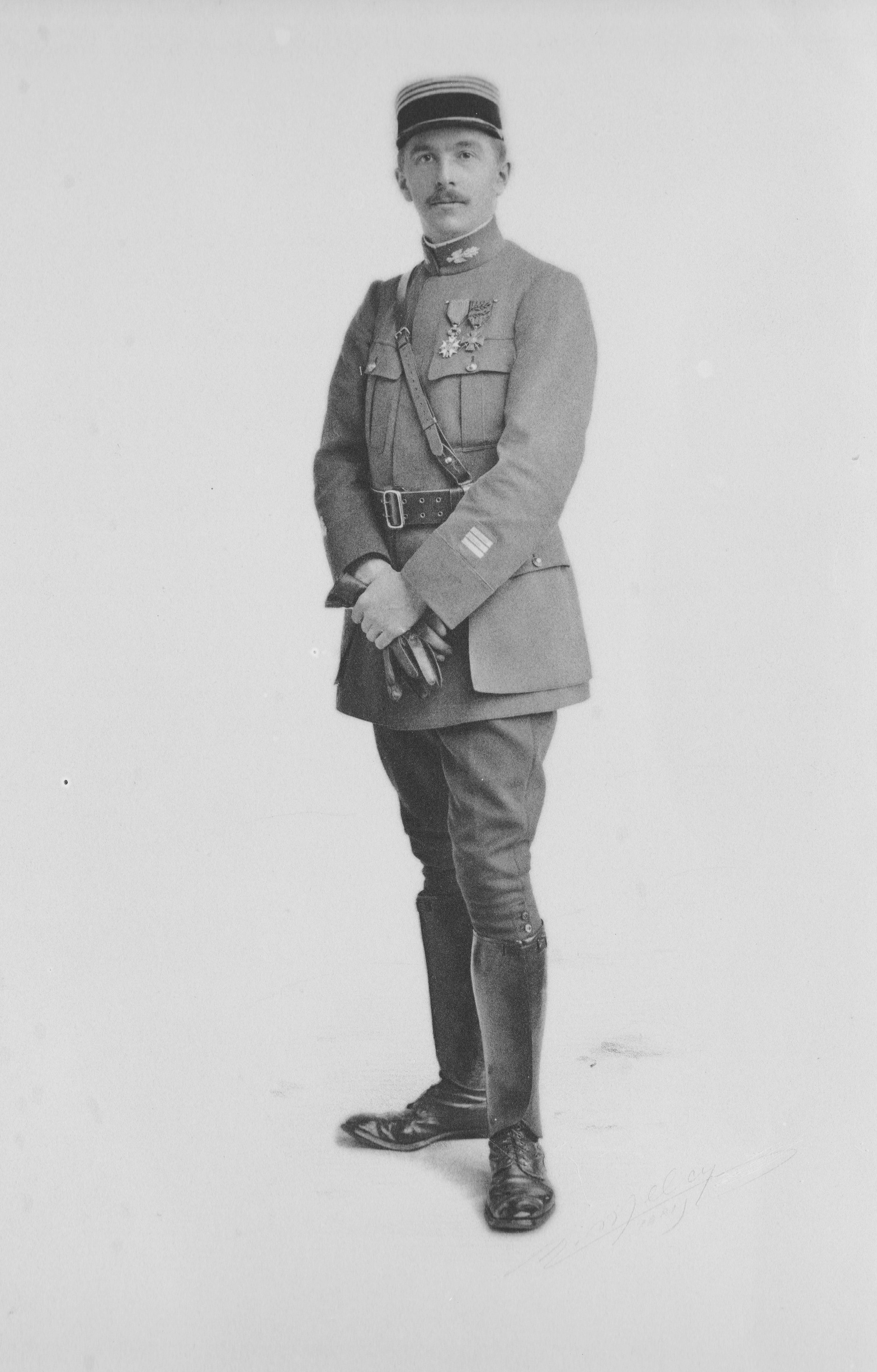
Le général Ihler, promotion d'In Salah

- Auguste Marie Emile Laure (1881-1957), général d'armée (infanterie)
- Robert-Auguste Touchon (1878-1960), général d'armée (Infanterie), grand-croix de la Légion d'honneur
- Amédée-Ferdinand-Auguste Blanc (sl) (1880-1964), général de corps d'armée (Infanterie), grand officier de la Légion d'honneur
- Benoît-Léon Fornel de La Laurencie (1879-1958), général de corps d'armée (Cavalerie)
- Pierre-Paul-Charles Grandsard (1881-1966), général de corps d'armée (Infanterie)
- Marcel Ihler (1880-1975), général de corps d'armée (infanterie)
- Louis-Marie Jamet (sl) (1878-1958), général de corps d'armée (infanterie)
- Henri Parisot (1878-1958), général de corps d'armée (Infanterie)
- Théodore-Marcel Sciard (sl) (1881-1967), général de corps d'armée (Infanterie), grand officier de la Légion d’honneur
- Joseph-Antoine-Jacques-Louis Baudet (sl), (1881-1942), général de division (Infanterie)
- Jules-Georges-Jacques Baudouin (sl) (1879-1952), général de division (Infanterie)
- Georges-Edgar Boucher (sl) (1881-1975), général de division (Infanterie)
- Jacques-Marie-Toussaint d'Arras (sl) (1881-1972), général de division (cavalerie)
- Marie-Martin-Jean-Alfred de Charry (sl) (1879-1952), général de division (Infanterie)
- Eugène-Georges Ducasse (sl) (1879-1940), général de division (Infanterie)
- Eugène-Raphaël Echard (sl) (1880-1961), général de division (Infanterie)
- Henri-Stanislas-Auguste Hanaut (sl) (1880-1943), général de division (Infanterie)
- Paul-René Malivoire-Filhol de Camas (sl) (1879-1965), général de division (Infanterie)
- Marie-Camille-Charles-Raymond Pigeaud (sl) (1878-1939), général de division (Infanterie/Chars de combat), officier de la Légion d'honneur, mort pour la France
- Maurice-Arthur-Alphonse Wemaere (sl) (1879-1956), général de division (cavalerie)
- Henri-Aimé Boutignon (sl) (1881-1959), général de brigade (infanterie)
- Adrian-Jules-Gustave Burnol (sl) (1881-1953), général de brigade (cavalerie)
- Jean-Auguste-Velentin Coste (sl) (1881-1960), général de brigade (infanterie)
- Francois-Claude-Philippe Delaissey (d) (1881-1955), général de brigade (infanterie coloniale)
- Jean-Bernard-Marie-Bertrand du Cor de Duprat de Damrémont (1879-1958), général de brigade (cavalerie)
- Elophe-Jean Larcher (sl) (1880-1949), général de brigade (infanterie)
- Paulin-André-Jean Le Bleu (sl) (1879-1962), général de brigade (Cavalerie), grand officier de la Légion d’honneur
- Georges-Saint-Ange Moulin (sl) (1880-1966), général de brigade (cavalerie)
- Louis Poisot (1881-1946), général de brigade (infanterie)
- Charles-Amédée Thiébeauld (sl) (1879-1972), général de brigade (infanterie, puis artillerie)
- Hubert de Montaigu (1877-1959), lieutenant démissionnaire, capitaine de réserve de Cavalerie, plus tard député de la Loire-Atlantique

## De 1900 à 1999

### 1900-1909

#### 1900-1902 (85epromotiondu Tchad[159])[160]
514 élèves nommés officiers dont 199 morts pour la France

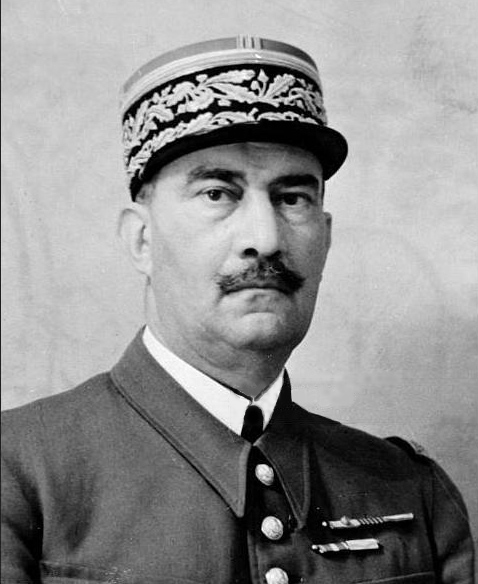
Le général Dentz, promotion du Tchad

- René Altmayer (1882-1976), général de corps d'armée (Cavalerie), grand officier de la Légion d'honneur.
- Jean Bouffet (1882-1940), général de corps d'armée (Cavalerie puis Infanterie), officier de la Légion d'honneur, mort pour la France le 16 mai 1940 à Nalinnes (Belgique).
- André Caille (1881-1940), général de brigade mort pour la France le 25 mai 1940 à Ambleteuse.
- Henri Dentz (1881-1945), général d'armée (Infanterie).
- Jean Flavigny (1880-1948), général de corps d'armée (Cavalerie), grand officier de la Légion d'honneur.
- Félix Fontan (1880-1914), capitaine de gendarmerie, chevalier de la Légion d'honneur, détaché volontaire au 99e régiment d'infanterie le 16 octobre 1914, mort pour la France des suites de ses blessures le 19 décembre 1914 à Villers-Bretonneux (Somme).
- Aubert Frère (1881-1944), général d'armée (Infanterie), grand officier de la Légion d'honneur, résistant, mort pour la France le 13 juin 1944 au camp de concentration du Struthof.
- Jean-Baptiste Molinié (1880-1971), général de division (Infanterie), grand officier de la Légion d'honneur.
- Pierre Lanquetot (1880-1974), général de brigade (Infanterie).

#### 1901-1903 (86epromotiondu centenaire de la Légion d'honneur[161])[162]
449 élèves nommés officiers dont 161 morts pour la France (36 %)
- Sylvestre Gérard Audet (1883-1972), général de corps d'armée, infanterie, commandeur de la Légion d'honneur.
- Henri de Bazelaire de Ruppierre, capitaine, infanterie coloniale, mort pour la France (1916)
- Marie Jacques Henri Chanoine (1882-1944), général de brigade mort pour la France en 1944.
- Paul Doyen (1881-1974), général de corps d'armée, infanterie et troupes de montagne.

#### 1902-1904 (87epromotiondu Sud-Oranais[163])[164]
360 élèves nommés officiers dont 121 morts pour la France (34 %)
- Vicomte Palamède de La Grandière (1881-1947), lieutenant-colonel (démissionnaire) d'infanterie, conseiller municipal d'Angers, sénateur de Maine-et-Loire ;
- Joseph-Charles-Robert Jeannel (sl) (1883-1954), général de corps d'armée (infanterie), grand officier de la Légion d’honneur
- Maurice-Alphonse-Alfred Burtaire (1883-1964), général de division (Infanterie), grand officier de la Légion d’honneur
- Pierre-Philippe-Marie-Adrien Compain (sl) (1882-1939), général de division (cavalerie)
- Etienne-Charles-Ferdinand Delhomme (sl) (1884-1944), général de division (infanterie)
- Victor-Paul-Auguste Duclos (sl) (1881-1959), général de division (Infanterie coloniale)
- Louis-Ernest Gillier (sl) (1883-1967), général de division (Infanterie coloniale), commandeur de la Légion d’honneur, officier de l’Instruction publique
- Paul Louis Arthur Barbe (1881-1940), général de division à titre temporaire (Cavalerie), officier de la Légion d’honneur, mort pour la France
- André-Laurent-Antoine Aubert (d) (1883-1946), général de brigade (Infanterie coloniale)
- Denis-Marie-Joseph-Félix Clouet des Pesruches (d) (1881-1958), général de brigade (Cavalerie)
- René-Marie-Adolphe Coignerai (sl) (1884-1960), général de brigade (Infanterie puis Artillerie)
- René-Jean-Divy Corbé (sl) (1883-1942), général de brigade (Infanterie)
- Edmond-Gustave-Armand Foiret (sl) (1883-1963), général de brigade (Cavalerie)
- Paul-Constant-Amédée Gastey (sl) (1881-1957), général de brigade (Cavalerie)
- Pierre-Jean-Raymond Granboulan (sl) (1881-1951), général de brigade (Infanterie)
- Alain Bertrand Marie Gaston d'Humières (1884-1940), général de brigade, mort pour la France
- Edmond-Edouard Husson (sl) (1883-1973), général de brigade (infanterie coloniale)
- Henri-Jean Lafontaine (sl) (1882-1966), général de brigade (Infanterie)
- Marie-Michel-Gustave-Louis Maillard (sl) (1882-1956), général de brigade (Cavalerie)
- Georges-Pierre-Germain Marchand (1881-1968), général de brigade (Infanterie puis Artillerie)
- Eugène-Louis-Marie Panescorse (sl) (1881-1946), général de brigade (Cavalerie)
- Eugène Prévot (sl) (1882-1961), général de brigade (Infanterie puis Gendarmerie)
- Francisque-Célestin Ract-Brancaz (sl) (1881-1953), général de brigade (Infanterie), grand officier de la Légion d’honneur

#### 1903-1905 (88epromotionde La Tour-d'Auvergne[165])[166]

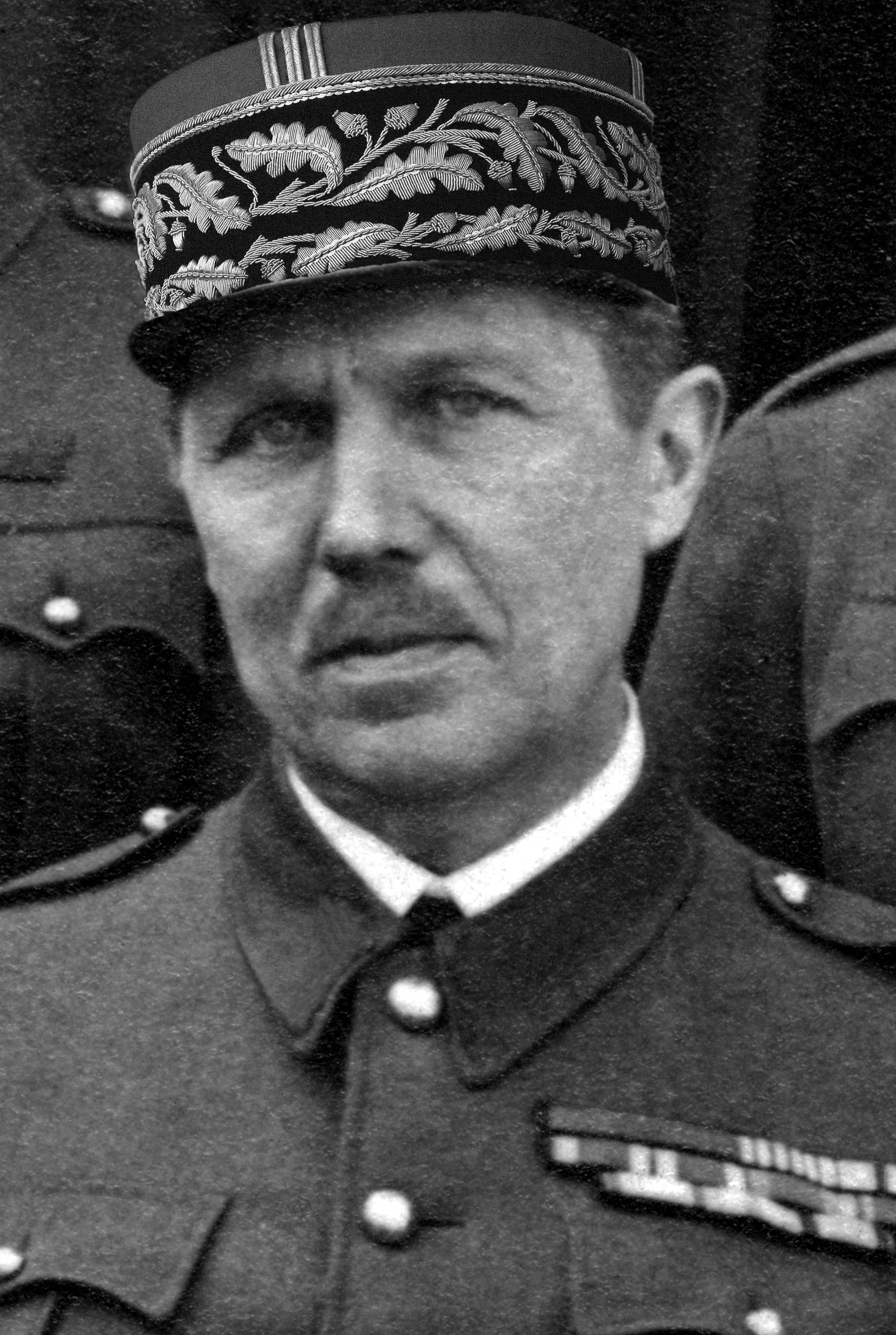
Le général Bougrain, promo de la Tour d'Auvergne

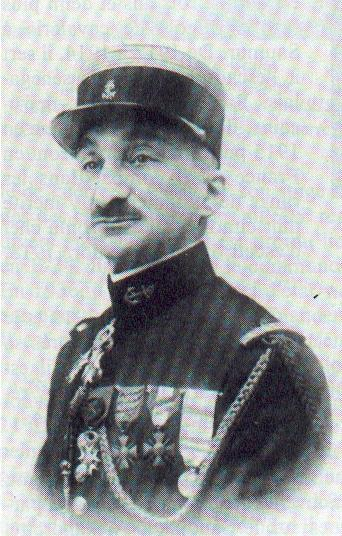
Général Deslaurens, promo T.d'Auvergne

- Gabriel Bougrain (1882-1966), général de division (cavalerie)
- Louis Koeltz (1884-1970), général de corps d'armée, grand officier de la Légion d'honneur
- Aristide Bruant (1883-1917), fils du chansonnier Aristide Bruant, capitaine, tué à la bataille du Chemin des Dames. Son nom est inscrit au Panthéon parmi les 560 écrivains morts pour la France.
- Jean-Joseph-Guillaume Barrau (sl) (1882-1970), général d'armée (Infanterie coloniale), grand officier de la Légion d’honneur
- Jean Cazaban (sl) (1882-1980), général de division (Infanterie), grand officier de la Légion d’honneur
- Jean-Eugène-Marie Charbonneau (sl) (1883-1973), général de division (infanterie coloniale)
- François-Antoine-Charles Chevallier (d) (1882-1962), général de division (Infanterie), grand officier de la Légion d’honneur
- Henri-Louis-Léon-Gaspard Cyvoct (sl) (1883-1953), général de division (infanterie)
- Emile-Henri Gailliard (sl) (1882-1961), général de division (Cavalerie)
- François-Pierre-Louis Keller (sl) (1884-1981), général de division (infanterie)
- Gaston-René-Eugène Roton (sl) (1884-1967), général de division (nfanterie), commandeur de la Légion d’honneur
- Charles-Jean-Baptiste Stehlé (sl) (1883-1960), général de division (Infanterie/Chars de combat), grand officier de la Légion d’honneur
- Henry François Vernillat (1884-1949), général de division (Infanterie)
- Jean-Joseph-René Besse (sl) (1884-1954), général de brigade (infanterie)
- Paul-Wilhelm Boell (sl) (1883-1940), général de brigade (infanterie), officier de la Légion d’honneur, mort pour la France
- Christian Bruneau (1884-1953), général de brigade (Infanterie puis Infanterie/Chars de combat)
- Marcel Deslaurens (1883-1940), général de brigade (Infanterie coloniale), commandeur de la Légion d’honneur, mort pour la France
- Jean Houdemon (1885- 1960), aviateur militaire français, résistant, général d’armée aérienne
- Stanislas-Louis-Amédé de Bessey de Contenson (sl) (1882-1959), général de brigade (Cavalerie)
- Eugène-Charles Dunoyer de Ségonzac (sl) (1882-1961), général de brigade (infanterie)
- Jean-Georges-Henri Grünfelder (sl) (1884-1954), général de brigade (infanterie coloniale)
- François-Napoléon-Henri-Dieudonné Hupel (sl) (1883-1943), général de brigade (infanterie)
- Georges-Léon-Gustave Mouton (sl) (1884-1957), général de brigade (infanterie, puis artillerie)
- Godefroy-Louis Pfister (sl) (1885-1954), général de brigade (infanterie)
- Guillaume-Charles Roucaud (sl) (1883-1944), général de brigade (infanterie coloniale)
- Gustavé-Léon-Marius Teisseire (sl) (1882-1975), général de brigade (Infanterie)
- Louis Touron (sl) (1882-1953), général de brigade (infanterie)
- André-Georges-Louis Tranchant (sl) (1882-1955), général de brigade (infanterie coloniale)
- Emile-François-Joseph Carré (d) (1884-1973), ingénieur général
- Philippe Féquant (1883-1938), général de brigade aérienne (Infanterie coloniale puis Air)
- Gustave de Surian (1883-1918), chef d'escadron, chevalier de la Légion d'honneur, mort pour la France.

#### 1904-1906 (89epromotiondu Centenaire d'Austerlitz[167])[168]

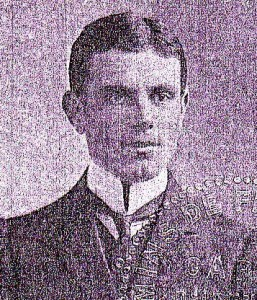
Max Münch, promo du 100naire d'Austerlitz

- Maximilien Münch (1885-1916), premier directeur de l'école d'aviation militaire de Tours.
- Paul Beynet (1883-1969), général d'armée (Infanterie), grand-croix de la Légion d’honneur
- Louis-Gustave Bérard (sl) (1886-1968), général de corps d'armée (Infanterie)
- Pierre Jules André Marie de La Font (1885-1963), général de corps d'armée (Cavalerie)
- Jean-Léon-Albert Langlois (sl) (1885-1973), général de corps d'armée (Cavalerie), grand officier de la Légion d’honneur
- Eugène Mordant (1885-1959), général de corps d'armée (Infanterie coloniale).
- Auguste Alaurent (sl) (1883-1970), général de division (infanterie)
- Robert Boissau (1886-1950), général de division (infanterie)
- Joseph de Verdilhac (1883-1963), général de division (infanterie)
- Pierre-Marius-Ernest Gibert (sl) (1885-1967), général de division (Infanterie coloniale)
- Maurice-René-Pierre Parvy (sl) (1883-1956), général de division (infanterie)
- Raymond-Charles-Anatole Richard (sl) (1885-1964), général de division (infanterie coloniale)
- Henri-Charles-Alfred Roux (sl) (1884-1967), général de division (infanterie)
- Joseph-Etienne Salvan (sl) (1885-1967), général de division (infanterie)
- Albert-Paul-Joseph Azan (sl) (1885–1950), général de brigade (infanterie)
- Alfred-Augustin-Paulin-Pierre Conquet (sl) (1886-1977), général de brigade (infanterie)
- René-Albert Darde (sl) (1884-1961), général de brigade (infanterie)
- Maurice-Marie-Rodolphe de Bailliencourt dit Courcol (sl) (1883-1961), général de brigade (cavalerie)
- Albert-Marie-Victor-Louis Léonard de Juvigny (d) (1884-1961), général de brigade (infanterie)
- Hector-Louis-Ferdinand Normand (sl) (1885–1979), général de brigade (infanterie)
- Alfred Touny (1886-1944), officier de la Légion d’honneur, compagnon de la Libération, mort pour la France

#### 1905-1907 (90epromotionde la Dernière du Vieux Bahut[169])[170]

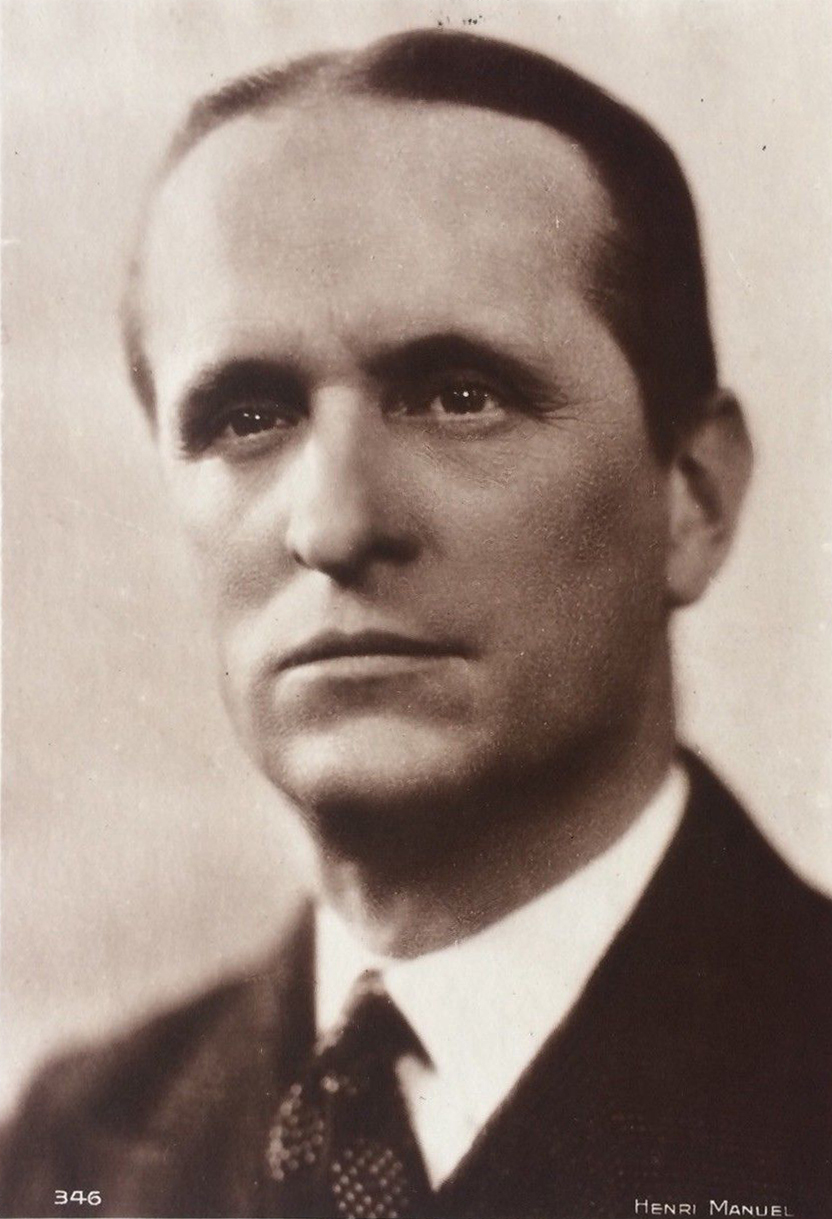
Le colonel de La Rocque, promo Der du Vieux Bahut

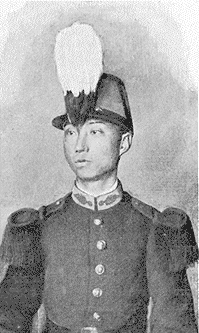
Le général Pao-Tchao Dan, promo Der du Vieux Bahut

- Paul Louis Victor Marie Legentilhomme (1884-1975), général d'armée (Infanterie coloniale), grand-croix de la Légion d’honneur, compagnon de la Libération
- Charles Léonce Pierre, 5e baron Marion (Saint-Germain-en-Laye (Yvelines), 14 janvier 1887 - Assassiné le 16 novembre 1944 à Annecy), général de division (cavalerie)
- Georges-Eugène-Joseph Lascroux (sl) (1885-1956), général de corps d'armée (infanterie)
- Paul-Hippolyte Arlabosse (1886-1970), général de division (infanterie), grand officier de la Légion d’honneur
- Auguste-Eugène Lucien (d) (1887-1965), général de division (infanterie)
- Albert-Raymond Mellier (d) (1886-1971), général de division (infanterie), grand officier de la Légion d’honneur
- Emmanuel-Auguste-Abel Ronin (sl) (1886-1953), général de division (cavalerie)
- Marie-Paul-François Azaïs (d) (1885-1984), général de brigade (cavalerie)
- Maurice-Joseph-Marie-Eugène Gouraud (d) (1884-1962), général de brigade (cavalerie)
- Yvan-Charles-Henri Hamant (sl) (1886-1956), général de brigade (infanterie)
- Paul-Maurice Lafeuillade (sl) (1886-1956), général de brigade (cavalerie)
- François-Marie-Louis-Romain Michet de la Baume (sl) (1885-1964), général de brigade (infanterie)
- Jean-Dominique Quilichini (sl) (1884-1966), général de brigade (infanterie coloniale)
- Marie-Henri-Charles Raoux (sl) (1885-1968), général de brigade (infanterie)
- Pierre Sandrier (sl) (1885-1955), général de brigade (infanterie)
- François-Joseph-Marie-Amédée Trolley de Prévaux (1886-1956), général de brigade (infanterie)
- François de La Rocque (1885-1946), lieutenant-colonel, commandeur de la Légion d'honneur, croix de guerre 1914-1918, résistant mort pour la France en 1946 des suites de mauvais traitements reçus en déportation en Autriche[171].
- Olivier Marc (1884-1968), commandant la 3e brigade de spahis, commandeur de la Légion d'honneur
- Marcel Courmes (1885-1950), chef d'escadrons, major de sa promotion de Saumur (1907-1909), aviateur en 1915.

#### 1906-1908 (90bis.promotion dite des Cinq[172])[170]
- Fernand-Zacharie-Joseph Lenclud (sl) (1884-1964), général de corps d’armée, commandeur de la Légion d’honneur

#### 1906-1909 (91epromotiondu Centenaire[173])[174]

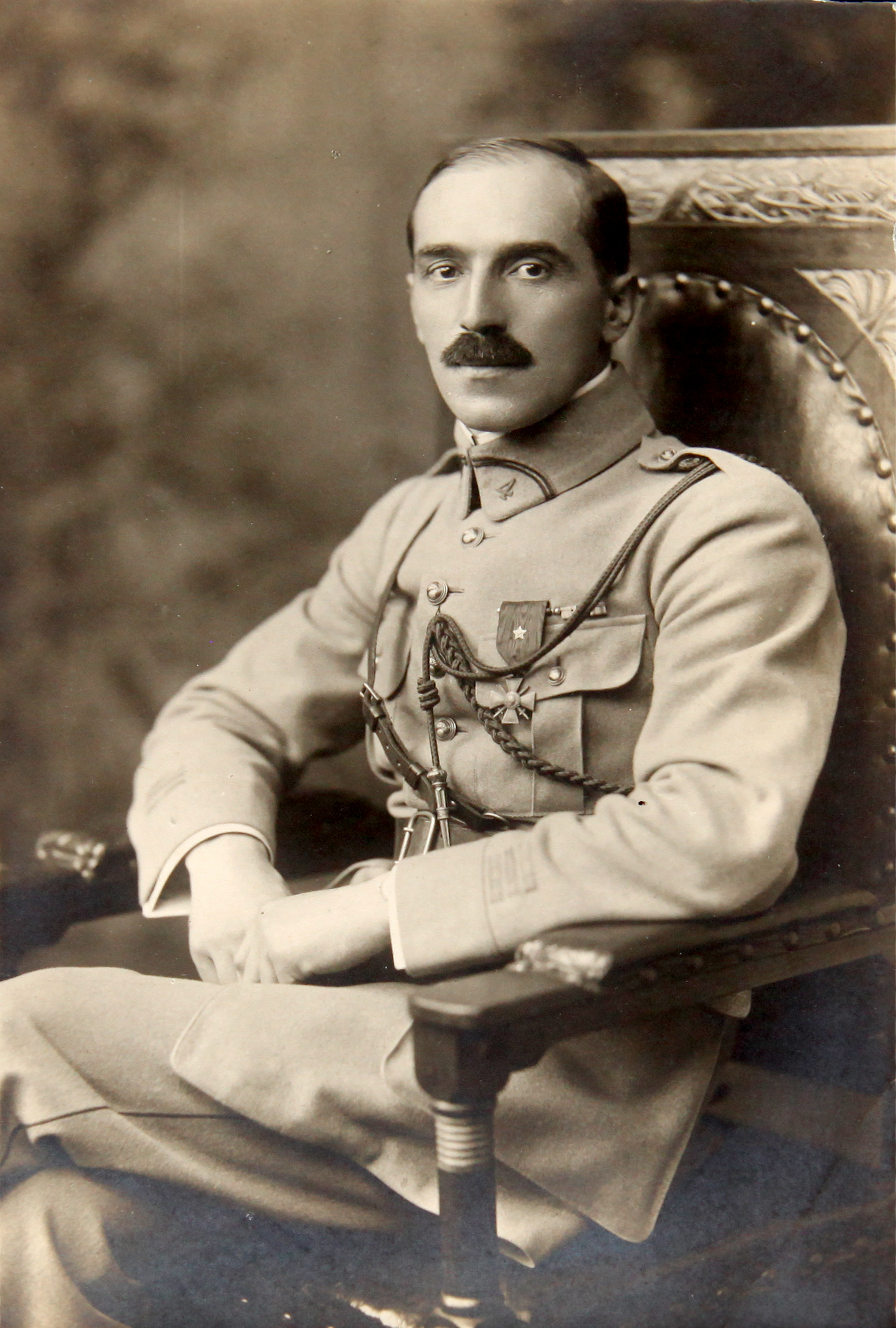
Le général Bonnefond, promo du 100naire

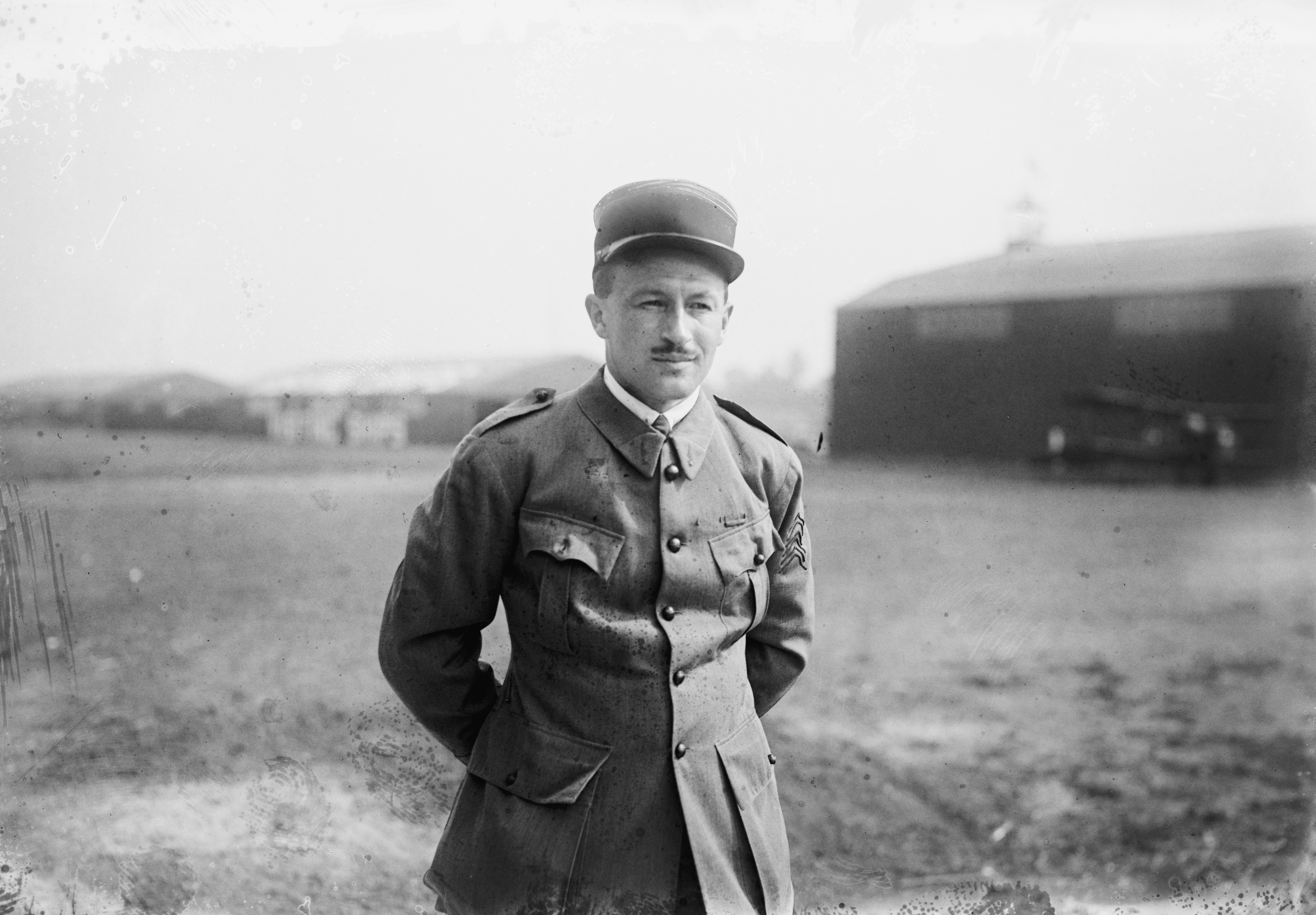
Colonel de l'Air Thenault, promo 100naire

- Eugène Marie Louis Bridoux (1888-1955), général de corps d'armée (Cavalerie)
- Yves de Boisboissel (1886-1960), général de corps d'armée (infanterie coloniale), grand officier de la Légion d’honneur
- Jules Decamp (1886-1965), général de corps d'armée (infanterie)
- André Dody  (1887-1960), général de corps d'armée (infanterie)
- Maurice-Frédéric-Gaëtan Beaufrère (sl) (1887-1972), général de division (infanterie coloniale)
- René-Edouard-Joseph Bonnet de la Tour (sl) (1887-1976), général de division (infanterie puis chars de combat)
- Marcel Dagnan (sl) (1885-1978), général de division (infanterie coloniale)
- Amédée-Paul-Georges-Joseph Keime (sl) (1887-1958), général de division (cavalerie)
- Pierre Paul Bonnefond (1887-1947), général de brigade
- Georges-Louis-Marie Brocard (sl) (1886-1947), général de brigade (infanterie)
- Pierre Dame (1887-1940), général de brigade (Infanterie/Chars de combat), officier de la Légion d'honneur, mort pour la France
- Achille-Paul-Théophile Delay (sl) (1886-1965), général de brigade (infanterie)
- Marcel-Georges François (sl) (1887-1982), général de brigade (Infanterie), grand officier de la Légion d’honneur
- Paul Jouffrault (1885-1944), général de brigade (Cavalerie), chevalier de la Légion d’honneur, mort pour la France
- Georges-Ernest-Antoine-Anne Le Diberder (sl) (1885-1974), général de brigade (infanterie)
- Gustave Mesny (1886-1945), général de brigade (Infanterie), officier de la légion d’honneur, mort pour la France
- Louis-Albert-Lucien Mourot (sl) (1886-1952), général de brigade (infanterie)
- René-Joseph-Marie Oudin (sl) (1888-1985), général de brigade (cavalerie)
- Olivier Thierry d'Argenlieu (1887-1940), général de brigade (Cavalerie), officier de la Légion d’honneur, mort pour la France
- Georges Thenault (1887-1948), colonel de l'armée de l’Air
- Maurice Guillaume (1886-1961), officier français devenu directeur de journaux dans l'entre-deux-guerres.

#### 1907-1910 (92epromotiondu Maroc)
- François d'Astier de La Vigerie (1886-1956), général de division, résistant, compagnon de la Libération.
- Joseph de Goislard de Monsabert (1887-1981), général et homme politique français, parrain de la promotion 1982-1985 de l'Ecole Spéciale Militaire de Saint Cyr

#### 1908-1911 (93epromotionde Mauritanie[175])[176]

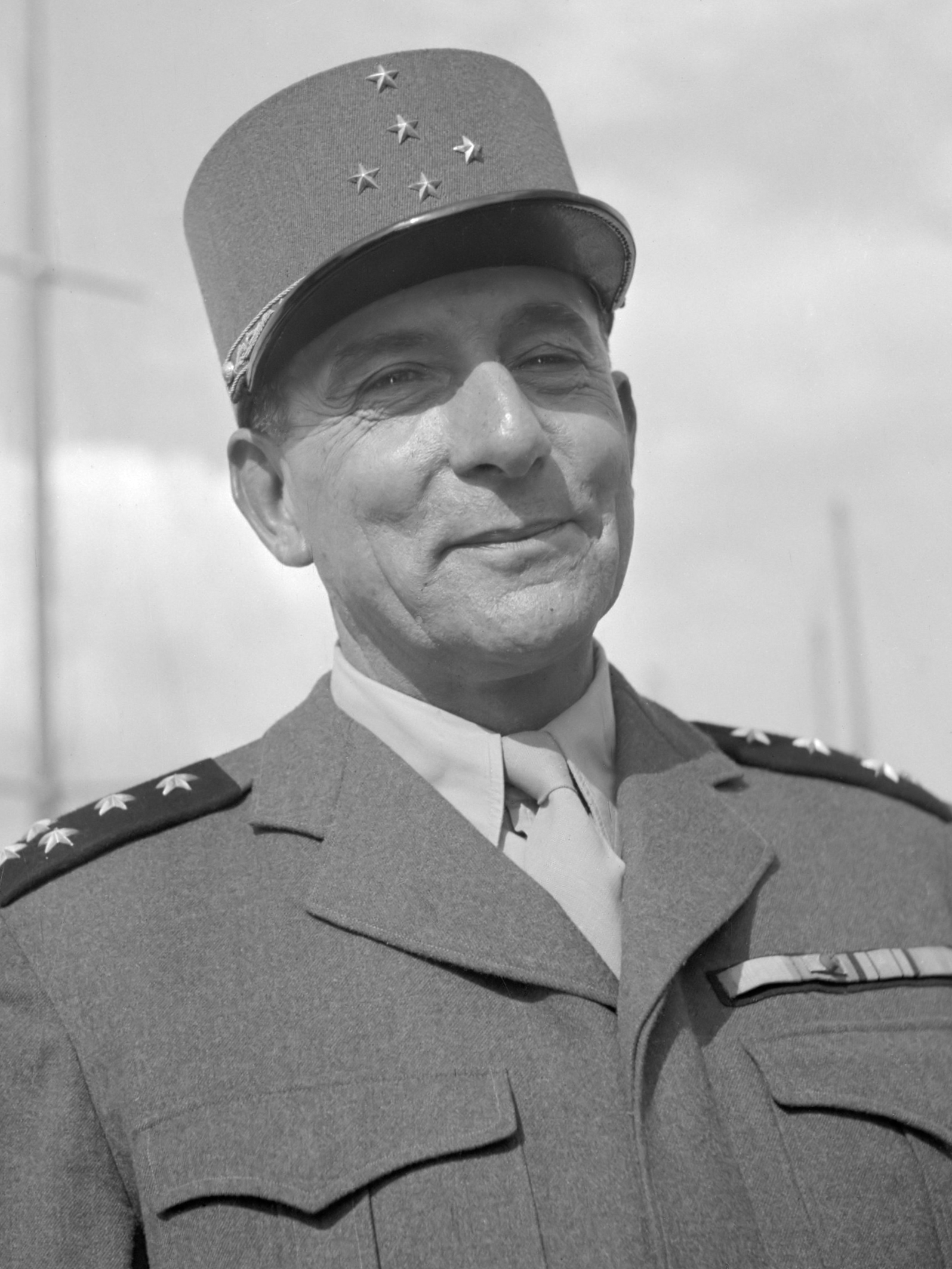
Maréchal de Lattre, promotion Mauritanie

- Jean de Lattre de Tassigny (1889-1952), maréchal de France (Cavalerie puis Infanterie), grand-croix de la Légion d’honneur, compagnon de la Libération L'École de Saint-Cyr Coëtquidan a donné son nom à la promotion 1951-1953
- Georges-Albert Aymé (1889-1950), général de corps d'armée (Infanterie coloniale), officier de la Légion d’honneur, mort pour la France
- Maurice-Noël-Eugène Mathenet (1889-1961), général de corps d'armée (Infanterie)
- Marcel Élie Pellet (1889-1965), général de corps d'armée (Infanterie coloniale), grand officier de la Légion d’honneur
- Auguste-Marie Brossin de Saint-Didier (d) (1888-1971), général de division (cavalerie)
- André Marteau (1889-1994), général de division (Cavalerie), grand-croix de la Légion d’honneur
- Jacques-Fernand Schwartz (sl) (1889-1960), général de division (Infanterie), grand officier de la Légion d’honneur
- Pierre-Paul-Etienne Alombert-Goget (sl) (1888-1972), général de brigade (infanterie)
- Jacques-Marie-Joseph-François Campet (sl) (1888-1958), général de brigade (infanterie)
- Paul-Henri-Maurice Garnier (d) (1889-1959), général de brigade (infanterie coloniale)
- Joseph-Vital-Paul-Gervais Oger (sl) (1889-1966), général de brigade (infanterie)
- Marie-Joseph-Léonce-Guy Pinon (sl) (1888-1947), général de brigade (cavalerie) mort pour la France
- Georges-Louis-Marie Robert (sl) (1888-1957), général de brigade (infanterie)
- Charles-Gustave Rousset (sl) (1887-1953), général de brigade (infanterie)
- Marcel-Louis-Lucien Trinquand (sl) (1888-1970), général de brigade (infanterie)
- Joseph Antoine Frotier de La Messelière (1888-1916), capitaine au 44e régiment d'infanterie coloniale, mort pour la France le 15 octobre 1916 à Kenali, Grèce.
- François Frotier de La Messelière (1889-1914), (frère cadet du précédent), mort pour la France le 2 avril 1914 à Cons-la-Grandville Meurthe-et-Moselle[réf. nécessaire].

#### 1909-1912 (94epromotionde Fez[177])[178]

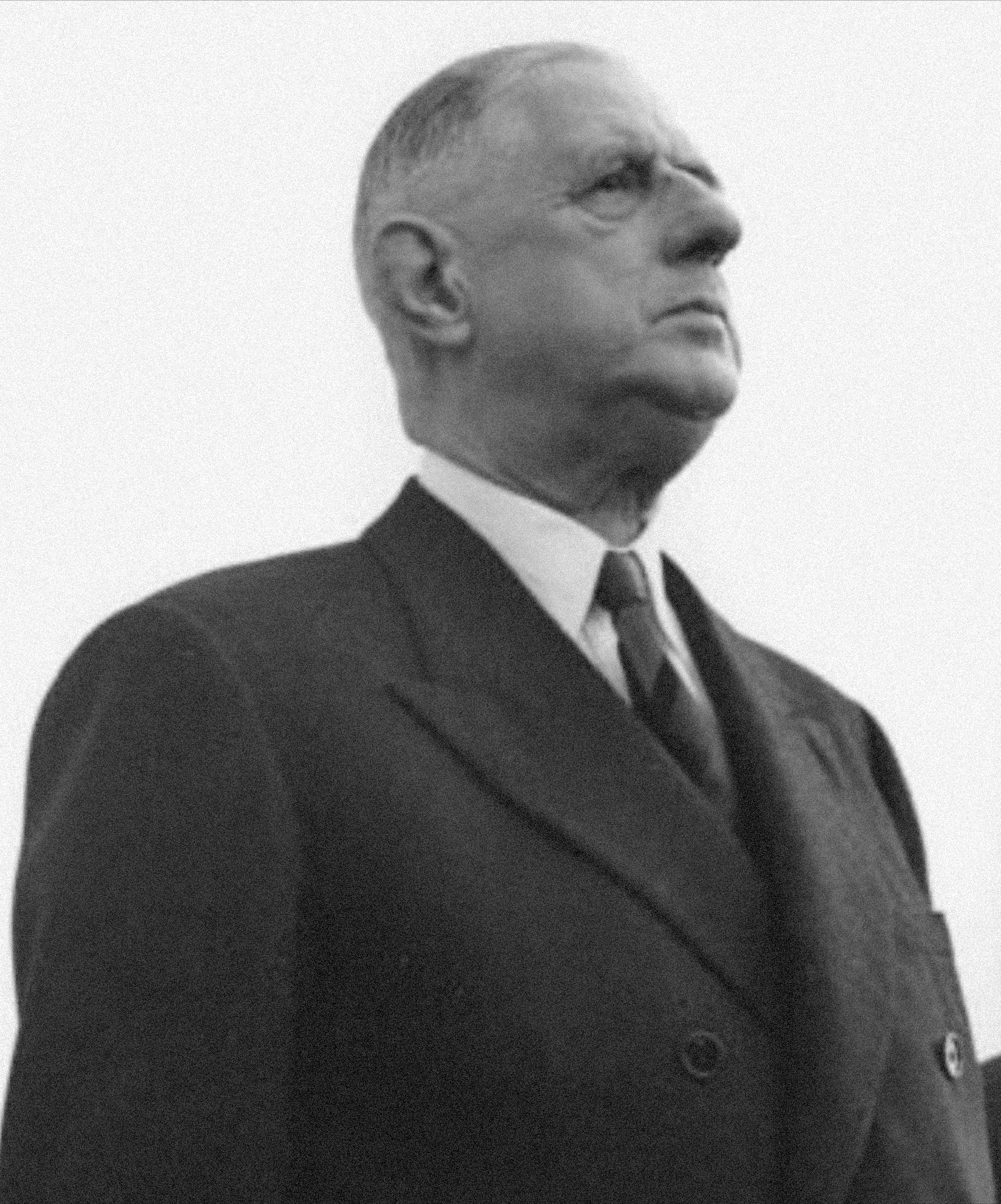
Le général de Gaulle, promotion de Fes

- Robert de Bazelaire de Ruppierre, capitaine, cavalerie, mort pour la France (offensive de Champagne, 1915)
- Charles de Gaulle (1890-1970), général de brigade, président de la République française, parrain de la promotion 1970-1972 de l'Ecole  Spéciale de Saint Cyr
- Alphonse Juin , major de la promotion, maréchal de France, parrain de la promotion 1966-1968 de l'Ecole Spéciale Militaire de Saint Cyr
- Raymond-Charles-Emile Desre (sl) (1888-1976), général de corps d'armée (infanterie)
- Jean Gilliot (1890-1972), général de corps d'armée (Infanterie), grand officier de la Légion d’honneur
- Ernest Petit (1888-1971), général de corps d'armée (infanterie) et sénateur
- Edgard-Marie-Julien Cornet (sl) (1889-1974), général de division (Infanterie coloniale), grand officier de la Légion d’honneur
- Paul-Camille-Lucien Gilson (sl) (1891-1977), général de division (génie)
- Germain-Stanislas-Victor Mennerat (sl) (1889-1973), général de division (infanterie coloniale)
- Georges-Xavier Betant (1889-1973), général de brigade
- Marie-Charles-Jean-Baptiste Mariot (sl) (1888-1945), général de brigade mort pour la France
- Henri-Roger-Marie Méric de Bellefon (sl) (1888-1960), général de brigade
- Marcel-Etienne Paris (sl) (1890-1966), général de brigade
- Georges Vignol (sl) (1891-1960), général de brigade
- Antoine Béthouart, général d'armée et sénateur, parrain de la promotion 2000-2003 de l'ESM

### 1910-1919

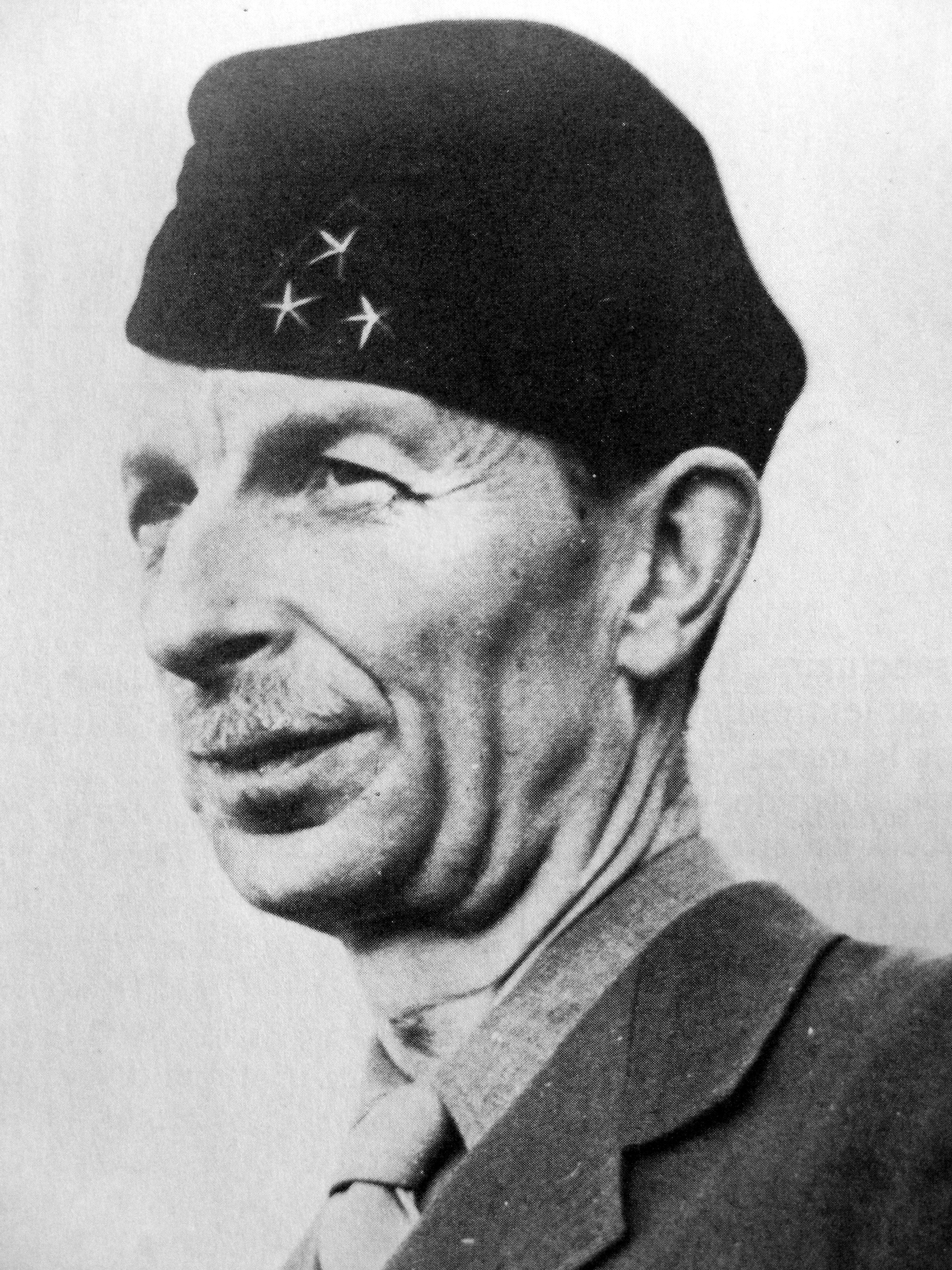
Touzet du Vigier, promo Moskova

#### 1910-1913 (95epromotionde la Moskova[179])[180]
- Roger Blaizot (1891-1981), général de corps d'armée, grand officier de la Légion d’honneur
- Pierre Armand Marie Robert Olleris (1890-1957), général de corps d'armée (Cavalerie), grand officier de la Légion d'honneur
- Marie-Henri-Pierre Préaud (1891-1955), général de corps d'armée (cavalerie)
- Jean Touzet du Vigier (1888-1980), général commandant la Ire DB, libérateur de Marseille et de Mulhouse, général de corps d'armée, grand-croix de la Légion d'honneur.
- Henri Baurès (1889-1957), général de division (infanterie)
- Roger de Bazelaire de Boucheporn (1890-1954), écuyer au Cadre noir de Saumur (1922-1926), chef de corps du 3e régiment de chasseurs d'Afrique (1942-1943), général de division, inspecteur général de l'arme blindée ;
- Henri de Vernejoul, (1889-1969), général de division (cavalerie)
- Jean-Charles Gross (1889-1965), général de division (infanterie)
- Charles-Paul-Augustin Louchet (sl) (1890-1973), général de division (infanterie)
- Aimé Sudre (1890-1980), général de division (Cavalerie), grand officier de la Légion d’honneur
- Edouard Claerebout (d) (1891-1972), général de brigade (artillerie coloniale)
- Charles-Marie-Ludovic-Henry Claveau (sl) (1891-1954), général de brigade (infanterie coloniale)
- Victor Debeney (1891-1956), général de brigade (infanterie)
- Jean-Armand Duluc (sl) (1889-1993), général de brigade (infanterie)
- Auguste Lahoulle (1891-1959), général de division aérienne
- Henry de Nompère de Champagny (1890-1944), capitaine au 14e régiment de hussards, commandant l'escadrille franco-américaine Spa 163, croix de guerre 1914-1918 et 7 citations (1918), maire de Somloire (Maine-et-Loire) (1920-1944), conseiller général du canton de Vihiers (14 octobre 1928 - 11 décembre 1938), croix de guerre 1939-1945 et 2 citations (1939), mort en déportation ;
- Pierre Olphe-Galliard (1890-1954), lieutenant, démissionne, président-directeur général de la SCTT.

#### 1911-1914  (96epromotiondes Marie-Louise)
- Paul Fonferrier (1892-1945), major du concours 1911, commandant militaire de la résistance du Finistère, mort en déportation
- Maurice Dubled (1893-1978), commandant de gendarmerie, résistant et poète sous le pseudonyme Maurice Deblay
- Pierre-Georges Arlabosse (1891-1950), général de corps d'armée
- Jacques Boutet (1890-1944), chef régional de l'Organisation de résistance de l'armée, fusillé à Clermont-Ferrand
- Agathon Deligne (1890-1961), commande la Division d'Alger de 1942 à 1943
- Georges Groussard (1891-1980)
- Jean-François Jannekeyn (1892 -1971), général de division aérienne et ministre de l'air du gouvernement de Vichy
- André Laffargue(1892-1994), général, journaliste et écrivain

#### 1912-1914 (97epromotionde Montmirail[181])[182]

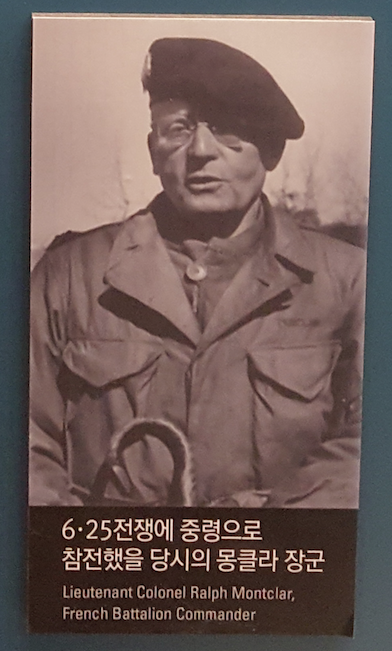
Ralph Monclar, promotion Montmirail

463 élèves nommés officiers dont 234 morts pour la France (51%)
- Gilles de Maillé, 1893-1972, officier de cavalerie, colonel, administrateur de la SCTT.
- Raymond Duval (1894-1955), général d'armée (Infanterie), grand-croix de la Légion d’honneur, mort pour la France
- Pierre-Félix Conne (sl) (1892-1979), général de division (infanterie)
- Pierre-Étienne de Perier (1893-1968), général de division et grand officier de la Légion d'honneur.
- Jacques-Emile-Louis-Léon Humbert (1893-1993), général de division (Infanterie), grand officier de la Légion d'honneur
- Paul de Villelume (1892-1960), général de brigade français.
- Gui-Louis-Ernest Le Couteulx de Caumont (sl) (1892-1961), général de division (Cavalerie), grand officier de la Légion d'honneur
- Jean-Paul Mozat (1891-1966), général de division (Cavalerie), grand officier de la Légion d’honneur
- Michel-Albert Bergès (sl) (1894-1950), général de brigade (infanterie)
- Jean-Joseph-Alexandre Bourgeois (d) (1892-1981), général de brigade (Infanterie), grand officier de la Légion d’honneur
- Marie-Émile-Richard Boutaud de Lavilléon (sl) (1893-1952), général de brigade (cavalerie)
- Roger Bureau (sl) (1893-1976), général de brigade (Infanterie coloniale)
- André Hallier (1892-1988), père de Jean-Edern Hallier
- Jean Allard-Méeus (1891-1914), mort pour la France
- Xavier de Curières de Castelnau (1893-1914), sous-lieutenant au 4e bataillon de chasseurs à pied, mort pour la France à la bataille de Morhange. Il donne son nom à une promotion de Saint-Cyr.
- Ralph Monclar (1892-1964). L'École de Saint-Cyr Coëtquidan a donné son nom à la promotion 1984-1987.
- Georges Loustaunau-Lacau (1894-1955). Résistant, déporté, député, général de brigade (2S)
- Alfred Heurtaux (1893-1985), général de brigade aérienne, grand-croix de la Légion d'honneur, compagnon de la Libération. Il commande l'escadrille des Cigognes pendant la guerre.

Durant la Grande Guerre, 225 des 469 élèves-officiers promotion de Montmirail sont «morts pour la France», soit 48% de la promotion

#### 1913-1914 (98epromotionde la Croix du Drapeau)

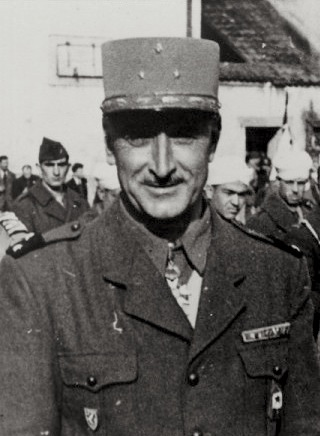
Général Carpentier, promo Croix du Drapeau

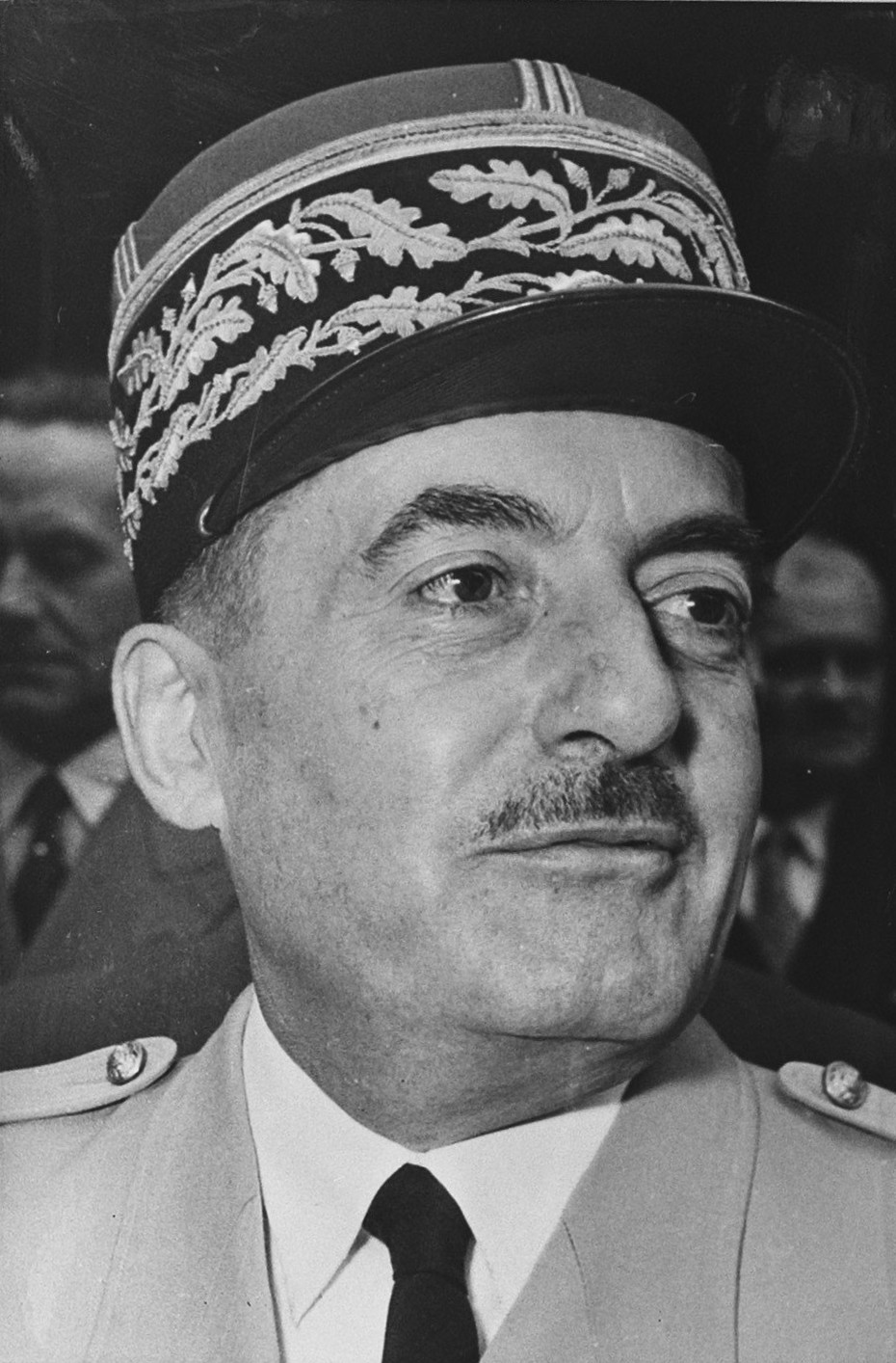
général Guillaume, promo Croix du Drapeau

- Marcel Maurice Carpentier (1895-1977), général d'armée (Infanterie), grand-croix de la Légion d’honneur
- Augustin Guillaume (1895-1983), général d'armée (Infanterie), grand-croix de la Légion d’honneur, parrain de la 177e promotion
- Roger Noiret (1895-1976), général d'armée (Infanterie; Artillerie), grand-croix de la Légion d’honneur
- René-Gabriel-Henri Bertrand (sl) (1895-1966), général de corps d'armée (Infanterie), grand officier de la Légion d’honneur
- Paul-Louis Bondis (sl) (1895-1986), général de corps d'armée (Infanterie), grand-croix de la Légion d’honneur
- Jean-Louis-Auguste Humbert (sl) (1895-1975), général de corps d'armée (Infanterie), grand officier de la Légion d’honneur
- Marie-Eugène-Aimé Molle (sl) (1895-1978), général de corps d'armée (Infanterie), grand-croix de la Légion d’honneur
- Robert-Paul-Emile-Marc-Amédée Astier de Villatte (sl) (1895-1986), général de division (Infanterie coloniale), grand officier de la Légion d’honneur
- Maurice Jules Marie Collignon (1893-1978), paléontologue et médecin militaire français
- Paul-Henri Dumas (sl) (1894-1964), général de division (Artillerie), grand officier de la Légion d’honneur
- Adrien-Pierre-Raymond Gruss (sl) (1893-1970), général de division (Cavalerie)
- Louis-Joseph-Francis-René Hary (sl) (1894-1982), général de division (Infanterie; Artillerie coloniale), grand officier de la Légion d’honneur
- Pierre-Alexandre Marchand (1893-1971), général de division (Infanterie coloniale), grand officier de la Légion d’honneur, compagnon de la Libération
- Roger-Henri-Eugène-Philippe Bierre (sl) (1894-1959) général de brigade (infanterie)
- Jacques-Pierre-Louis de Grancey (sl) (1894-1973), général de brigade (Infanterie), grand-croix de la Légion d’honneur
- Émile Louis Ernest Hogard (1894-1990), général de brigade (Infanterie), grand officier de la Légion d’honneur
- René-Léon Marchand (1894-1985), général de brigade (Infanterie coloniale)
- Jean-Charles-Louis Regnault (sl) (1893-1970), général de brigade (infanterie)
- Henry Bergasse (1894-1977) démissionne; devient avocat, puis député et conseiller général des Bouches-du-Rhône
- Léon Cazeilles (1893-1940), colonel d'infanterie coloniale, mort pour la France, parrain de la 182e promotion
- Alain de Fayolle (1891-1914), sous-lieutenant mort pour la France
- Pierre André de Bazelaire, sous-lieutenant, mort pour la France (bataille de la Marne, 1914)
- Jean des Vallières (1895-1970), militaire, écrivain et scénariste français

Durant la Grande Guerre, 291 des 536 élèves-officiers de la promotion Croix du Drapeau sont « morts pour la France », soit 54% de la promotion
En 1914, l'ESM obtient la concession de la croix de la Légion d'honneur et a mis depuis l’insigne sur la cravate de drapeau, d'où le nom de cette promotion.

#### 1914 (99epromotionde la Grande Revanche[185])[186]

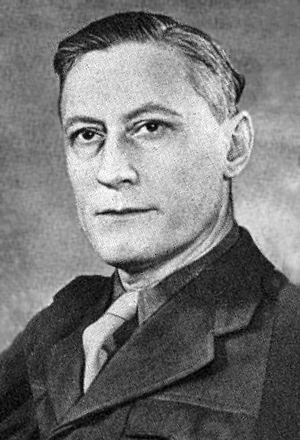
Général Ganeval, promo Gde Revanche

- Jacques Callies (1894-1948), capitaine d'infanterie, homme d'affaires, dirigeant de la société informatique Bull (1940-1948).
- Jean Callies (1896-1986), général d'armée, grand croix de la Légion d'honneur, médaille militaire, 21 citations, son nom sera donné à la promotion 1988.
- Edgard de Larminat (1895-1962), général d'armée (Infanterie coloniale), grand-croix de la Légion d’honneur, compagnon de la Libération
- Henri-Gustave-André Borgnis-Desbordes (sl) (1895-1982), général de corps d'armée (Infanterie coloniale), grand officier de la Légion d’honneur
- André-Claude Chevillon (sl) (1895-1953), général de corps d'armée (Infanterie), grand officier de la Légion d’honneur
- Alain-Robert-Etienne Devaux (sl) (1895-1962), général de corps d'armée (Infanterie), grand officier de la Légion d’honneur
- Jean Joseph Xavier Emile Ganeval (1894-1981), général de corps d'armée (Infanterie), grand-croix de la Légion d’honneur
- Georges-Yves-Marie Nyo (1895-1980), général de corps d'armée (Infanterie coloniale), grand officier de la Légion d’honneur
- Guy Schlesser (1896-1970), général de corps d'armée, grand officier de la Légion d’honneur
- Antoine François Philippe de Perier (1894-1938), chef de bataillon d'infanterie, chevalier de la Légion d'honneur.
- Marcel Alessandri (1895-1968), général de division (Infanterie coloniale), grand officier de la Légion d’honneur
- Paul-Emile Angénot (sl) (1893-1979), général de division (cavalerie)
- Michel Buot de l'Épine (1895-1956), général de brigade (infanterie)
- Paul-Antoine Chassard (sl) (1895-1976), général de brigade (infanterie coloniale)
- Henri-Joseph-Charles-Marie de Cugnac (sl) (1895-1944), général de brigade (Infanterie), officier de la Légion d'honneur, mort pour la France
- Georges-Ernest-Emile Duminy (sl) (1895-1965), général de brigade (Infanterie coloniale)
- Georges-Jean Guillebaud (sl) (1894-1973), général de brigade (infanterie)
- Xavier de Sevin (1894-1963), général de division aérienne
- Louis Baril (1896-1943), colonel d’Infanterie, commandeur de la Légion d’honneur, mort pour la France à Beyrouth

Durant la Grande Guerre, 406 des 781 élèves-officiers de la promotion Grande Revanche sont « morts pour la France », soit 52% de la promotion

#### 1916-1917 (100epromotiondes Drapeaux et de l'Amitié américaine[187])[188]
- Gabriel Bourgund (1898-1993), général de corps d'armée (Infanterie; Infanterie coloniale) grand-croix de la Légion d’honneur
- Pierre Dejussieu-Pontcarral (1898-1984), général de corps d'armée (Infanterie coloniale), grand-croix de la Légion d’honneur, compagnon de la Libération
- François de Linares (1897-1955), GCA (Infanterie), grand-croix de la Légion d’honneur
- Henri Navarre (1898-1983), général de corps d'armée (Cavalerie), grand officier de la Légion d’honneur
- Jean Vallette d'Osia (1898-2000), général de corps d'armée (Infanterie), grand-croix de la Légion d’honneur
- Jean Louis Raoul Marion (1898-1992), général de division (cavalerie) ;

#### 1917-1918 (101epromotionde Sainte Odile et (102epromotionLa Fayette)[189]
- Henri de Bournazel (1898-1933) dit « l'Homme rouge ». L'École de Saint-Cyr Coëtquidan a donné son nom à la promotion 1932-1934
- Raoul Salan (1899-1984), général d'armée, commandant en chef en Indochine (1952-1953) puis participant au putsch des généraux en Algérie (1961).
- Jean Étienne Valluy (1899-1970), général d'armées (Infanterie coloniale), grand-croix de la Légion d’honneur, commandeur des Palmes académiques

57 des 255 élèves-officiers des promotions Sainte Odile et de La Fayette sont « morts pour la France », soit 23% des deux promotions :

#### 1918-1920 (103epromotionde la Victoire[190])[191]

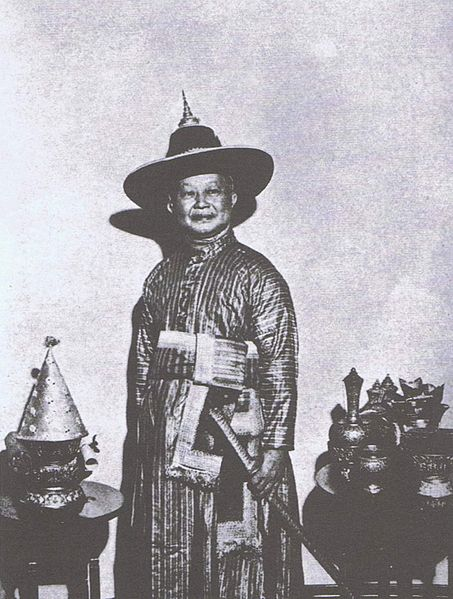
Le général thai Nakkhat, promo Victoire

- Marcel Descour (1899-1995), général d'armée (Cavalerie), grand officier de la Légion d’honneur
- Raymond de Toulouse-Lautrec (1900-2004), général commandeur du Mérite
- Nakkhat de Chantaburi (en) (1897-1953), général de l'armée siamoise

#### 1919-1921 (104epromotiondes Croix de Guerre)[192]
- Paul Ély (1897-1975), général d'armée (Infanterie), grand-croix de la Légion d’honneur et de l'ordre national du Mérite
- Louis-Constant Morlière (sl) (1897-1980), général d'armée (Infanterie coloniale), grand officier de la Légion d’honneur
- Maurice Durosoy (1898-1988), général de corps d'armée (Cavalerie), grand officier de la Légion d’honneur
- William H. Wilbur (en) (1888-1979), général de brigade de l'armée des États-Unis.
- Camilo Menéndez Tolosa (es) (1899-1971), général de l'armée espagnole
- Heliodor Píka (cs) (1897-1949), général de l'armée tchèque

### 1920-1929

#### 1920-1921 (105epromotionDernière de la Grande Guerre)[193]
- Joseph Magnan (1896-1976), général d'armée (Infanterie coloniale), grand-croix de la Légion d’honneur
- Guy Salisbury-Jones (en) (1896-1985), grand-croix de l’ordre de Victoria, commandeur de l’ordre de Saint-Michel et Saint-Georges, commandeur de l’ordre du British Empire, Military cross britannique
- Aksel Airo (1898-1985), lieutenant-général de l'armée finlandaise

#### 1919-1921 (106epromotionde la Garde au Rhin)[194]
- Henri de Virel (1897-1945), général de brigade (Cavalerie), officier de la Légion d’honneur, mort pour la France en déportation

#### 1920-1922 (107epromotionde la Devise du Drapeau)[195]

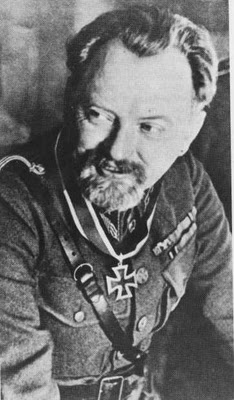
Augustin Malar, promo Devise du Drapeau

- Pierre-Elie Jacquot (1902-1984), général d'armée (Infanterie), grand-croix de la Légion d’honneur
- Augustín Malár (1894-1945), général slovaque de l'armée tchèchoslovaque ;
- Henri Bourgeois (1900-1948), officier de la Légion d’honneur, compagnon de la Libération, mort pour la France
- Hubert de Lagarde (1898-1945), officier de la Légion d’honneur, colonel de réserve dès 1930; journalisme et écrivain; mobilisé en 1939-40: fonde dès 1942 le réseau Éleuthère; arrêté et déporté, mort pour la France en 1945.
- André Brouillard (1900-1985), commandeur de la Légion d’honneur, adjoint de Hubert de Lagarde; sous le pseudo de Pierre Nord auteur prolifique.
- Antoine Luc Alexis de Perier (1902-1984), colonel d'infanterie, officier de la Légion d'honneur.
- Émile Hamilius (1897-1971), officier et homme politique luxembourgeois

#### 1921-1923 (108epromotiondu Souvenir[196])[197]

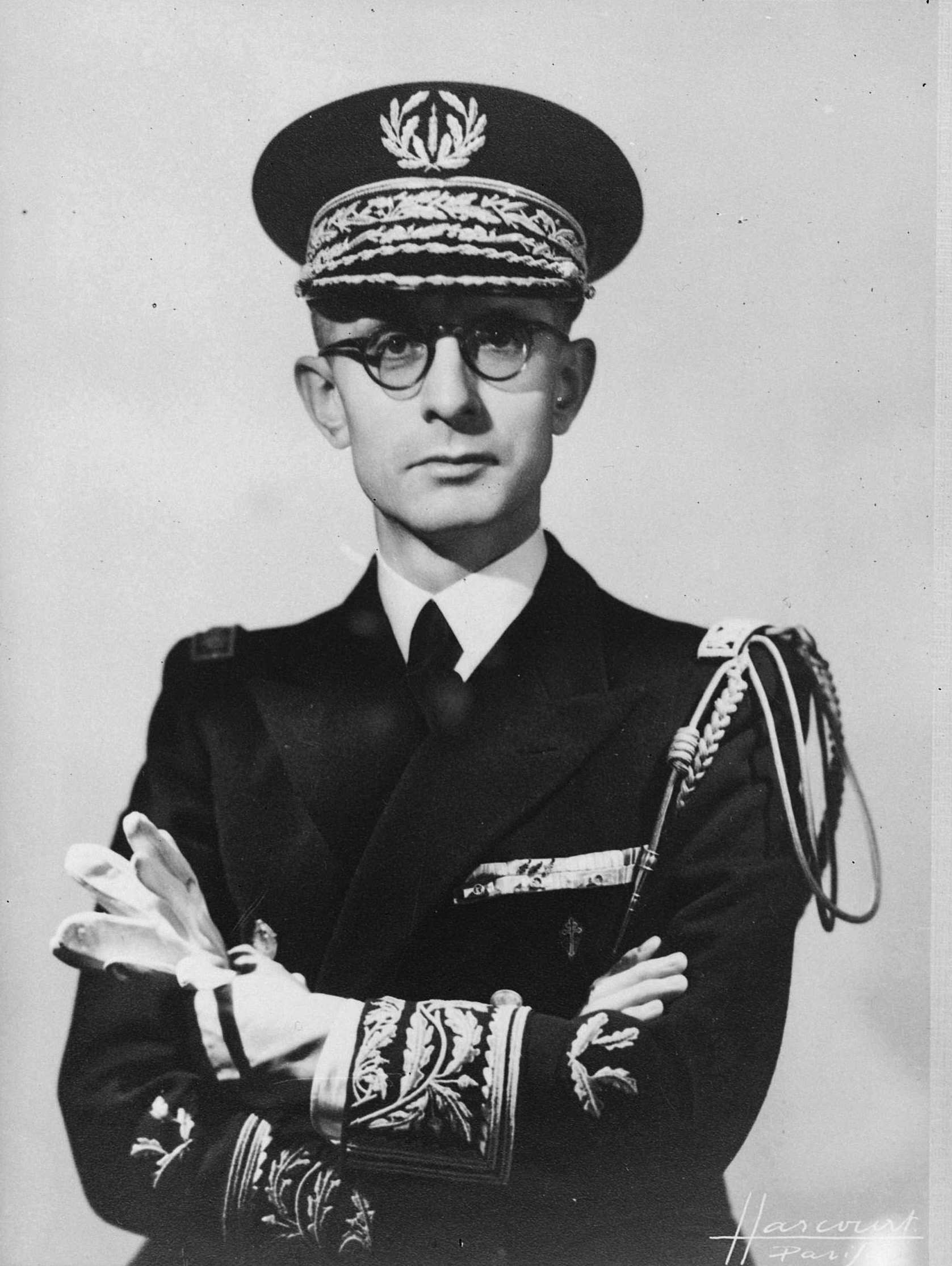
lt-colonel Luizet, promo Souvenir

- André Beaufre (1902-1975), général d'armée (Infanterie), grand-croix de la Légion d’honneur
- Jean Baguenault de Viéville (1902-1987), général de brigade (Cavalerie), grand officier de la Légion d’honneur
- Georges-Régis Bouvet (1902-1976), général de brigade (Infanterie), grand officier de la Légion d’honneur
- Charles Luizet (1903-1947), lieutenant-colonel de réserve, commandeur de la Légion d’honneur, compagnon de la Libération, préfet de Police
- Philippe de Bazelaire, lieutenant au 62e régiment de Tirailleurs marocains, chevalier de la Légion d’honneur, Croix de guerre des T.O.E., citation à l'ordre de l'Armée, mort pour la France (Guerre du Rif, 1926)
- Jean de Bazelaire, pilote aviateur, lieutenant au 38e régiment d’aviation, chevalier de la Légion d’honneur, croix de guerre des T.O.E., mort pour la France (1926)
- Pol Lapeyre (1903-1925), lieutenant au 1er RTSM, mort pour la France le 14 juin 1925 en défendant le poste de Beni Merkoul (Maroc), chevalier de la Légion d'honneur. L'École de Saint-Cyr Coëtquidan a donné son nom à la promotion 1926-1928
- Pierre Bézuel-Le Roux d'Esneval (1901-1986), général de brigade et homme de lettres français

#### 1922-1924 (109epromotionde Metz et Strasbourg[198])[199]
- Philippe Leclerc de Hauteclocque (1902-1947), maréchal de France, l'un des principaux chefs militaires de la France libre durant la Seconde Guerre mondiale L'École de Saint-Cyr Coëtquidan a donné son nom à la promotion 1946-1948.
- Jacques Dodelier (1903-1940), capitaine des Spahis puis aviateur, rallié à la Royal Air Force, mort pour la France.
- Henri Delteil (1903-1980), général de corps d'armée, il signera pour le gouvernement français, les accords de Genève mettant fin à la guerre d'Indochine.
- Jean Gilles (1904-1961), plus jeune de la promotion, général de corps d'armée, participation aux guerres d'Indochine et d'Algérie, 18 citations, mort pour la France.
- Pierre Masson (1904-1983), général de corps d'armée, chef d'état-major de la 1re brigade française libre à la bataille de Bir Hakeim.
- Pierre Rondot (1904-2000), général, membre des services secrets, il a notamment participé à la création des services de renseignement syriens et libanais sous mandat français.
- Marc Rouvillois (1903-1986), général de brigade (Cavalerie), grand officier de la Légion d’honneur.

#### 1923-1925 (110epromotiondu Chevalier Bayard[200])[201]

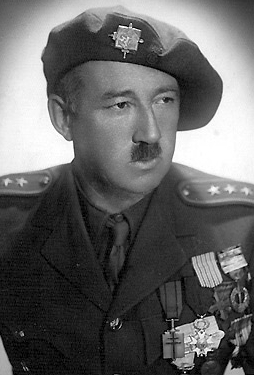
Otto Wagner, promo chev. Bayard

- Jacques Allard (1903-1995), général de corps d'armée.
- Capitaine Maurice Anjot (1904-1944), résistant. L'ESM a donné son nom à la promotion 2019-2022.
- Robert Guédon (1902-1978), résistant
- Fernand Gambiez (1903-1989), général de corps d'armée
- François Huet (1905-1968), général de corps d'armée
- Henri Morel de Foucaucourt (1905-1996), colonel de cavalerie, banquier
- Henri de Pouilly (1905-2000), général de corps d'armée
- Jean-Robert Thomazo (1904-1973), général et homme politique français.
- Maurice Challe (1905-1979), chef d'état-major général, participant au putsch des généraux.
- Otto Wagner (1902-1974), officier tchécoslovaque, élève de l'école à titre étranger, compagnon de la Libération.

#### 1924-1926 (111epromotiondu Rif[202])[203]
- René Babonneau (1904-1963), colonel de la Légion étrangère.
- Dimitri Amilakvari (1906-1942), lieutenant-colonel de la Légion étrangère d'origine géorgienne. L'École de Saint-Cyr Coëtquidan a donné son nom à la promotion 1954-1956.
- Henri Frenay (1905-1988), résistant et fondateur de du mouvement de résistance Combat
- Edmond Jouhaud (1905-1995), général d’armée aérienne qui participa au putsch des généraux
- Henri Sauvagnac (1905-1982), général de division
- Pierre Dunoyer de Segonzac (1906-1968), résistant et général de brigade.
- Serge Andolenko (1907-1973), général de brigade d'origine russe.
- Michel de Brébisson (190(-1991), Général d'armée, Secrétaire général de la Défense et de la Sécurité nationale.

#### 1925-1927 (112epromotiondu Maroc et Syrie[204])[205]
- Charles Lacheroy (1906-2005)
- Jacques Faure (1904-1988) Général de division. Commandeur de la Légion d'Honneur, Croix de guerre 1939-45 avec cinq palmes, Croix de la Valeur Militaire avec une palme, médaille de l'Aéronautique, Commandeur de l'Ordre du merite sportif, Croix de Guerre Norvégienne avec épée.
- Paul Jourdier (1907-1995), compagnon de la Libération
- Robert de Neuchèze (1904-1944), chef d'escadrons au 2e régiment de dragons, mort pour la France le 9 septembre 1944, lors de la libération d'Autun, Saône-et-Loire. Chevalier de la Légion d'Honneur. L'École de Saint-Cyr Coëtquidan a donné son nom à la promotion 2014-2017.
- Paul Paillole (1905-2002), colonel, ancien chef des Services spéciaux et du contre-espionnage, résistant.
- Philippe Ginestet (1905-1962), général de corps d'armée, résistant, assassiné le 14 juin 1962 par l'Organisation de l'armée secrète (mort pour la France).

#### 1926-1928 (113epromotiondu sous-lieutenantPol Lapeyre[206])[207]

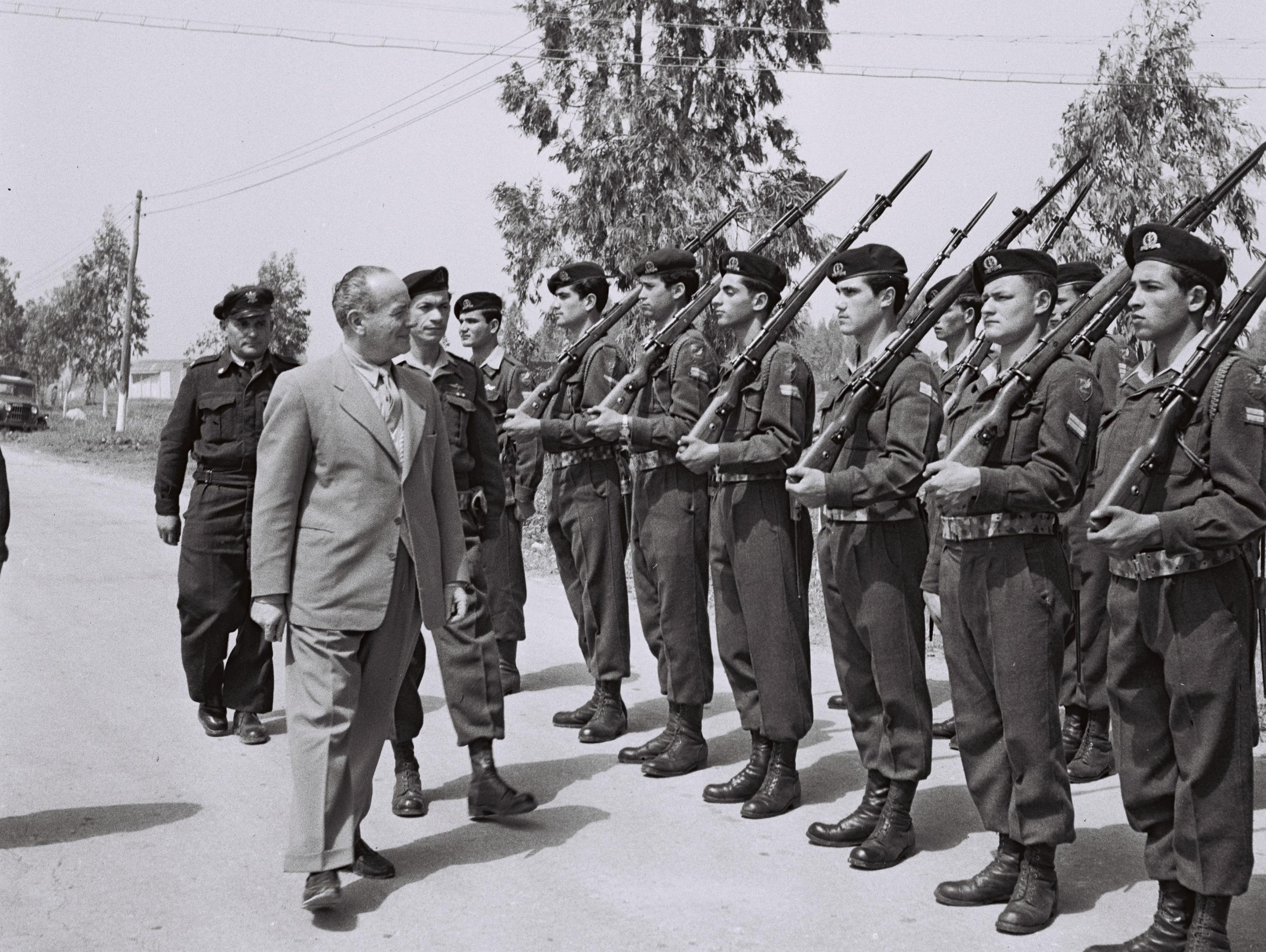
Le général Billotte, promo Pol Lapeyre

- Louis Dio (1908-1994), général d'armée (Infanterie coloniale), grand-croix de la Légion d’honneur, compagnon de la Libération
- Pierre Billotte (1906-1992), général de division (Infanterie;Chars de combat), grand officier de la Légion d’honneur, compagnon de la Libération
- Henri Amiel (1907-1976), général de brigade (Infanterie coloniale), grand officier de la Légion d’honneur, compagnon de la Libération
- Paul Stehlin (1907-1975), général d'armée aérienne, grand-croix de la Légion d’honneur
- Michel Madelin (1908-1985), général quart de place, commandeur de la Légion d'Honneur; sénateur des Vosges

#### 1927-1929 (114epromotiondumaréchal Gallieni)[208]
- Pierre-Gabriel Boulanger (1908-2004), général de division (Infanterie), commandeur de la Légion d’honneur, grand officier de l’ordre national du Mérite
- Pierre de Chevigné (1909-2004), colonel, résistant et homme politique français, ministre de la IVe République et compagnon de la Libération.
- Alain du Mesnil de Maricourt (1909-1999), général de corps d'armée, grand officier de la Légion d’honneur, grand-croix de l’ordre national du Mérite.
- Emile de Grenier de Lassagne (1905-1992) Colonel d'infanterie

#### 1928-1930 (115epromotiondumaréchal Foch)[209]
- Jean Costa de Beauregard (1906-1975), général de division, ancien commandant du bataillon Carol puis du 17e bataillon de chasseurs portés de 1942 à 1944 ;
- Jacques de Bollardière (1907-1986), général de brigade ;
- Henry Farret (1908-1974), compagnon de la Libération, général de brigade ;
- Christian Mégret de Devise (1908-1986), compagnon de la Libération, général de brigade ;
- Jacques Massu (1908-2002), compagnon de la Libération, général d'armée.

#### 1929-1931 (116epromotionMangin)[210]
- Pierre Bigot (1909-2008), général de division aérienne, participant au putsch des généraux.
- Léopold Gasc, (1908-1998), général de brigade, officier de la Légion d'honneur et commandeur de l'ordre national du mérite.
- André Puget (1911-1973), général, diplomate et homme d'affaires.
- Gabriel Ramanantsoa (1906-1979), militaire et homme politique malgache.
- Henri Verdier (1910-2002), officier des forces françaises libres, Compagnon de la Libération.

### 1930-1939

#### 1930-1932 (117epromotionJoffre)[211]

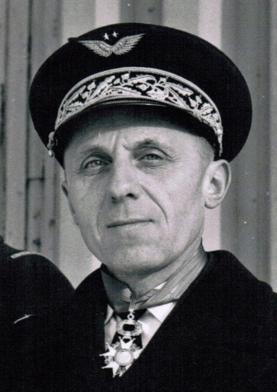
Général de brigade aérienne de Sauveboeuf, promo Joffre

- Maurice Sarazac (1908-1974), général de division, Compagnon de la Libération.
- Henri Fougerat (1909-1944), officier des troupes coloniales, Compagnon de la Libération, mort pour la France le 12 juin 1944 lors de la campagne d'Italie.
- Pierre Rougé (1911-1941), Compagnon de la Libération, mort pour la France le 20 juin 1941 lors de la campagne de Syrie.
- André Geoffroy (1911-1944), capitaine, Compagnon de la Libération, mort pour la France le 30 septembre 1944 lors de la bataille d'Alsace.
- François Binoche (1911-1997), général de division.
- Jacques Soufflet (1912-1990), lieutenant-colonel des Forces aériennes françaises libres, Compagnon de la Libération, sénateur et ministre des armées.
- Sixte Vignon (1912-1944), capitaine, résistant, commandant d'un maquis, mort pour la France.
- Robert Quilichini (1912-1979), général de corps d'armée, Compagnon de la Libération.
- Geoffroy de Ferrieres de Sauveboeuf (1912-2016), général de brigade aérienne, commandeur de la Légion d'honneur (63), croix de guerre 1939/45, commandeur de l'Étoile noire (62)

#### 1931-1933 (118epromotiondu Tafilalet[212])[213]
- Henry de Rancourt de Mimérand (1910-1992), général de corps aérien, commandant du groupe de bombardement Lorraine des Forces aériennes françaises libres, compagnon de la Libération.
- Jean Tulasne (1911-1943), aviateur, commandant du groupe de chasse Normandie-Niémen, mort en combat aérien en Russie, compagnon de la Libération.
- Pierre de Maismont (1911-1944), aviateur, compagnon de la Libération, mort pour la France.
- Pierre Pouyade (1911-1979), commandant du groupe de chasse Normandie-Niémen, résistant, général de brigade aérienne et homme politique français.
- comte Bertrand Huchet de Quénetain (1911-1983), général de division
- Edmond Pinhède (1911-1997), général de division, compagnon de la Libération.
- Maurice de Buttet (1911-1975), lieutenant-colonel de cavalerie. Affecté au 18e régiment de dragons, il est blessé à Bergues, le 29 mai 1940. En 1944, il combat dans les rangs du 5e RCA, au sein de la 1re DB.
- Bernard Saint-Hillier (1911-2004), général de corps d'armée. L'ESM a donné son nom à la promotion 2015-2018.
- André Lalande (1913-1995), général de corps d'armée.
- Pierre de Froment (1913-2006), général de division, ancien chef-action du SDECE.

#### 1932-1934 (119epromotionde Bournazel[214])[215]
- Jean Bécourt-Foch (1911-1944), compagnon de la Libération, petit-fils du maréchal Ferdinand Foch ;
- Bertrand Le Boucher d'Hérouville, (1911-1944), résistant mort en déportation en 1944 ;
- Marc Martin-Siegfried (1911-1990), général de brigade, compagnon de la Libération ;
- Alexandre Ter Sarkissoff (1911-1991), résistant, Compagnon de la Libération ;
- Henry Fournier-Foch (1912-2006), petit-fils du maréchal Ferdinand Foch ;
- André Le Vert (1914-2006), général de corps d'armée.

#### 1933-1935 (120epromotionduroi AlbertIer)[216]
- Gabriel Brunet de Sairigné, compagnon de la Libération, commandeur de la Légion d'honneur, commandant la 13e demi-brigade de Légion étrangère en Indochine, mort pour la France, le 1er mars 1948. L'École de Saint-Cyr Coëtquidan a donné son nom à la promotion 1967-1969.
- Jacques Lefort (en) (1913-1974), général de corps d'armée.
- Alphée Maziéras (1912-1944), compagnon de la Libération, officier de la 2e division blindée, mort pour la France.
- (Marie) Jean Picquart[217], capitaine du 3e régiment étranger d'infanterie, Chevalier de la Légion d'honneur, croix de guerre 1939-1945 avec palme et étoile d'argent, croix de guerre des T.O.E. avec palme, mort au champ d'honneur et pour la France le 18 février 1947 à Mocay, province de Ben Tre, Indochine
- Jean Simon, général d'armée, compagnon de la libération (23/06/1941), Chancelier de l'ordre de la libération (1978-2002), Grand Croix de la Légion d'honneur, Médaille Militaire

#### 1934-1936 (121epromotiondu roiAlexandreIer)

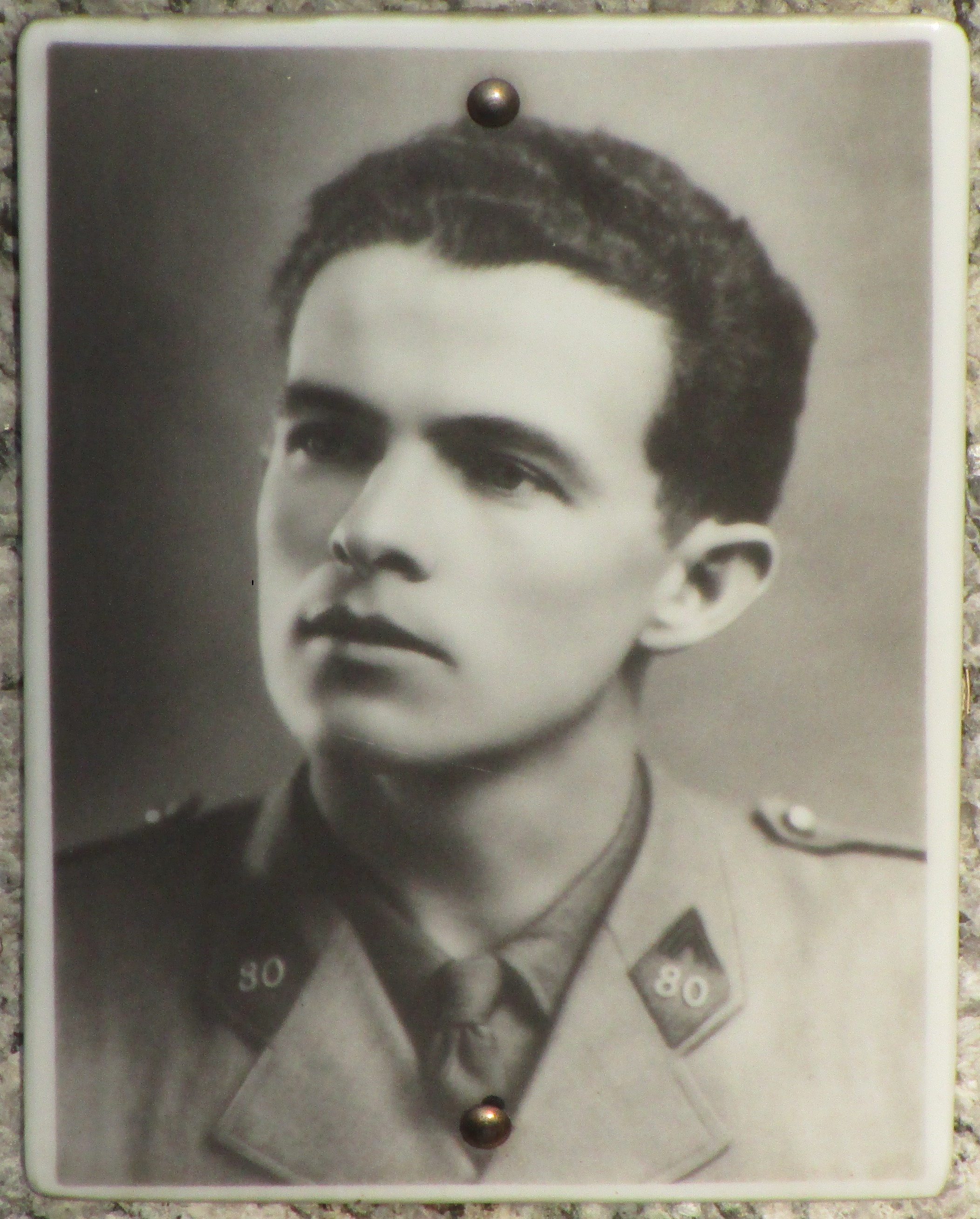
Jean Bulle, mort pour la France, promo Alexandre I

- Joseph de Bazelaire de Lesseux (1909-1959), chef de bataillon, mort pour la France
- Jean Bulle (1913-1944), chasseur alpin, chef de bataillon à titre posthume. Dirigeant le maquis du Beaufortain, il est mort pour la France le 20 août 1944, lors de la Libération d'Albertville. L'École de Saint-Cyr Coëtquidan a donné son nom à la promotion 2010-2013.
- Jacques-Philippe Dehollain (1913-2008), général de brigade, commandeur de la Légion d'honneur.
- Jean Compagnon (1916-2010), général de corps d'armée.
- Renaud de Corta (1915-1979), général français chef d'état-major des armées, compagnon de la Libération.
- Gabriel de Galbert (1912-2001), général d'armée. L'École de Saint-Cyr Coëtquidan a donné son nom à la promotion 2002-2005.
- comte Georges-Marie-Joseph-Gérard Thibault de La Carte de La Ferté-Sénectère (1913-1992) général et résistant.
- Hippolyte Piozin (1913-1994), officier des forces françaises libres, compagnon de la Libération.
- Gaston Rouillon (1915-2007), chef de bataillon, explorateur polaire et directeur-adjoint des Expéditions polaires françaises.
- Liao Yaoxiang (1906–1968), lieutenant général, armée nationale révolutionnaire chinoise.

#### 1935-1937 (122epromotiondu maréchalLyautey)
- Roger André (1914-1999), compagnon de la Libération, commandeur de la Légion d'honneur.
- Élisée Alban Darthenay, mort pour la France le 11 avril 1944. L'ESM a donné son nom à la promotion 1974-1976
- Francis Morand, mort en déportation au camp de concentration de Mauthausen, le 11 avril 1945, médaillé de l'ordre de la Libération pour faits de résistance.
- Tom Morel (1915-1944), lieutenant, résistant et compagnon de la Libération. L'ESM a donné son nom à la promotion 1987-1990
- baron Jean-Pierre de Lassus Saint-Geniès (1914-2010), général de corps d'armée, résistant dans les FFI.

#### 1936-1938 (123epromotiondu Soldat inconnu)
- Jean Vaugien (1916-1975), général.
- Alain de Boissieu (1914-2006), général, compagnon de la Libération, chef d'état-major de l'Armée de terre, grand chancelier de la Légion d'honneur. Gendre du général de Gaulle.
- Jean de Bazelaire de Ruppierre (1916-1943), lieutenant dans la colonne Leclerc, capitaine au régiment de marche du Tchad, compagnon de la Libération (1942), mort pour la France (1943)
- Philippe Clave (1916-1996), général d'armée, ancien gouverneur militaire de Paris

#### 1937-1938 (124epromotionMarne et Verdun)

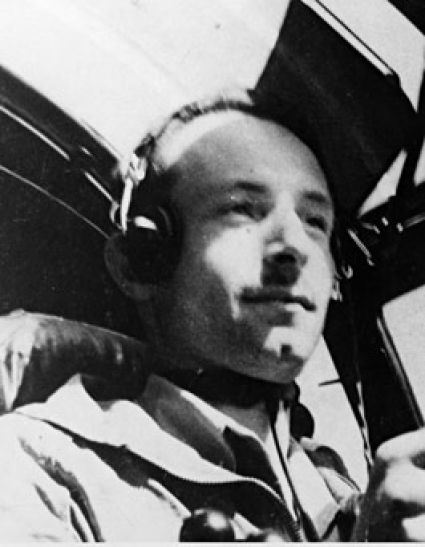
Jean Mahé, promotion Marne/Verdun

.(dernière promotion à faire toute sa scolarité à Saint-Cyr-l'École)
- Jean Mahé (1917-1946), aviateur des forces aériennes françaises libres (commandant à 28 Ans), compagnon de la Libération.
- Marcel Finance (1918-1943), aviateur des forces aériennes françaises libres, compagnon de la Libération.
- François Rozoy (1918-1987), aviateur des forces aériennes françaises libres, compagnon de la Libération, général de brigade aérienne.
- Jacques Mitterrand (1918-2009), général d'armée aérienne, ancien commandant des Forces aériennes stratégiques et frère cadet de l'ancien président François Mitterrand.
- Paul Oddo (1917-2000), général de corps d'armée.
- Henry Desserteaux (1917-1947), capitaine ; la promotion de Saint-Cyr 2023-2026 porte son nom.
- Étienne Poitau (1919-1952), capitaine, dit "Capitaine Stéphane", chasseur alpin et résistant. La promotion de Saint-Cyr 1992 1995 porte son nom
- Jean Carrelet de Loisy, lieutenant, officier de cavalerie, premier officier français à rallier le Rhin en 1944, mort pour la France le 23 novembre 1944 dans les combats de Mulhouse. La promotion de Saint-Cyr 2007-2010 porte son nom.

#### 1938-1939 (125epromotionde la Plus Grande France)
- Jean-François Clouët des Pesruches (1918-1957), compagnon de la Libération
- Maurice Henry (1919-2014), général de corps d'armée, grand croix de la légion d'honneur

#### 1939-1940 (126epromotionde l'Amitié franco-britannique)
- Pierre Delachenal (1918-2011)
- Jean-Claude Delafon (1918-2011), colonel, combattant 1939-1945, ancien P.D.G. de Rank Xerox France et de l'Institut de développement économique de Bourgogne.
- Jacques Hogard (1918-1999), général de brigade.
- Jérôme Levesque (1919-2017), général de brigade, résistant.
- Bernard Girardon (1920-1944), mort pour la France près de Toulon.
- Charles Rossignol (1920-1944), mort pour la France, Compagnon de la Libération.
- Louis Dupuis (1921-1944), mort pour la France, Compagnon de la Libération.
- Claude Vanbremeersch (1921-1981), général d'armée, chef d'état-major des Armées, donne son nom à la promotion 2001-2004

### 1940-1949

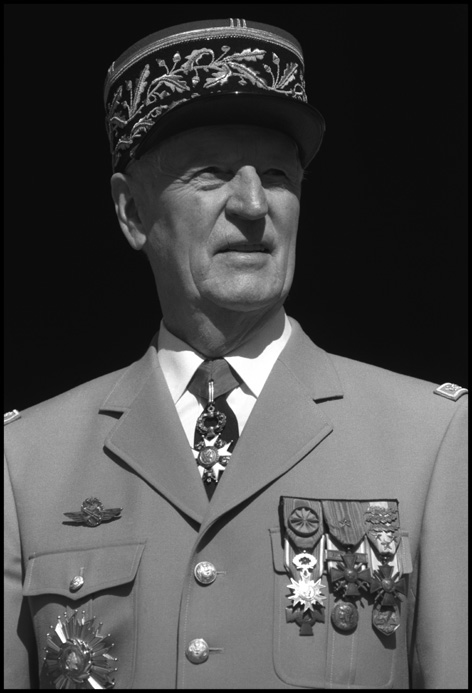
Général O'Mahony, promotion de Foucauld

#### 1940-1942 (127epromotionmaréchal Pétain)
- Gilbert Henry (1920-2013), général de brigade.
- Hyacinthe de Quatrebarbes (1920-1981), commandant de la 5e division blindée (1970-1972), général de corps d'armée et grand officier de la Légion d'honneur.
- André Joriot (1921-1944), officier et résistant français du réseau Alliance

#### 1941-1943 (128epromotionCharles de Foucauld)
- Bertrand O'Mahony (1921-2007), général de corps d'armée, commandeur de la Légion d'honneur, grand officier de l'ordre national du Mérite.
- Robert Caillaud (1921-1995), général de division, parrain de la promotion 2020-2023 de l'ESM.

#### 1942 (129epromotiondes Croix de Provence)
- Jacques Antoine de Barry (1922-2003), général d'armée, commandeur de la Légion d'honneur
- Louis Jacques Marie d'Harcourt (1922-2014), général de corps d'armée

#### 1943 (130epromotionVeille au Drapeau)

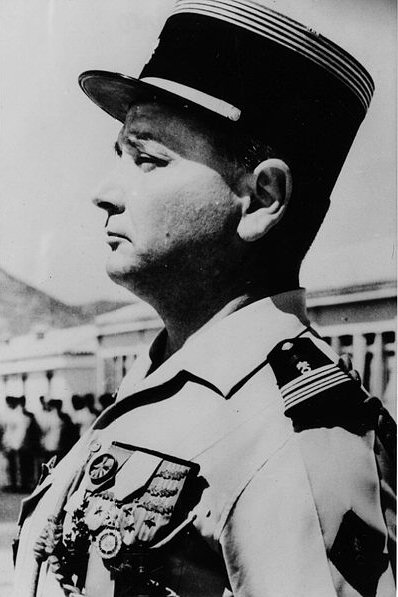
Général de Foïard, promo Veille au Drapeau

- Paul Arnaud de Foïard (1921-2005), général de corps d'armée, grand officier de la Légion d'honneur
- Jean Delaunay (1923-2019), général chef de l'état-major de l'Armée de terre; démissionnaire en 1983

#### 1944 (131epromotionRome et Strasbourg)
- Marc de Lacoste-Lareymondie (1924-2016), physicien français.

#### 1945-1947 (132epromotiondu Nouveau Bahut)
- Jean Combette (1926-2015), général de corps d'armée, grand-croix de la Légion d'honneur et de l'ordre national du Mérite (France).
- Hélie Denoix de Saint Marc (1922-2013), chef de bataillon, ancien déporté, ancien résistant, ancien officier de Légion étrangère et ancien commandant par intérim du 1er régiment étranger de parachutistes, grand-croix de la Légion d'honneur.
- Dominique Gourlez de La Motte (1925-2018), général de corps d'armée.

#### 1946-1948 (133epromotionGénéral Leclerc)
Sur les 530 officiers sortis en 1948, 72 sont morts pour la France en Indochine et en Algérie.

#### 1947-1949 (134epromotionRhinetDanube)
- Pierre Sergent (1926-1992), capitaine, officier de Légion étrangère et homme politique français.
- Max Gaillard (1928-1999), général de corps d'armée, commandeur de la Légion d'honneur, ancien combattant d'Indochine et d'Algérie.
- Guy Perrier (1925-2017), officier parachutiste de la Légion étrangère, grand-croix de la Légion d'honneur.

#### 1948-1950 (135epromotiongénéral Frère)
- Georges Méric de Bellefon (1927-1954), lieutenant d'artillerie, bataillon français de l'ONU, 2e bataillon du régiment de Corée en Indochine. Mort pour la France.
- Maurice Schmitt, général, chef d'état-major des Armées du 16 novembre 1987 au 23 avril 1991 puis gouverneur des Invalides jusqu'en 1996.
- Ghislain Faivre (1928-2011), général de brigade.
- Paul Brunbrouck (1926-1954), lieutenant, mort à Dien Bien Phu. L'ESM a donné son nom à la promotion 2004-2007
- Furcy Houdet (1927-2023), général d'armée.
- Xavier de Cacqueray (1928-1958), capitaine, mort pour la France en Algérie. L'ESM a donné son nom à la promotion 2009-2012

#### 1949-1951 (136epromotionGarigliano)
Promotion no 136, ; 12e série
Élèves officiers admis au concours d'entrée de l'ESM : 278
Effectif total : 508 (497 Français, 11 étrangers), ou 509 (497 Français, 12 étrangers), ou 519 (dont 1 étranger) (278 « cyrards » + 241 « corps de troupe »)
Officiers nommés (lors du Triomphe) :
Parrain de promotion : Alphonse Juin, maréchal de France (lié à la victoire de ses troupes, du Corps expéditionnaire français (CEF) sur les rives de la rivière italienne « Garigliano », à la suite de l'offensive du 11 mai 1944)
Morts pour la France : 61,, ou 62,,.
- Alain Gaigneron de Marolles (1927-2000), général de brigade.

### 1950-1959

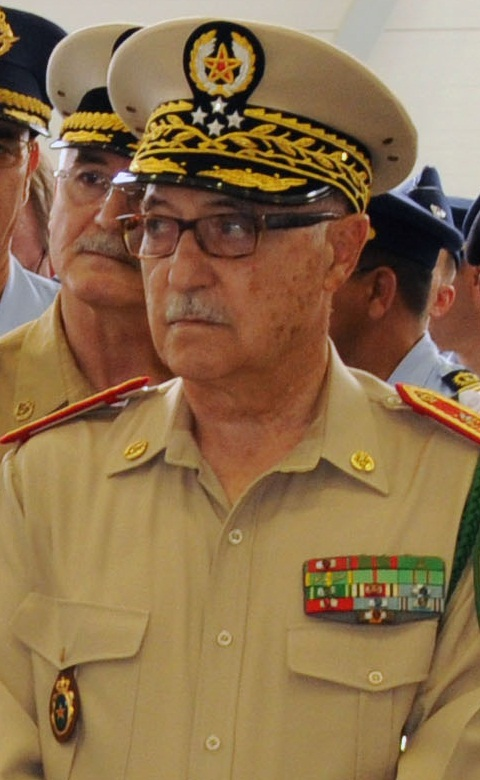
Général Bennani, promotion Mohammed V

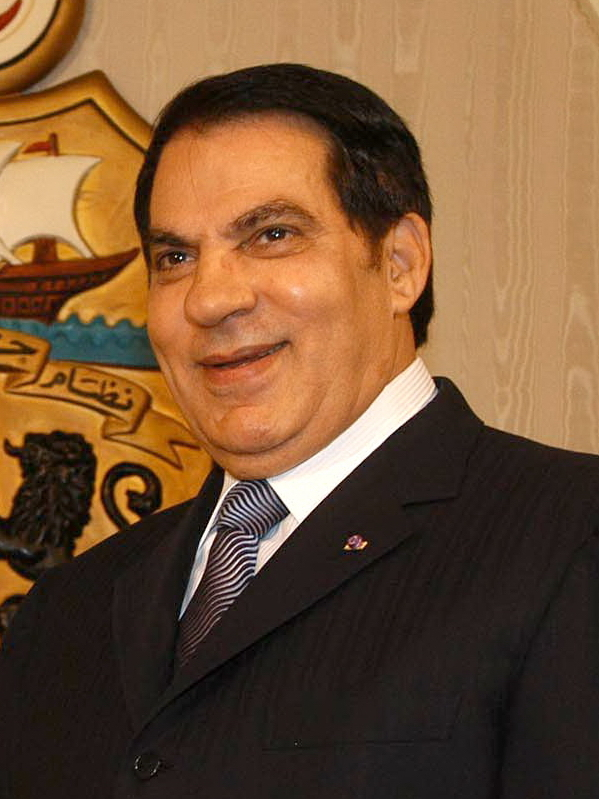
Le président Ben Ali, promotion Bourguiba

#### 1954-1956 (141epromotionLieutenant-colonel Amilakvari)
- Paul Gaujac (1934-), historien militaire
- Bảo Long (1936-2007), prince d'Annam.
- Marc Monchal (1935-2020), général d'armée, chef d'état major de l'armée de terre de 1991 à 1996.
- Philippe Morillon (né en 1935), général d'armée, commandant de la Forpronu en 1993.

#### 1955-1957 (142epromotionFranchet d'Espèrey)
- Jean-Marie de Bazelaire de Lesseux (1934-2014), chef de corps du 3e régiment de chasseurs (3e RCh), (1981-1982), général de brigade.

#### 1956-1957 (promotionmarocaineMohamed V)
- Abdelaziz Bennani (1935-2015), général marocain.
- Hosni Benslimane (né en 1935), général marocain.

#### 1956-1957 (promotiontunisienne, ditepromotion Bourguiba)

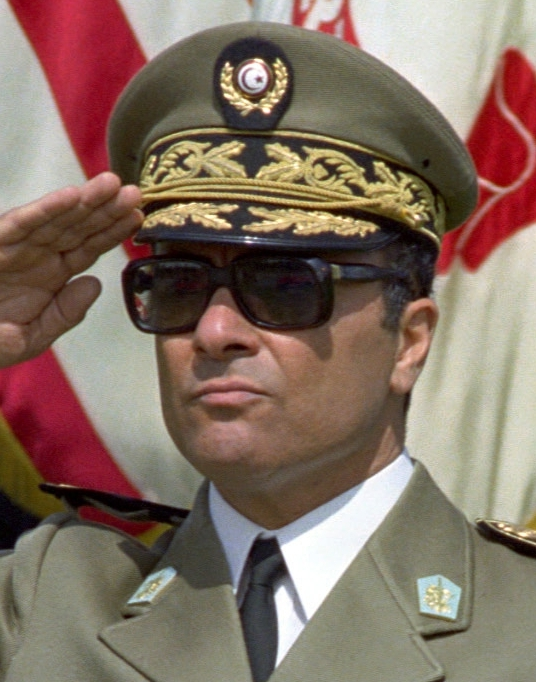
Le général Escheikh

- Zine el-Abidine Ben Ali (1936-2019), général et ancien président de la République tunisienne.
- Habib Ammar (né en 1936), général et ministre tunisien.
- Mohamed Saïd El Kateb (1935-2017), général tunisien.
- Abdelhamid Escheikh (1935-1999), général et ministre tunisien.

#### 1956-1958 (143epromotiongénéral Laperrine)
- Jean Pichot-Duclos (1935-2011), général de brigade français.

#### 1957-1959 (144epromotionTerre d'Afrique)
- Jacques Vidal (1936-2025), général de corps d'armée , commandant de l'opération Victor en Nouvelle-Calédonie en 1988.

#### 958-1960 (145epromotionMaréchal Bugeaud)
- Philippe Rondot (1936-2017), général de division, chargé de la coordination du renseignement au cabinet du ministre de la défense de 1997 à 2005.

#### 1960-1962 (147epromotionVercors)

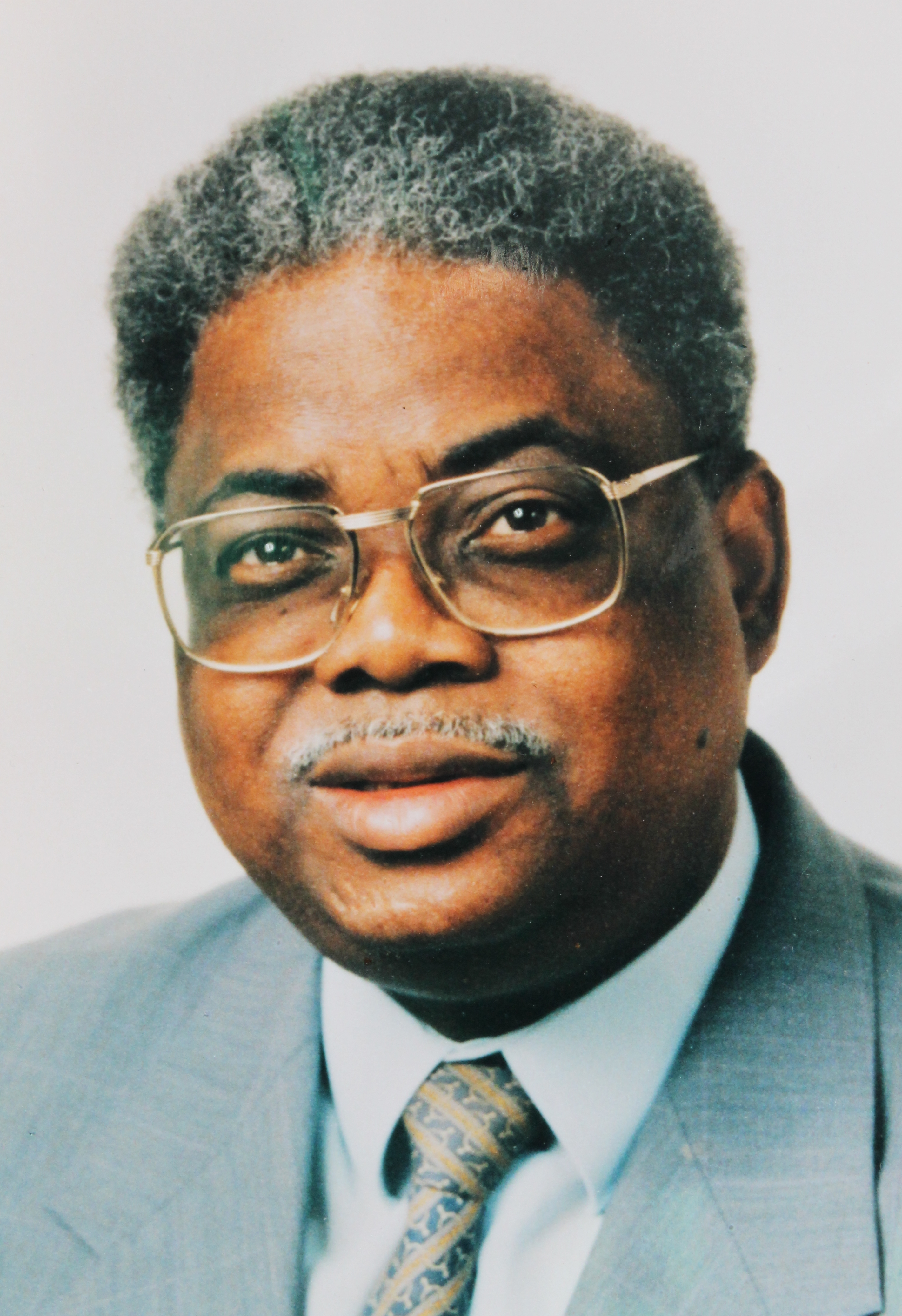
Le général Raoul, promotion Vercors

- Alfred Raoul (1938-1999), premier saint-cyrien de la république du Congo, général de brigade, homme politique, dirigeant d'entreprise et diplomate.
- Christian Piquemal (1940-), général de corps d'armée.
- Joseph Canal (1937-2018), général de brigade (2S), commandeur de la Légion d'honneur.

#### 1961-1963 (148epromotionBir Hakeim)
- Pierre Forterre (1940-2018), général d'armée, commandant de l'Eurocorps (1996-1997), puis de la Force d'action terrestre (2000-2001). Nommé conseiller d'État en service extraordinaire (2001).
- Yves Fromion (né en 1941), député de la 1re circonscription du Cher de 1997 à 2017
- Jean-Pierre Kelche (né en 1942), général d'armée, Chef d'état-major des armées entre 1998 et 2002 et grand chancelier de la Légion d'honneur entre 2004 et 2010.
- Hervé Gobilliard (né en 1941), général d'armée.
- René Claude Meka (né en 1939), chef d'état-major des forces armées camerounaises
- Louis Sylvain-Goma (né en 1942), général de brigade, homme politique et diplomate de la république du Congo.
- Pierre Mutz (né en 1942), préfet, directeur général de la Gendarmerie nationale et Préfet de Police de Paris.

#### 1962-1964 (149epromotiondu Centenaire deCamerone)

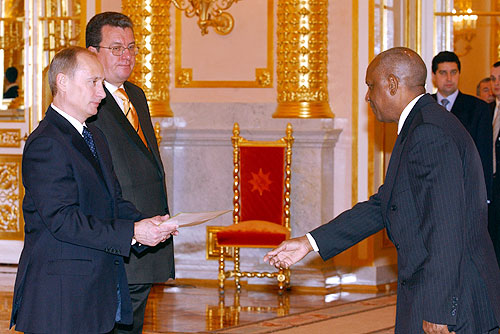
Le général Diallo, promotion 100naire de Camerone

- Mountaga Diallo, général de division, officier et diplomate sénégalais, ancien ambassadeur du Sénégal en Russie et ancien commandant de la Mission de l'Organisation des Nations unies en République démocratique du Congo.
- Charles André Nelson (né en 1943), général, ancien Inspecteur général des Armées sénégalaises, ancien chef de l'état-major particulier du président de la République du Sénégal et ancien ambassadeur du Sénégal en Guinée.
- Mamadou Niang (né en 1938), général, ancien ministre de l'intérieur sénégalais.
- Mamadou Seck, général d'armée, ancien chef d'état-major général des armées sénégalaises.
- Ali Seriati (né en 1940), général tunisien

#### 1963-1965 (150epromotionCinquantenaire du Serment de 1914)
- Robert Guei (1941-2002), président du Comité national de Salut public de la République de Côte d'Ivoire en 1999-2000.
- Bernard Prévost (né en 1943), préfet, directeur général de la Gendarmerie nationale et ambassadeur en République Démocratique du Congo.
- Pierre-Jacques Costedoat, général d'armée

#### 1965-1967 (152epromotionLieutenant-colonel Driant)

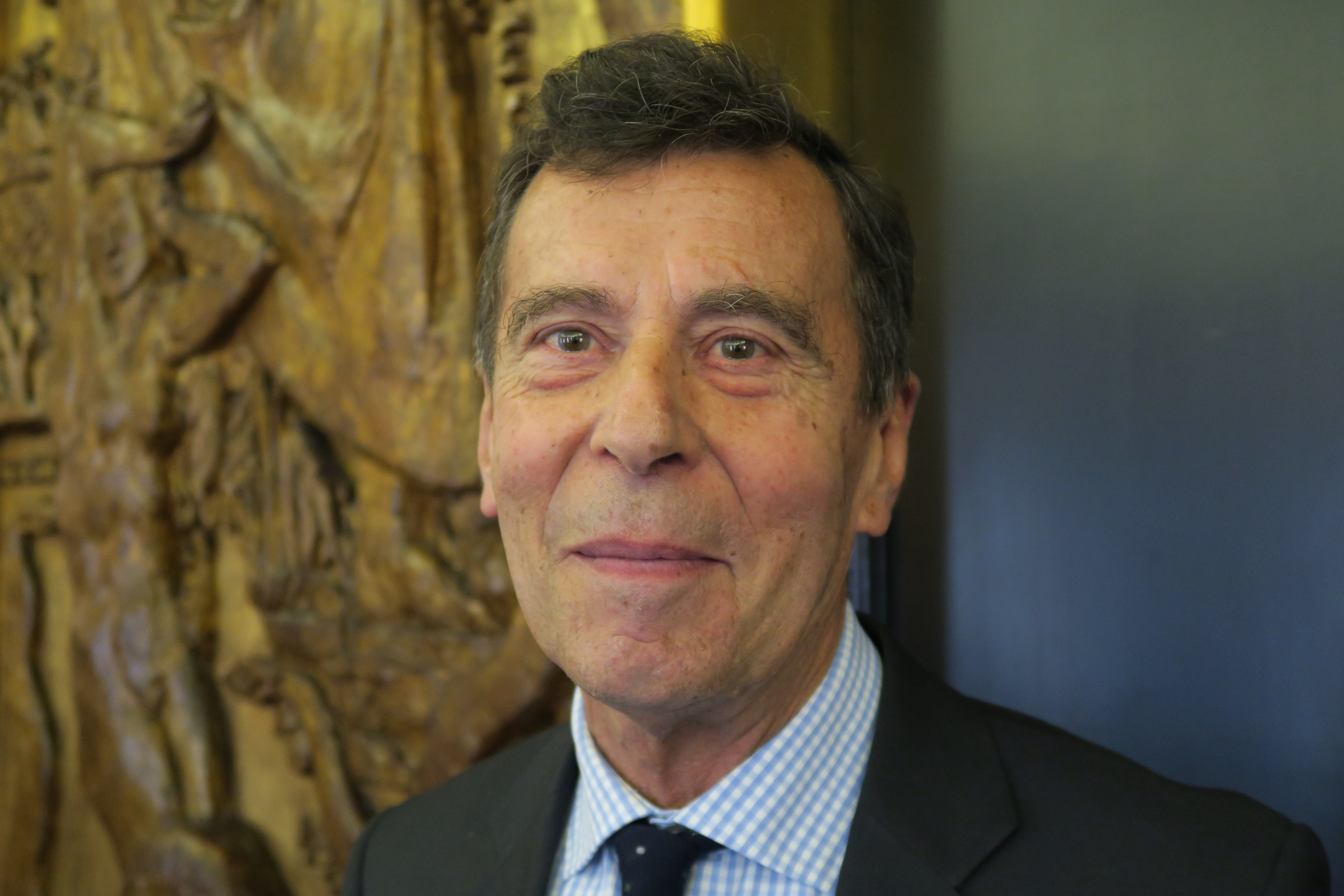
Le général Bentégeat, promotion Driant

- Henri Bentégeat (né en 1946), général d'armée, chef d'état-major des armées entre 2002 et 2006.
- Marcel Valentin (né en 1946), général d'armée, commandant la KFOR au Kosovo entre 2001 et 2002 puis gouverneur militaire de Paris entre 2002 et 2005.

#### 1967-1969 (154epromotionLieutenant-colonel Brunet de Sairigné)

Le général Georgelin, promo Brunet

- Jean-Louis Georgelin (1948-2023), général d'armée, chef d'état-major des armées entre 2006 et 2010 et grand chancelier de la Légion d'honneur de 2010 à 2016.
- Sébastien Nzambi Makoumba-Nzambi, (1942-2011), général de brigade de la gendarmerie nationale congolaise et musicien sous le nom de Sébas Enemen.

#### 1968-1970 (155epromotionSouvenir deNapoléon)
- Bruno Cuche (né en 1948), général d'armée, chef d'état-major de l'Armée de terre entre 2006 et 2008, gouverneur des Invalides.
- Amadou Tidiane Dia, général de division, inspecteur général des forces armées sénégalaise entre 2000 et 2002, grand chancelier de l'ordre national du lion entre 2002 et 2012
- Xavier de Zuchowicz, général de corps d'armée.
- Pierre Garrigou Grandchamp (né en 1949), général de corps d'armée, commandant la formation de l'Armée de terre en 2006.
- Paul Girot de Langlade (né en 1946), haut fonctionnaire
- Guy Parayre (né en 1947), général d'armée, directeur général de la gendarmerie nationale entre 2004 et 2008.
- Jean-Louis Py (né en 1948), général de corps d'armée, commandant de la Force internationale d'assistance à la sécurité (FIAS) en Afghanistan entre 2004 et 2005, il a également commandé les forces terrestres de l'Armée de terre jusqu'en 2007.

### 1970-1979

#### 1970-1972 (157.promotionGénéral de Gaulle)

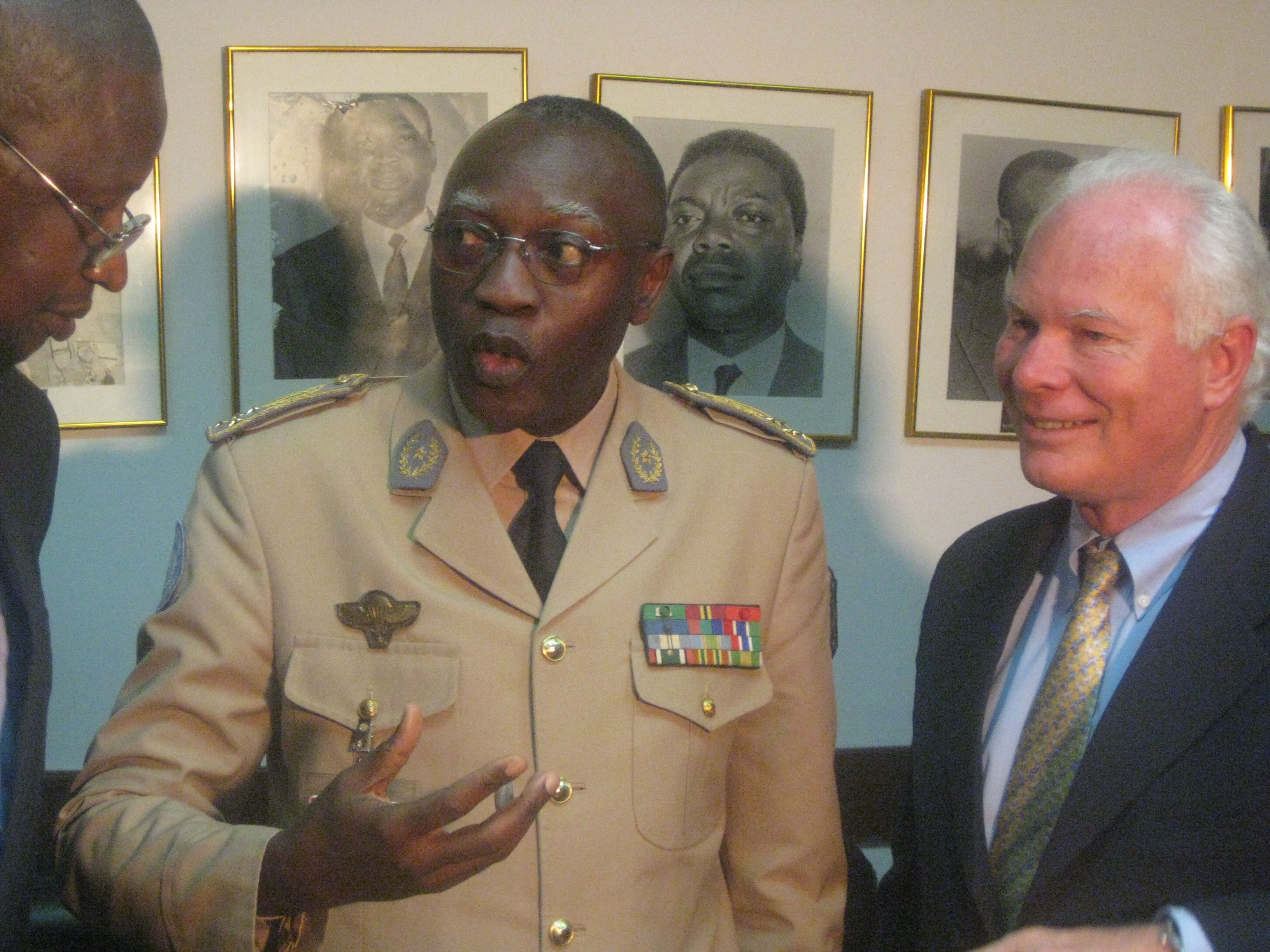
Le général Gaye, promo de Gaulle

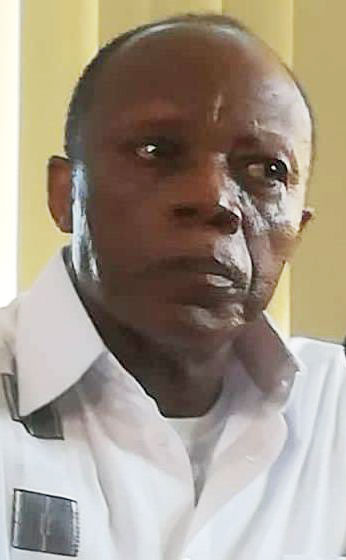
Le général Mokoko, promo de Gaulle

- Mathias Doué (1946 - 2017), général, ancien chef d'état-major des armées ivoiriennes.
- Mbaye Faye (né en 1948), général, ancien sous-chef d’état-major général des Armées du Sénégal et chef d'état-major et de l'ONU pour le Burundi.
- Babacar Gaye (né en 1951), général de corps d'armée, ancien chef d'état-major général des armées sénégalaises et commandant les forces de la MONUC
- Elrick Irastorza (né en 1950), général d'armée, chef d'état-major de l'Armée de terre entre 2008 et 2011.
- Jean-Marie Mokoko (né en 1947), général, ancien chef d'état-major des forces armées congolaises.
- Alioune Badara Niang (né en 1944), colonel, ancien haut commandant en second de la gendarmerie nationale sénégalaise et ancien directeur général du Port autonome de Dakar.
- Emmanuel de Richoufftz de Manin (1948), général de division, gouverneur adjoint de la région Ile-de-France entre 2003 et 2006.
- Célestin Ilunga Shamanga (1952 - 2000), général, ancien chef d'état-major particulier du maréchal Mobutu.
- Yves de Kermabon (1948-), général de corps d'armée.

#### 1971-1973 (158.promotionCapitaine Danjou)
- Xavier Bout de Marnhac (né en 1951) général de corps d'armée, gouverneur militaire de Lyon - Région terre Sud-Est de 2008 à 2010.
- François-Pierre Joly (né en 1951), général de corps d'armée, général adjoint major au général commandant la région Terre Nord-Ouest de 2006 à 2008 et gouverneur militaire de Lyon - Région terre Sud-Est de 2006 à 2008.
- Antou Pierre Ndiaye (né en 1951), général de division, il a exercé les fonctions d'inspecteur général des forces armées et de chef d'état-major particulier du président de la République du Sénégal.

#### 1972-1974 (159.promotion deLinares)

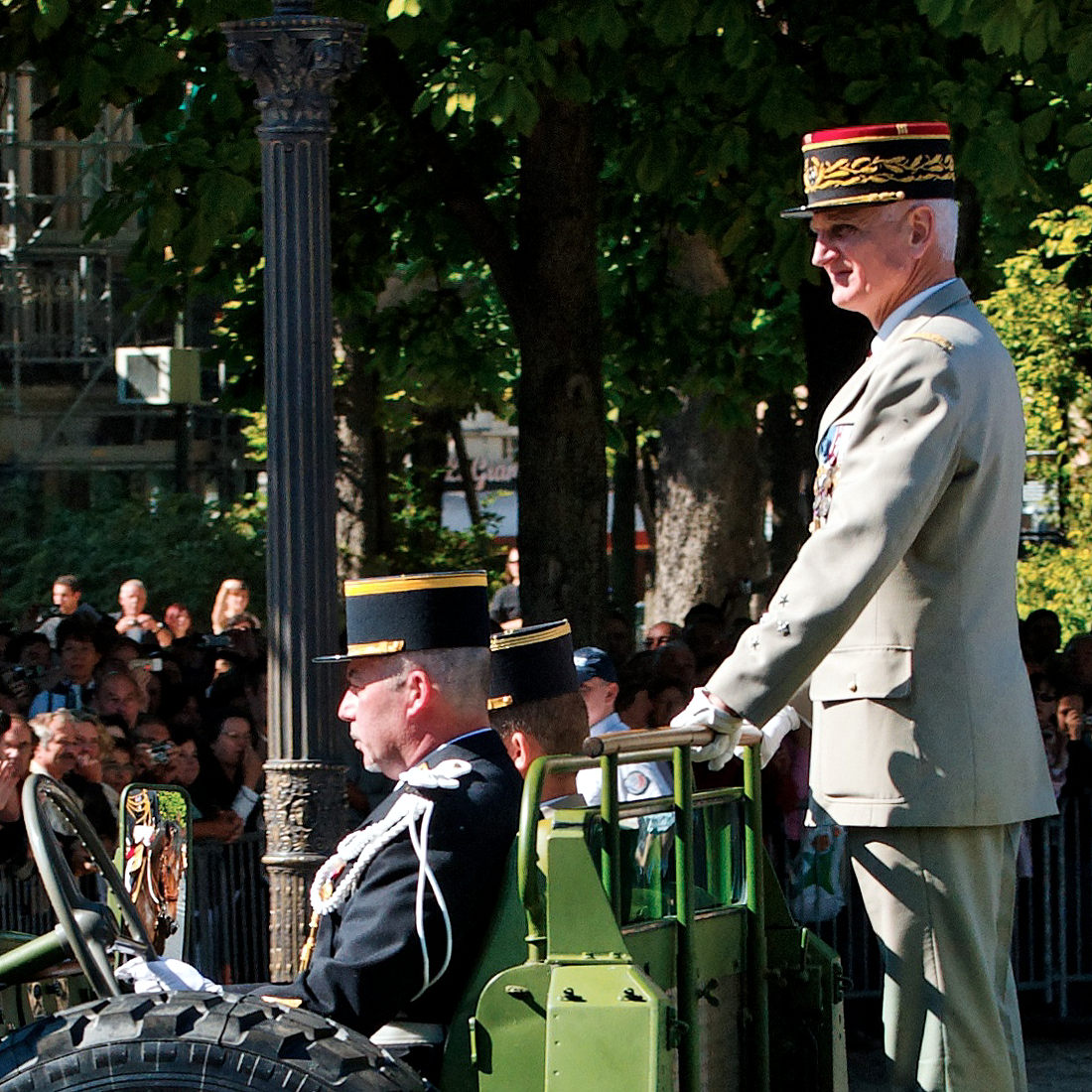
Le général Dary, promo de Linares

- Emmanuel Beth (1952-2018), général de corps d'armée, ancien directeur de la coopération de sécurité et de défense de 2009 à 2010, ambassadeur de France au Burkina Faso de 2010 à 2013.
- Bruno Dary (né en 1952), général d'armée, officier de Légion étrangère et gouverneur de Paris entre 2007 et 2012.
- Vincent Desportes (né en 1953), général de division, ancien commandant du Centre de doctrine et d'emploi des forces de 2005 à 2008 et commandant du collège interarmées de défense de 2008 à 2010.
- Antoine Lecerf (1950-2011), général de corps d'armée, commandant des forces terrestres entre 2007 et 2010.
- Bertrand Ract-Madoux (né en 1953), général d'armée, chef d'état-major de l'Armée de terre de 2011 à 2014.
- Abdel Kader Guèye (né en 1949), général de division, ancien sous-chef d'état-major des armées sénégalaises.

#### 1973-1975 (160.promotionmaréchal de Turenne)
- Thierry Cambournac (né en 1953), général d'armée, ancien inspecteur général des armées.
- Christian Houdet (né en 1953), général de brigade
- Roland Gilles (né en 1954), général d'armée et diplomate français, major de sa promotion et directeur général de la gendarmerie nationale entre 2008 et 2010 et actuel ambassadeur extraordinaire et plénipotentiaire de la République française en Bosnie-Herzégovine (2010-2014).
- Philippe Houbron (né en 1953), général de corps d'armée, ancien commandant de l'opération Licorne en Côte d'Ivoire en 2008.
- Benoît Puga (né en 1953), général d'armée, chef d'état-major particulier du président de la République de 2010 à 2016 et grand chancelier de la Légion d'honneur depuis 2016.

#### 1974-1976 (161.promotionLieutenant Darthenay)
- Renaud de Malaussène, général, commandant en second l'opération Licorne en Côte d'Ivoire en 2005.
- André Sellier, général de corps d'armée, commandant de la force logistique terrestre de 2008 à 2010.

#### 1975-1977 (162.promotionCapitaine Henri Guilleminot)

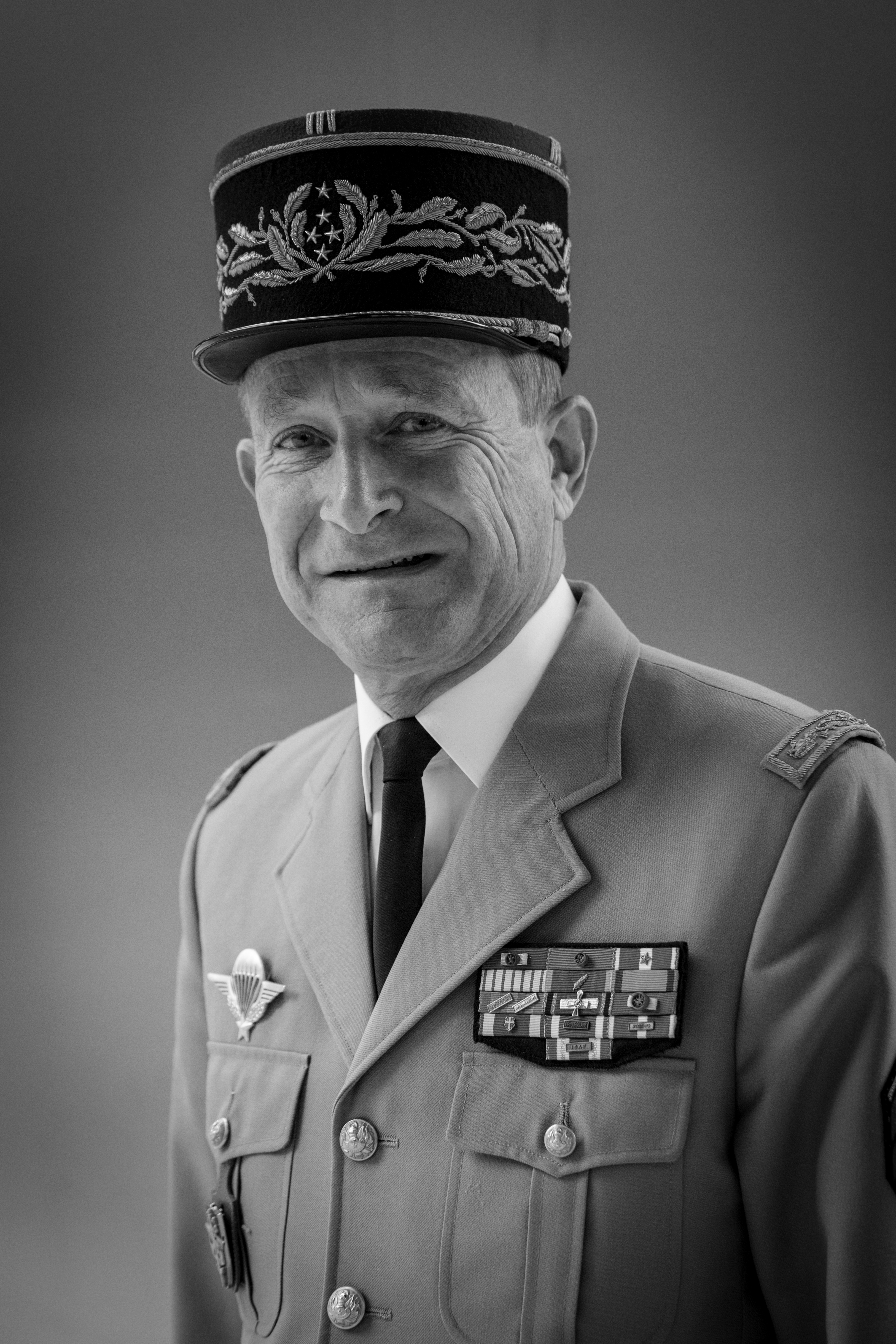
Le général de Villiers, promo Guilleminot

- Hervé Charpentier (né en 1955), général de corps d'armée, gouverneur militaire de Paris de 2012 à 2015.
- Pierre Le Jolis de Villiers de Saintignon (né en 1956), général d'armée, chef d'état-major des armées entre 2014 et 2017.
- Jacques Mignaux (né en 1954), général d'armée, directeur général de la gendarmerie nationale entre 2010 et 2013.

#### 1976-1978 (163.promotionCapitaine de Cathelineau)
- Bruno Dogbo Blé (né en 1952), général de brigade et ancien chef de la garde républicaine ivoirienne
- Martial de Braquilanges (né en 1955), général de corps d'armée, (a servi dans les unités de parachutistes de l'infanterie de marine), gouverneur militaire de Lyon de 2012 à 2014.
- Jean-Philippe Margueron (né en 1956), général d'armée, Inspecteur général des armées, commandant la force opérationnelle multinationale Nord de l'OTAN (Kosovo Force MNTF-N) au Kosovo en 2006.
- Christophe Métais (né en 1954), général de corps d'armée, commandant les Écoles de Gendarmerie de 2010 à 2013.
- Michel Stollsteiner (né en 1956), général de corps d'armée, major de sa promotion, il fut l'un des 5 commandants régionaux de l'OTAN en Afghanistan entre 2008 et 2009.

#### 1977-1979 (164.promotionMaréchal Davout)

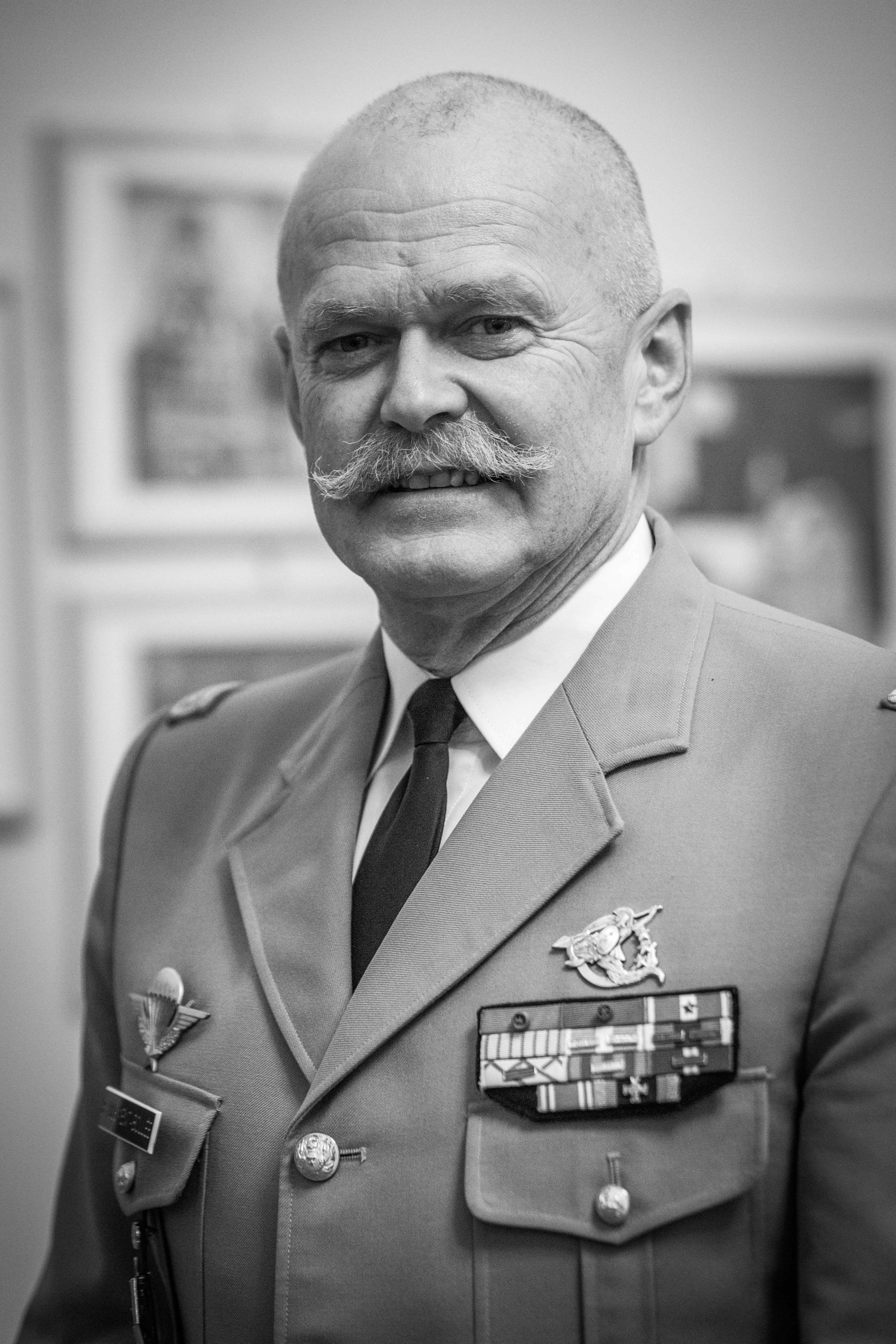
Le général Clément-Bollée, promo Davout

- Bertrand Clément-Bollée (né en 1955), général de corps d'armée, commandant des forces terrestres (COMFT, 2012-2014)

#### 1978-1980 (165.promotionGénéral Rollet)
- Olivier Pougin de La Maisonneuve (né en 1957), général de division, chef d'état-major de la Force intérimaire des Nations unies au Liban en 2011 et représentant militaire national auprès du commandant suprême des forces alliées en Europe (2012-2015).

#### 1979-1981 (166.promotionGénéral Lasalle)
- Jean-Pierre Bosser (né en 1959), général d'armée, ancien directeur de la protection et de la sécurité de la défense (2012-2014) et chef d'état-major de l'Armée de terre du 1er septembre 2014 au 30 juillet 2019.
- Bernard de Courrèges d'Ustou, (né en 1960), général de corps d'armée, ancien chef du cabinet militaire du Premier ministre et ancien directeur de l'Institut des hautes études de Défense nationale.
- David Galtier, général d'armée, inspecteur général des armées pour la Gendarmerie (2017-2018).

### 1980-1989

#### 1981-1983 (168.promotion de la Grande Armée)

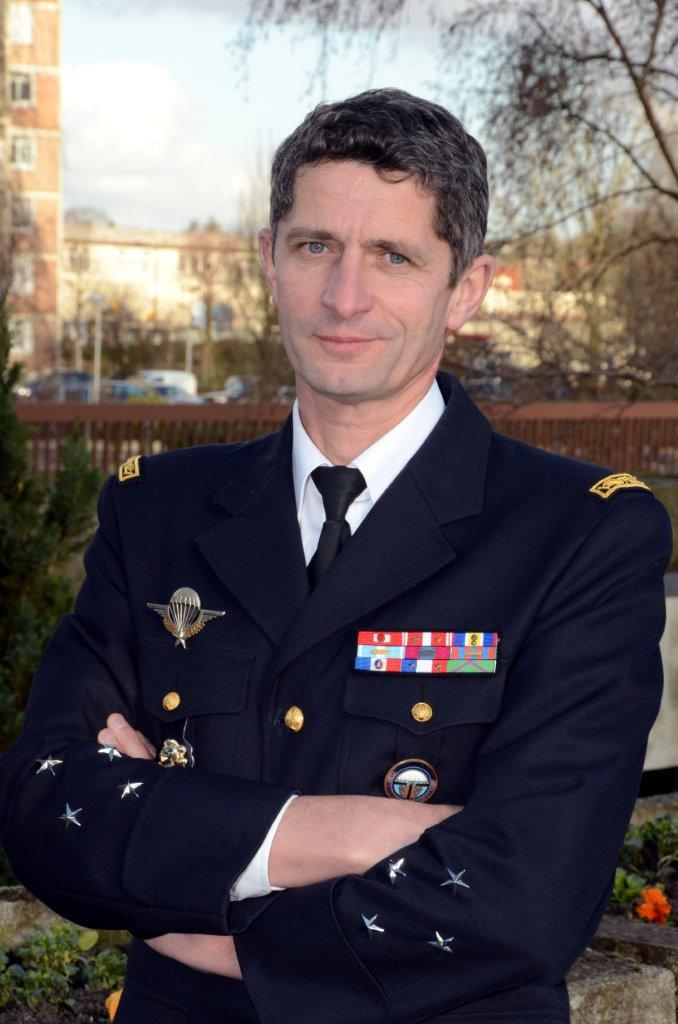
le général Favier, promo Gde Armée

- Patrick Destremau (né en 1960), général de corps d'armée, directeur de l’Institut des hautes études de défense nationale et de l’Enseignement militaire supérieur (2018-2021).
- Denis Favier (né en 1959), général d'armée, commandant du groupe d'intervention de la gendarmerie nationale (GIGN, 2007-2011), directeur général de la gendarmerie nationale (2013-2016).
- Olivier de Germay, né en 1960, archevêque de Lyon depuis 2020.
- Grégoire de Saint-Quentin (né en 1961), général d'armée, commandant des opérations spéciales (COS) (2013-2016), sous-chef de l'état-major des armées chargé des opérations (2016-2020), conseiller du Gouvernement pour la défense (2020).
- Christophe Gomart (né en 1960), général de corps d'armée, commandant des opérations spéciales (2011-2013) et directeur du renseignement militaire (2013-2017).
- Jean-François Hogard (né en 1960), général d'armée, directeur du renseignement et de la sécurité de la Défense (2014-2018), puis inspecteur général des armées (2018-2020).
- Bruno Le Ray, né en 1961, général de corps d'armée, gouverneur militaire de Paris (2015-2020).
- Jean-Pierre Palasset (né en 1960), général de corps d'armée, commandant des opérations Licorne (2010-2011) et Barkhane (2014-2015), directeur général de la Sécurité extérieure par intérim en 2017.

#### 1982-1985 (169.promotionGénéral de Monsabert)
- Bernard Barrera, général d'armée, major général de l'Armée de terre (2017-2020), inspecteur général des armées (2020).
- François-Xavier Le Pelletier de Woillemont (né en 1962), général de corps d'armée.
- Thierry Orosco (né en 1961), général de brigade, commandant du groupe d'intervention de la gendarmerie nationale (GIGN) de 2011 à 2014.
- Éric Burgaud (né en 1962), colonel, commandant du 13e bataillon de chasseurs alpins de 2004 à 2006.

#### 1984-1987 (171.promotionGénéral Monclar)
- François Lecointre, général d'armée, chef d'état-major des armées du 20 juillet 2017 au 21 juillet 2021, Grand Chancelier de LH depuis fevrier 2023
- Éric Bellot des Minières (né en 1964), général d'armée, commandant de l'opération Sangaris en Centrafrique en 2014, sous-chef d'état-major « Plans » de l'état-major des armées de 2018 à 2021, inspecteur général des armées depuis le 31 octobre 2020.
- Isabelle Guion de Méritens (née en 1962), générale de corps d'armée, ancienne commandante de la gendarmerie maritime (2012-2015) et de l'École des officiers de la Gendarmerie nationale (2015-2018), détachée auprès de l'Inspection générale de l'administration depuis 2018.

#### 1985-1988 (172.promotionCadets de la France libre)
- Christophe Abad (né en 1965), général de corps d'armée, 139e gouverneur militaire de Paris depuis le 31 juillet 2020.
- Thierry Burkhard (né en 1964), général d'armée, chef d'état-major de l'Armée de terre de 2019 à 2021, puis chef d'état-major des armées à partir du 22 juillet 2021.
- Olivier Kim (né en 1965), général de corps d'armée, directeur des opérations et de l'emploi de la Gendarmerie depuis le 1er septembre 2022, connu notamment pour la libération des otages du vol AF 8969

#### 1986-1989 (173.promotionGénéral Callies)

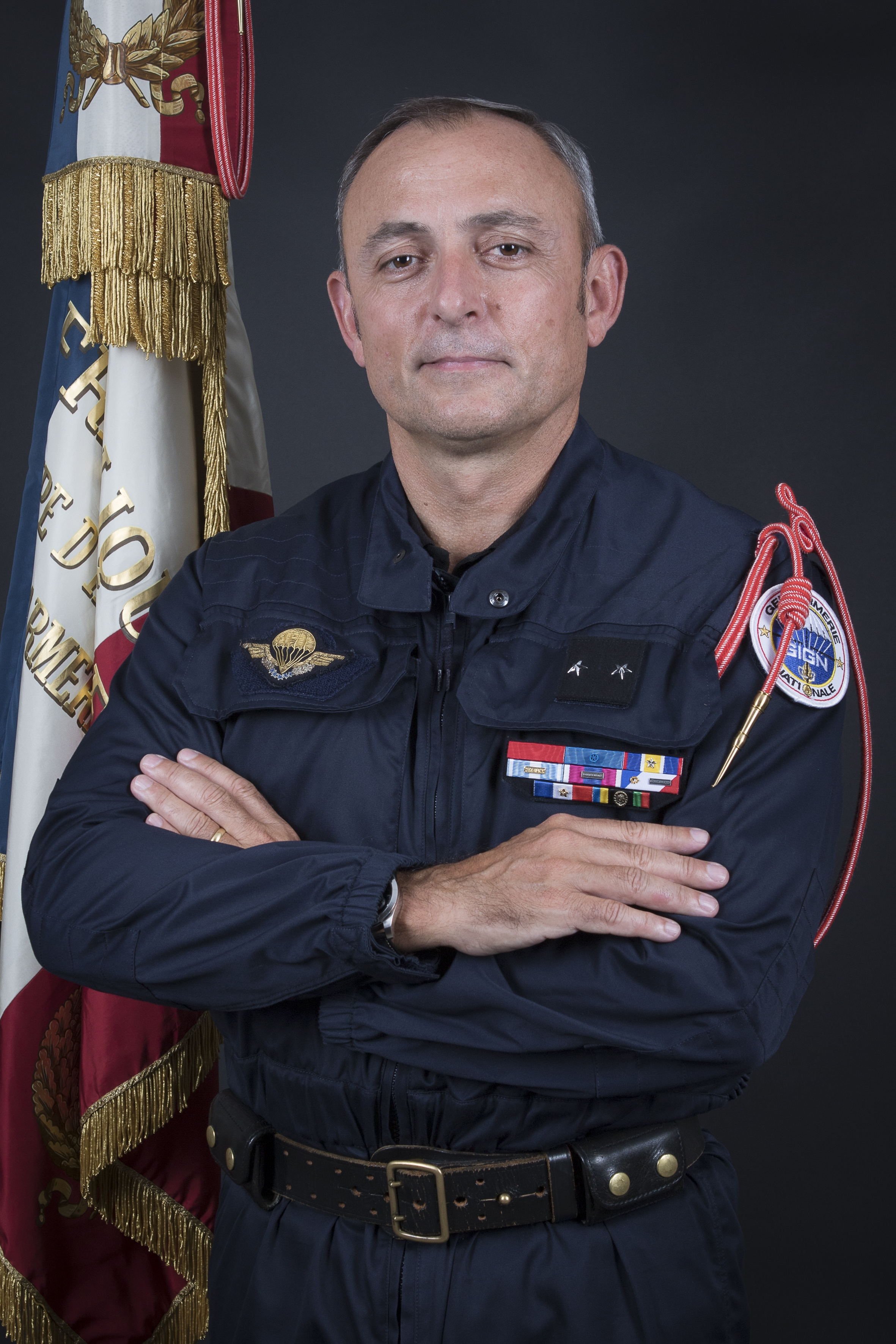
Le général Bonneau, promo Callies

- Hubert Bonneau, général de corps d'armée, commandant du Groupe d'intervention de la gendarmerie nationale de septembre 2014 à avril 2017, directeur des opérations et de l'emploi de la Gendarmerie nationale (2020-2023) puis général d'armée nommé DGGN le 31 octobre 2024.
- Nicolas Le Nen (né en 1966), colonel, ancien commandant du 27e bataillon de chasseurs alpins, ancien commandant du groupement tactique interarmes de Kapisa et actuel directeur du Service Action de la DGSE depuis janvier 2014.
- Éric Vidaud (1966-), général de corps d'armée, directeur du renseignement militaire du 1er septembre 2021 au 31 mars 2022, commandant des opérations spéciales (2019-2021) commandant des forces armées de la zone sud de l'océan Indien (2017-2019).

#### 1987-1990 (174.promotionTom Morel)
- Pierre Schill, général d'armée, chef d'état-major de l'Armée de terre à partir du 22 juin 2021.

### 1990-1999

#### 1990-1993 (177.promotionGénéral Guillaume)
- Anne-Cécile Ortemann, générale de division.

#### 1992-1995 (179.promotion Capitaine Stéphane)

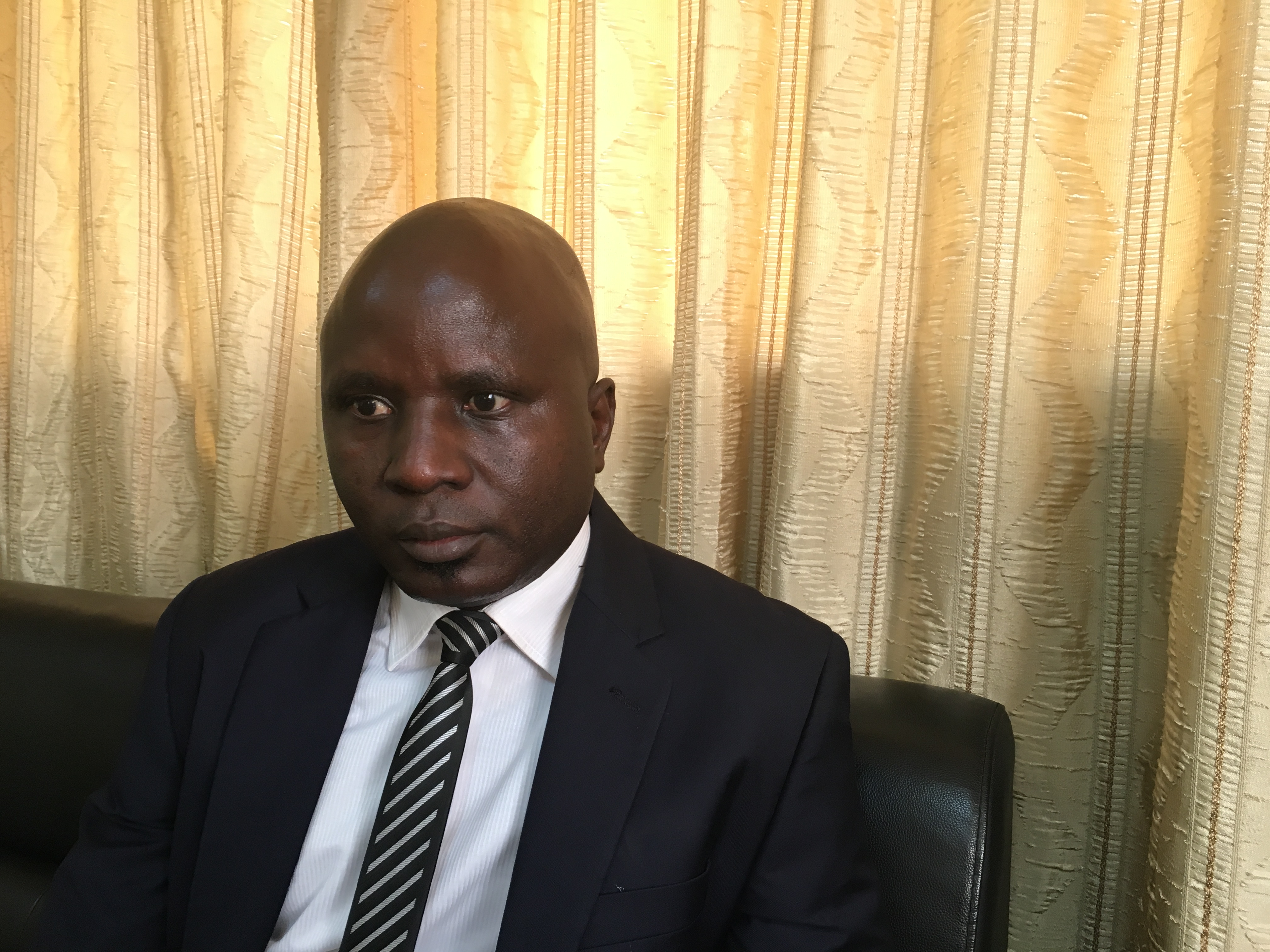
général Coulibaly, promo Capt. Stéphane

- Moussa Sinko Coulibaly, général et ministre malien.

#### 1993-1996 (180.promotion Maréchal Lannes)
- Salif Traoré, général et ministre malien[223].

#### 1995-1998 (182.promotioncolonel Cazeilles)
- Thibaut Vallette, lieutenant-colonel, cavalier français de concours complet, médaillé d'or au concours complet par équipes à Rio aux Jeux olympiques d'été de 2016.

## Après2000

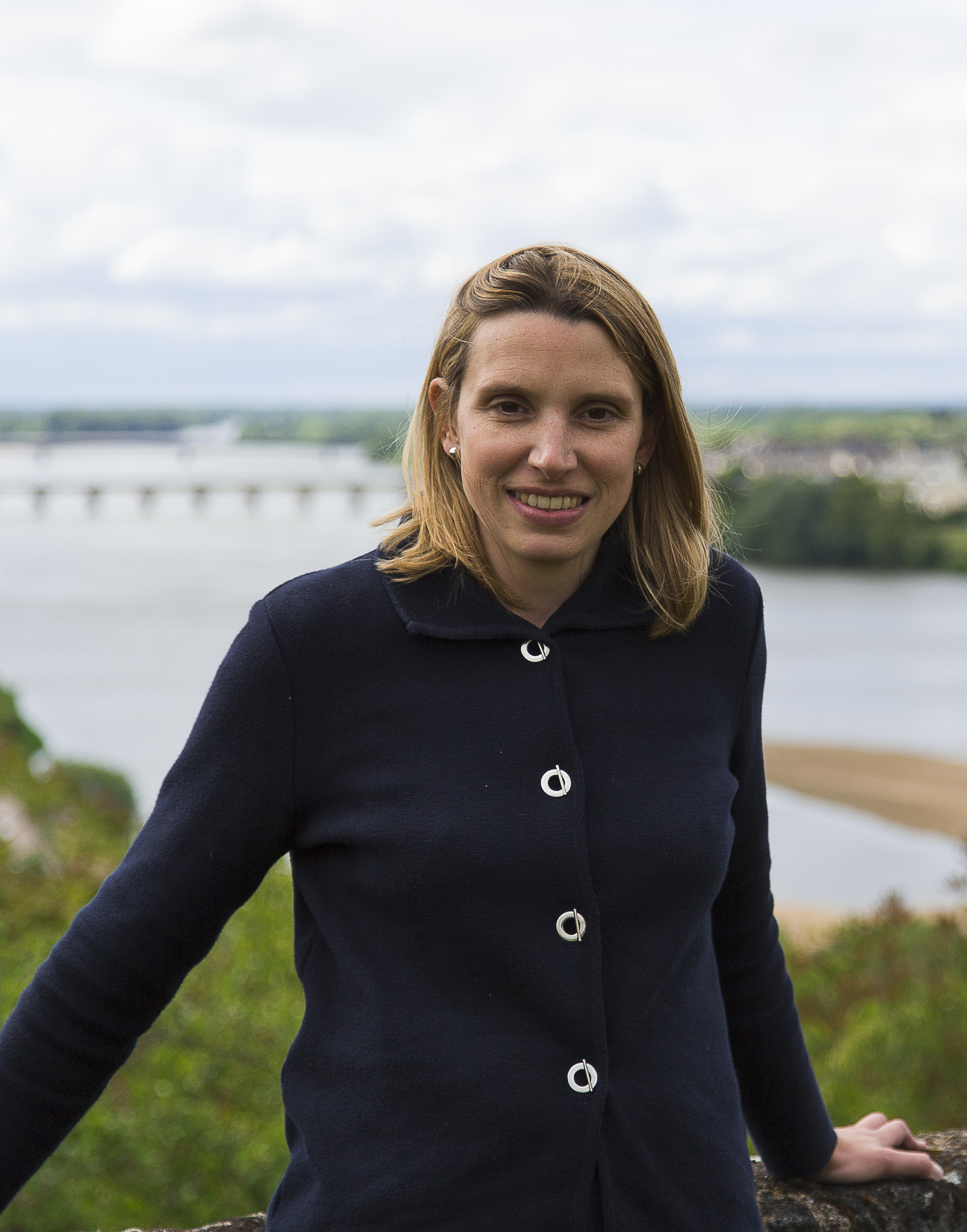
la députée Laëticia Saint-Paul, promo de Galbert

### 2000-2009

#### 2002-2005 (189.promotiongénéral de Galbert)
- Grégoire Leclercq, syndicaliste, entrepreneur et auteur français, président de la Fédération des auto-entrepreneurs depuis mars 2009.
- Laëtitia Bruneau-Saint-Paul, officier d'état-major de l'Armée de terre et femme politique française, actuellement députée de la quatrième circonscription de Maine-et-Loire (Saumur).

## Promotion inconnue
- Justinien Nicolas Clary (1816-1896), rentré officiellement dans ses foyers en 1873 avec le grade de lieutenant-colonel.